# ヒトパピローマウイルスワクチン
ヒトパピローマウイルスワクチン（HPVワクチン、HPV予防ワクチン）は、特定のヒトパピローマウイルス（Human papillomavirus：HPV）の感染を予防するワクチンである。
WHOは、2006年から2017年までに、2億ドーズ（接種）以上のHPVワクチンが世界中で幅広く使用され、ワクチンの安全性に関する諮問委員会（GACVS）では当ワクチンの安全性に関して評価を行い、これまでのところ推奨の位置付けを変更する安全上の問題は判明していないと表明している。約125カ国でHPVワクチンが導入され、世界の9歳から14歳の少女の3人に1人が接種を受けられる。WHOは男児や年配女性などの二次的な対象へのワクチン接種は、実行可能かつ手頃な価格の場合に推奨している。2023年現在までに2億7000万人以上に接種されているが、一方で2020年には34万2000人の女性が子宮頸がんで死亡し、その90%が低・中所得国に住んでいた。2018年現在日本の子宮頸がんは過去10年の罹患率増は世界ワーストであり、かつWHOの機関である「HPV Information Centre」が2021年10月に発表したレポートによると、子宮頸がん発生率は調査国中87位だがG7の中ではワースト1位で、HPVワクチン低接種の影響を指摘されている。
HPVは、性器にイボができる尖圭コンジローマまたは子宮頸癌、肛門癌、中咽頭癌などの癌や，喉頭気管乳頭腫症、副鼻腔乳頭種の発生に関係し、HPVワクチンには2価「サーバリックス」（GSK）、「4価ガーダシル」（MSD）、9価「シルガード9」（MSD）の3つがあるが、4価か9価を初めての性行為での感染前に接種を済ませておけば、子宮頸がんと共に予防可能である。世界的にみると、HPV16型およびHPV18型が子宮頸がん全体の約70%を占めている。2024年2月公表の韓国での研究では、高リスクHPVに感染した女性は、感染していない女性よりも心臓病で死亡する可能性が4倍高いとの結果も出ている。子宮頸がんについてはHPVワクチン接種が1次予防、がん検診を2次予防と位置づけられている。日本では3回接種が基本だが、14歳までにシルガード9接種のみ2回接種となる。
HPV罹患は、性行為及び分娩時のHPV産道感染の可能性が指摘されているが、母子の遺伝子系が異なるなど未知の感染経路もあり、また レーザー治療煙で医療者が感染する場合もある。多くは性行為で早期に感染し、長期間体内に潜伏する。2023年ランセット掲載の35か国での調査では男性の3人に1人がHPV保有者であり5人に1人がハイリスクHPVであった。39カ国以上で男性も定期接種対象になっている。海外ではジェンダーニュートラルワクチンとして男女同等に推奨し、ワクチン不足により女児を優先していたWHOも、供給量増加により2023年の見解では準備が整った国から男性への接種拡大を奨励している。2024年度東京都は男性接種自治体助成を開始し、2025年度以降、東京23区では全区で男性接種補助が行われるところとなる。
アメリカ合衆国では、アメリカ食品医薬品局(FDA)が、45歳までの男女に予防接種を推奨している。接種は小児科、内科または婦人科でできるが、HPVウイルスは100種以上存在し全てがワクチンで防げないため、ワクチン接種後も子宮がん検診も推奨されている。同ワクチンは男性に多いHPV由来中咽頭癌への予防効果もある。
日本では予防接種法でA類疾病に位置付けられ、法第9条で予防接種の対象者・保護者は予防接種を受ける努力義務が課せられている。国は副反応の報告を受け2013年6月から定期接種は継続するものの積極的勧奨は中止していたが、特段の懸念が認められないことから2021年11月にそれを再開した。積極的勧奨接種差し控えでワクチンを打たなかった女子大生に無料の接種を求める署名活動では1日で約1万3000人の署名が集まり、定期接種以外に積極的勧奨中止の影響を受けた世代に対し2025年3月までに限りキャッチアップ接種が行われると決定したが、初回を2025年3月まで接種した場合、2025年度中も続きが無料で打てることとなった。
接種数は増加傾向にある。なお、積極的勧奨中止により2000年前後生まれの女性は生涯で子宮頸がんに2万人以上超過罹患し、5千人以上超過死亡すると複数の研究が明らかにしている。2017年度には妊娠時の子宮頸がん検査で234人ががんと判明した。妊娠の判明は中絶や子宮摘出の可能性がある。2024年10月、キャッチアップ駆け込み需要による急激な接種者数増加のため製薬会社では供給出荷制限が行われる事態となったこの事態に対し当時は初回接種を優先すべきと言う識者もいた。
世界保健機関（WHO）は2022年、ワクチンの単回接種は、2回接種と同等の有効性があると発表した。厚生労働省は2023年4月からシルガード9を定期接種を開始したが、2023年2月同省専門部会で15歳未満は2回とする方針が了承されたものの、引き続きそれ以外は3回接種となっている。オーストラリアは2023年2月をもって、9価ワクチン定期接種を2回から単回に変更した。同国とスコットランドに続きイギリスも2023年9月に単回接種となる。オーストラリアは2035年に、イギリスは2040年までに子宮頸がん撲滅の目標設定をしている。2008年定期接種を開始したスコットランドでは、定期接種完了者で子宮頸がんの症例は検出されておらず、ノルウェーでもHPVワクチン接種後の同がん症例なしと報道している。

タイ王国では女性の死亡要因1位である子宮頸がんを防ぐため、2023年12月までに220万人がHPVワクチンを接種済であり、スクリーニングキャンペーンも実施した。台湾の台北市は女子中学生に対する政府資金によるHPVワクチン接種率は91％となり、2024年から男子接種を開始する。2025年9月から男子接種を全域で展開する。バングラデシュでは子宮頸がんは女性の死亡要因2位であるため、620万人の少女にHPVワクチン1回接種キャンペーンを行い2024年11月に完了の予定とし、12月までに接種資格のある少女の93%が接種を受けた。ネパールでは2025年2月10～14歳の少女160万人を対象とし全国HPVワクチン接種キャンペーンを行い、同月中旬までに、対象人口の90％にあたる140万人の少女がワクチン接種をした。

## 概要
日本では「子宮頸がんワクチン」という通称がよく使われるため、女性のみを対象としたものだと思われることが多いが、子宮頸がん以外のがんの発生を予防することができるため、男女に関わらず接種可能で有効であるワクチンである。男女共に性交渉開始前に打つことが医師により勧められている。HPVウイルスは性器や肛門周辺に潜むため性行為時でのコンドームによる感染防止は限定的と考えられる。ただしセクシャルデビュー後に接種しても、まだワクチン接種で予防できるHPV型に感染していなければ、予防の効果が期待できる。日本では2023年現在、ヒトパピローマウイルス（HPV）による子宮頸がん罹患での経済的負担・損失が年間約640億円と推計されている。HPVは9割が検査で検出不能の「クリアランス」レベルとなるが、検出限界下で潜伏し、高齢化などの免疫低下により10～20％が再活性化する。
ワクチン接種率は2020年代の欧米で70-80%であるのに対し、日本では2010年度の終わりに13歳～16歳への公費助成が開始され、2013年4月からは小学校6年から高校1年相当の女子を対象に定期接種が始まり当時は接種率が7割あった。日本では2013年3月には、後にコロナ禍中に新型コロナワクチン接種に反対し自民党除名処分を受けた日野市議会議員の池田利恵が事務局長を務める全国子宮頸がんワクチン被害者連絡会がマスコミに販売した、少女がけいれんする映像などを1日80回以上という高頻度で繰り返し流す中、朝日新聞がHPVワクチンを一方的に問題視するアンチキャンペーンを展開した。同年6月に厚生労働省による接種の積極的勧奨が中止となり、2020年代には接種率が0.3%に減少した。また、国会においても、2013年には参議院で上野通子参議院議員が同ワクチン奨励を「性交渉の低年齢化に拍車をかける」懸念があるとし、山谷えり子参議院議員も「十代前半での性体験を前提」にしているとして、定期健診だけでもほぼ100%子宮頸がん死亡を予防できるなど主張し公的接種について反対した。
2021年10月、厚労省の検討部会がHPVワクチンの安全性や効果などを踏まえ「積極的勧奨」再開の方向で検討を始め、11月、同省の「副反応検討部会」と「薬事・食品衛生審議会薬事分科会医薬品等安全対策部会安全対策調査会」が11月12日に合同開催において、HPVワクチンの積極的勧奨を再開することを了承された。平成9年4月2日から平成18年4月1日までの間に生まれた女子で接種を逃した場合への2025年3月末までのキャッチアップ接種が決まり、またHPVワクチンの積極的勧奨の差控えにより、ヒトパピローマウイルス感染症に係る定期接種の機会を逃した平成9年4月2日から平成17年4月1日までの間に生まれた女子で、定期接種の対象年齢を過ぎて任意接種を自費で受けた場合には費用が償還される。2025年1月、厚労省は夏以降の大幅な需要増で供給不足の影響がでたことから2025年3月末までに接種を開始した場合、全3回の接種を公費で完了できる方針を公表した。
日本では2021年時点で毎年約3000人が子宮頸がんで死亡している。ケンブリッジ大学病理学部の江川長靖によると、女性の子宮頸がん生涯罹患率は1.3％であり70人に1人がかかる。上皮内がんを含めると年間2万3千人が罹患し生涯罹患率3％で33人に1人が罹患する。院内がん登録2022年全国集計では、子宮頸がんは34,865人が登録、28,586人が治療前ステージ集計でありうち39歳までの年齢層が35.5％で最多を占めた。子宮頸がんの5年相対生存率（2009〜2011年）は76.5%である。子宮頸がんは以前は発症のピークが40〜50歳代だったが、近年は20〜30歳代の女性にも増加しており、子育て世代の母親が家族を残して亡くなるケースが多いため「マザーキラー」とも呼ばれる。また無症状で進行するため「サイレントキラー」とも称される。産婦人科腫瘍登録では2021年患者年報で30代までに1311人が患者登録されている。30代までにがん治療で子宮を失う者は年約1,000人に及ぶ。25〜40歳の女性のがんによる死亡の第2位は、子宮頸がんによるものである。若年層で子宮頸がん健診を定期受診していても、セクシャルパートナーが夫だけでも子宮頸がんに罹患し死亡することがある。峰宗太郎医師は幼い子を残して子宮頸がんで死亡した母親を解剖した経験からHPVワクチンの啓発に問題意識を持ったと語っている。20代の子宮摘出で妊娠可能性も失い、リンパ浮腫などの後遺症にも苦しむ場合もある。30代妊活中だったが、ステージ1で発見されても子宮全摘出し、放射線治療により卵巣保存も不可能になり自分の子供を持つことを断念し、配偶者感染を恐れ性交渉を避けたケースもある。体外受精後の妊娠中に子宮全摘出になった事例もある。子宮がんは大きく、扁平上皮がん、腺がんの2タイプに分類される。腺がんは増加傾向にあるが一般的に扁平上皮がんより放射線（X線）療法は効きづらく、細胞診検査で見つけにくく、形態が正常細胞に近い場合もあり、診断が難しいという特性がある。日本婦人科腫瘍学会によると子宮頸がんは、組織学的には扁平上皮がんが約75％、腺がんが約23％を占めており、年々腺がんの割合が上昇している。大阪府がん登録データを分析した大阪大学の2019年の研究では、年齢調整罹患率は2000年から増加し、特に子宮頸がんのうち特に治療が奏功にしにくい腺癌が、30歳代以下の若年層で増加していることが認められた。日本産科婦人科学会によると日本では円錐切除手術が年間14000件行われている。また子宮がん検診については、日本で受診率が低いこと、一定の割合で検診では異常なしと判定されてしまう可能性があること、HPV 検査を用いた検診では逆に擬陽性で過剰診断を生み出すことも指摘している。このため、子宮頸がんの根本的な原因となる HPV感染そのものをワクチンで防ぎ、検診も二次スクリーニングとして活用し結果として死亡を予防することを推奨している。2023年6月、国立がん研究センターは子宮頸がんとその他のヒトパピローマウイルス（HPV） 関連がんの予防ファクトシート2023を公表した。子宮頸がんによる死亡率が日本はほかの先進国より高い状況や、予防のためのHPVワクチンの有効性や安全性について言及しワクチンと検診を推奨している。公表会見では対策の不十分さに触れ、積極的勧奨休止中の情報発信を行わなかった反省を述べた。がん情報予防センターの分析では、浸潤がんを含む子宮頸がんの年齢調整罹患率は増えている。
子宮頸がんの前がん病変が発見された場合、経過観察がとられ、進行した場合も部分切除しか治療法がない。かつ将来の早産や流産のリスクが残る。ただし京都大学では抗ウイルス薬FIT-039がHPVを抑制し、手術に代わる画期的な治療法とするために治験を行っている。また日本では子宮頸がんステージ2bは通常、化学放射線治療を行うところ、国際ガイドラインに沿わず広汎子宮全摘手術をより推奨し手術例が多く、浮腫などの被害があることが指摘されている。
子宮頸がんに罹患するとその影響は本人だけに留まらず、罹患した母から出生した新生児に羊水を通じてがんが移行した事案も判明している。オーストラリアの4価ワクチン接種後の研究では母親から移るHPV再発性気道乳頭腫症（RRP)の発症を大幅に減少させたことが公表されているが、同疾患の乳児は平均18.1回全身麻酔切除手術を行う。また向井亜紀のように妊娠中に子宮頸癌が発覚することはまれではなく、胎児ごと子宮を摘出する。2014年現在で胎児を残したままの患部切除手術は世界で10例しか存在しかない。円錐切除手術は年間1.3万件を超える。北海道大学「HPVワクチン副反応支援センター」の医師は子宮頸部円錐切除経験者は早産・流産を起こしやすいため、子が低出生体重児として誕生し脳性麻痺など重度障害を負うケースに小児科が数多く遭遇することを述べ、また不調がワクチン原因説に固執すると他の要因を見落とす事例を挙げている。円錐切除後の早期出産により子が小頭症の重度脳性まひとなった母が障害児や家族の声を形にする企業を立ち上げたニュースもある。また、円錐切除後のHPVワクチン投与は再発リスクを減らす研究もある。妊娠に合併するがんのうち、年間225件72％が子宮頸がん（上皮内癌を含む）となっている。更に、大阪大学大学院医学系研究科 耳鼻咽喉科・頭頸部外科学教授の猪原秀典によると、子宮頸がん罹患後に中咽頭癌にかかる事例にしばしば遭遇し患者は長期に渡り生活の質の低下の問題も生じる。また、HPV由来の中咽頭癌は40代から発症するという。
HPVワクチンの一連の騒動は日本人のワクチン全般に対する信頼性を下げる要因となったとされる。HPVワクチンの接種は、定期的な子宮癌検診を代替するものではないため、女性の場合は接種後も子宮の定期検診が必要である。
子宮頸がんのみならず、国内の2019年の中咽頭がん診断数は23,671例でうち男性16,463例、女性が7,208例となっており、その5年生存率は63.5％だが、ワクチン接種によりその発症要因の一つを防ぐことができる。男児にも接種しているアメリカでは、2013年から2017年にかけて、女性で約25,000例、男性で19,000例のHPV関連癌が発生しその10例のうち4例以上が男性である。アメリカでは中咽頭がんにおけるHPV陽性率は1980年代の16%から2000年代初頭には72%まで増加している。日本における中咽頭がんの年間発生数は約5000例と推定され、そのうちの約3000例がHPV関連と考えられている。イギリスでも子宮頸がんより男性の中咽頭がん発症が上回り、2010年から2020年の間に2.1倍に増加し、2016年には生産性損失が5億3,100万ポンドとなった。大阪大学の研究では中咽頭がんにおけるHPV関連の割合は、2009年の3割から2021年では約7割を占めるまでに急増している。アメリカ国立がんセンターの研究では、副鼻腔扁平上皮癌の52.9%がHPV関連である。また、男性不妊の多くが16型HPVに罹患し精子の運動が悪いなど、影響があることが分かってきている。精液の高リスク型HPV感染者では精子のアポトーシスや壊死が有意に多い。フィンランドのトゥルク大学の研究では小児の口腔HPV感染は母親からの感染、再感染の可能性が高いと報告されている。一方、HPVワクチン接種の母の乳児のHPV抗体が高く、受動免疫を高める効果がある。なおHPVは母乳中にも含まれる。2024年5月の米国臨床腫瘍学会会議で、ワクチン接種を受けた男性のHPV関連頭頸部がんの発症リスクが56%減少したという予備報告を受け、アメリカでは男性接種率を高める報道がなされている。9価ワクチンにおいて、有効性と安全性を検討する二重盲検シャム対照ランダム化比較試験（RCT）VAXAKを実施の結果、シャム群と比べワクチン群では一貫した日光角化症病変の減少が示された結果が2025年3月に示された。
HPVに起因する尖圭コンジローマも、妊娠中の羊水からの感染、分娩時の産道感染、性的虐待、両親の手指から、衣服を介しての接触感染が想定されており、学童期のプールでの感染例も報告されている。再発もあり、精神的に辛い疾患となっている。
HPVワクチンは、注射針の改良が進んでいるにもかかわらず、大人でも「HPVワクチンは痛い」と訴える人は多く、アメリカ疾病予防管理センターの調査研究でも、他の予防接種より注射部位の痛みや不快感の訴えが大きいことが明らかになっていて、注射部位の痛みの原因は定説が無く、ワクチンに使われている補助剤成分だろうと推測されている。
2025年7月、エムスリー株式会社は厚労省接種記録などリアルワールドデータを活用し、月次、県別接種状況を閲覧できる「ワクチンJAPAN」のサイトを開設した

### 日本における訴訟
後述のとおり2016年よりHPVワクチン薬害訴訟は係争中であるが、4地裁の原告総数は追加提訴のあった132人から、2023年5月24日時点で117人に減少し、内訳はGSK社（サーバリックス2価）92人、MSD社（ガーダシル4価）25人と鈴木エイトが明らかにしている。なお厚労省による出荷数による推定累計接種数は、2022年9月末時点までサーバリックスおよびガーダシルは384万人となっている。
また鈴木エイトは2010年の統一教会が行っていた街頭での純潔デモで信者が子宮頸がんワクチンに反対する姿を見て以降、地裁で裁判を傍聴し取材を継続した。2024年8月7日にの東京地裁の本人尋問（主尋問・反対尋問）と原告代理人・製薬会社2社の会見内容をX（旧ツイッター）に投稿での傍聴レポートは1000万回の反響を呼んだ。2025年2月3日、同日の法廷での角田郁生の証言の補足を記載すると共に、HPVワクチン訴訟会見レポートにおいて、原告弁護士団に対しHPVワクチンが世界的に接種されている事に対する質疑では、世界的に間違っているとの見解を原告弁護士が示した。雑誌週刊SPA!で、HPVワクチンに関する取材を受けた経験を持つ産婦人科医師による裁判傍聴記も公開されており、副反応への独自の基準と検査法についての診断妥当性などが法廷で争われている。一方、弁護側は積極的勧奨再開のプロセスやワクチンの有効性の限界の情報が未提供であると疑問視し、HPVワクチンを問題指摘者に「反ワクチン」とレッテル貼りがある不当さを訴えている。

### 接種キャンペーン
韓国では2020年10月に人気ドラマ『青春の記録』内で、性行為の前にHPVワクチンを接種するように女性に求められた男性が友人と病院に接種に赴く内容が描かれニュースにも取り上げられるなど話題となった。2023年、MSD社が韓国の人気男性グループSEVENTEENをHPV予防キャンペーンのグローバルアンバサダーとして任命しキャンペーンを行った。フランスでは低接種率の向上のため、2023年エマニュエル・マクロン大統領は無料のワクチン接種キャンペーンを2023年9月から小学校5年生の男女に導入することを発表した。
海外の報道で、HPV接種キャンペーンに失敗したわずかな国の一つとして日本が挙げられている。同じく低接種率の時代を経たルーマニアでは元保健相イオナラ・ミハイラはHPVワクチン接種は子宮頸がんを予防する最良の方法であり、予防医療政策に取り組むには政治的な勇気が必要だが自分たちにはそれが不足していたと語っている。なお、田村憲久厚生労働大臣（当時）は、積極的再開の審議に向け「私は自ら十字架を背負っていると思っている。」と語っている。その背景には、HPVワクチンの積極的勧奨の差し控えを決めた2013年6月の厚労労働大臣であったことや、長期間再開できなかったことがあると見られている。同人は2021年発足した自民党の「HPVワクチンの積極的勧奨再開を目指す議員連盟」の会長に就任している。

### 日本における接種状況

#### 日本における接種率及び実施率
2022年度には30万人が第1回接種を受けた。日本での2023年度第1回キャッチアップ接種者は335,110人となり、同年度定期接種第1回目接種数は332,902人、実施率は62.1％となった、これは積極的勧奨中止前の2013年98,656人、実施率17.2％を越え過去最高数となっている。2024年度では初回接種を151万人（内訳：定期約43万人、キャッチアップ108万人）が受けた。定期接種実施率は82.2％となった。
なお、生まれ年別に接種した率を示す接種率に対し、「実施率」 は「接種者数」を対象人口（標準的な接種年齢期間の総人口）で除して算出するものであり両者は異なる。2022年度接種実績をふまえた生まれ年度ごとの累積初回接種率が厚生労働省の部会で示され、積極的勧奨再開前から徐々に上昇しているものの、定期接種、キャッチアップ接種とも、緊急促進事業当時ほどには接種が拡がっていないと報告された。キャッチアップを含めた1997年生まれは累計接種率81.8％であるが、2005年生まれが31.6％となり一桁台も複数ある。2024年度末時点の生まれ年度ごとの累積初回接種率では、最高では1998年度生まれの88.3％となった。
全国の2024年度接種率は、山形県と宮崎県のみが約20％であり、一桁台は沖縄県のみだった。
地方では、2021年（令和3年）度、東京都内におけるヒトパピローマウイルス感染症予防接種の第一回目実施率は千代田区85.3%に対し、墨田区9.5％、あきる野市3.3％となっている。富山県の2022年度実施率は県平均は55％、氷見市が最も高く85％となっている。2025年度東京都年報（福祉・衛生行政統計）によると、同ワクチンの初回実施率は千代田区97.8%、文京区が113.0％である一方、日の出町5.6％、清瀬市9.5％、板橋区は13.6％であった。
MSD社によると2023年出荷数は月平均9万本が、2024年9月では62万本の納入実績となった。2024年11月、エムスリーが、接種率は9月以降増加し10月時点で、17～27歳で1回以上の接種率が55.4％とキャッチアップ世代の接種が半数を超えたと推計していることが報道された。
接種状況について、2025年公表の大阪医科薬科大学の研究では、HPV ワクチン接種割合は社会的不利な状況の地域で低いことが判明した。一方、地域の社会経済指標が高く、近隣のHPVワクチン接種ができる医療機関数が多いほど接種割合が高く,特に定期接種において最も困窮な地域と比べると最も裕福な地域では累積接種割合は1.5倍高くなっていた。接種促進には対象者への教育なども含め施策展開することが有効なため、どのような対象や地域に介入すべきか把握することの重要性を指摘している。

#### 日本における定期及びキャッチアップ初回接種者数
日本では接種率は一時、接種率は1％未満にまで低下したが、積極的勧奨再開後の2022年度上半期では、1回目の定期接種を終えた人は約16万人で接種の実施率は30.1％になった。
2013年6月の積極的勧奨中止から2021年11月の再開期間の黎明期を経て、2022年度はキャッチアップ接種を含む第1回目接種数は540,681人に、2023年度には668,012人に、2024年度では1,513,862人になった。
| 日本のHPVワクチンの定期及びキャッチアップ初回接種者数（年度） |
|                                                               |

## 歴史

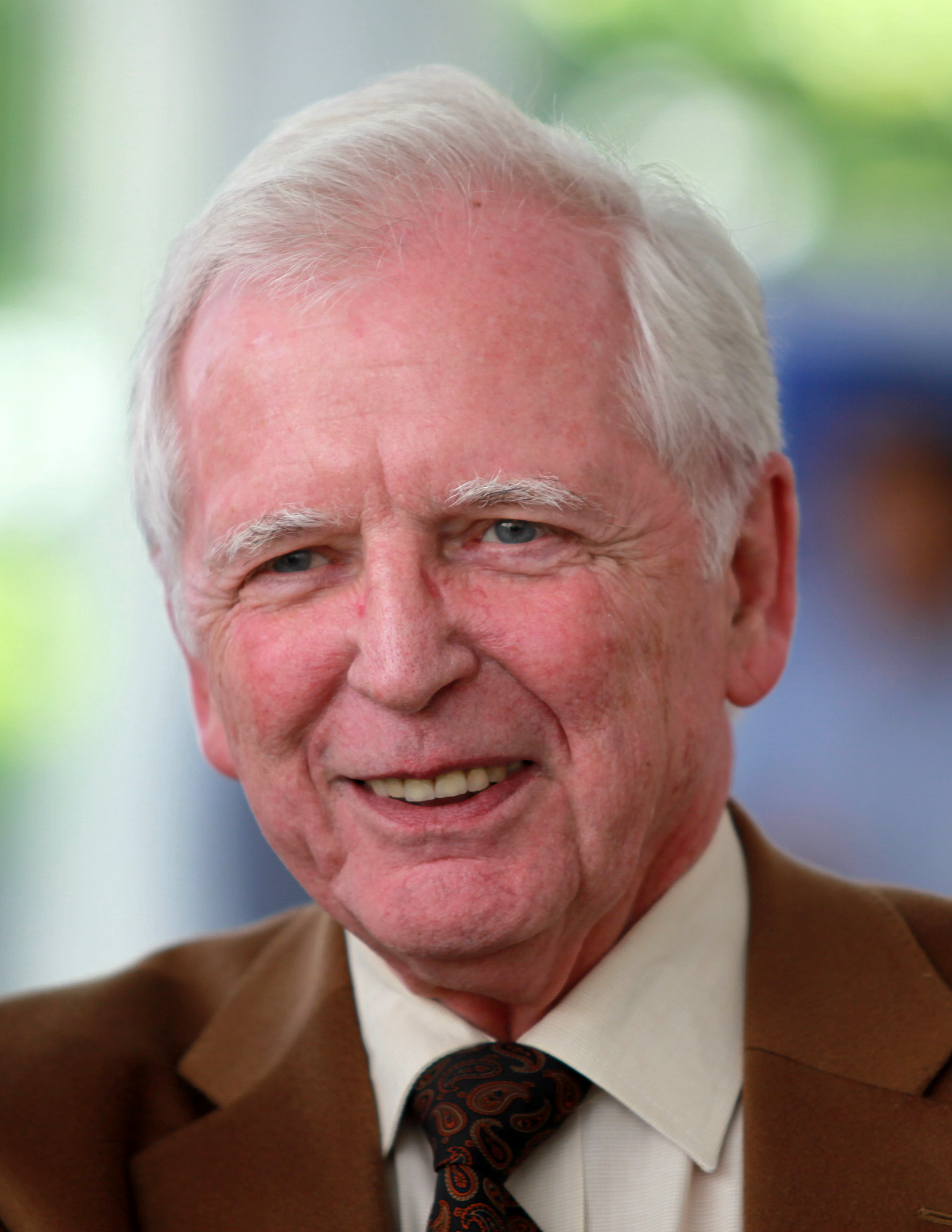
ドイツのウイルス学者ハラルド・ツア・ハウゼン。ヒトパピローマウイルスと子宮頸がんの研究に大きく貢献した。

HPVワクチンは、オーストラリアのクイーンズランド大学で初めて開発され、最終的な形態はクイーンズランド大学、ジョージタウン大学医療センター、ロチェスター大学、アメリカ国立がん研究所の研究者たちによって作られた。 クイーンズランド大学の研究者のイアン・フレイザーと周建は、HPVワクチンの基礎となるVLPの発明について、アメリカ合衆国特許法の下で優先権が与えられている。2006年、FDAは最初のHPV予防ワクチンを承認し、メルクがガーダシルの商品名で販売した。メルクのプレスリリースによると、2007年の第2四半期までに80か国で承認され、その多くはファスト・トラックまたは迅速審査を受けていた。2007年初頭、グラクソ・スミスクラインは、サーバリックスとして知られる同様のHPV予防ワクチンの承認をアメリカ合衆国で申請した。2007年6月、このワクチンはオーストラリアで認可され、2007年9月にEUでも承認された。サーバリックスは、2009年10月には、アメリカ合衆国での使用も承認された。
ドイツの研究者ハラルド・ツア・ハウゼンは、性器HPV感染が子宮頸がんに繋がる可能性があるのではないかと考え、後にその証明に貢献した。その功績により、2008年のノーベル医学賞を受賞し、賞金の半分140万ドルを授与された。子宮頸がんが病原体によって引き起こされるという検証により、他の複数のグループが、子宮頸がんのほとんどの症例を引き起こすHPV株に対するワクチンを開発するようになった。賞金の残りの半分は、ヒト免疫不全ウイルスの発見に果たした役割により、フランス人のウイルス学者のフランソワーズ・バレ＝シヌシとリュック・モンタニエに与えられた。
ハラルド・ツア・ハウゼンは、当時支配的だった定説に疑いを持ち、発癌性ヒトパピローマウイルス（HPV）が子宮頸がんを引き起こしているという仮設を考えた。そして、HPV-DNAが腫瘍内で不活性な状態で存在する可能性があり、ウイルスのDNAの特定の検索により検出できるはずであることに気がついた。パスツール研究所で働いていた彼と研究者たちはHPVが異種のウイルス科であり、一部のタイプのHPVのみががんを引き起こすことを発見した。
ハラルド・ツア・ハウゼンは、さまざまな型のHPVを探して10年以上にわたって研究を続けた。ウイルスDNAの一部しか宿主ゲノムに組み込まれないため、これは難しい研究だった。彼は子宮頸がんの生検で新しいHPV-DNAを発見し、1983年に新しい腫瘍原性HPV16型を発見した。1984年には、子宮頸がん患者からHPV16とHPV18のクローンを作成した。HPV16型と18型は、世界中の子宮頸がん生検の約70%で一貫して検出された。
ヒトの悪性腫瘍におけるHPV発癌能に関する彼の観察は、研究コミュニティ内でHPV感染の自然史を特徴付け、HPVによる発がんのメカニズムをよりよく理解するためのきっかけとなった。
2014年12月、アメリカ食品医薬品局 (FDA) はガーダシル9と呼ばれるワクチンを承認した。これは、9歳から26歳の女性と、9歳から15歳の男性を9種類のHPV株の感染から守るためのワクチンである。ガーダシル9は、第1世代のガーダシルがカバーするHPV株（HPV-6、HPV-11、HPV-16、HPV-18）に加えて、子宮頸がんの20%の原因となる他の5種類のHPV株（HPV-31, HPV-33, HPV-45, HPV-52, and HPV-58）による感染を予防することができる。

## ワクチンの種類

### 4価ワクチン

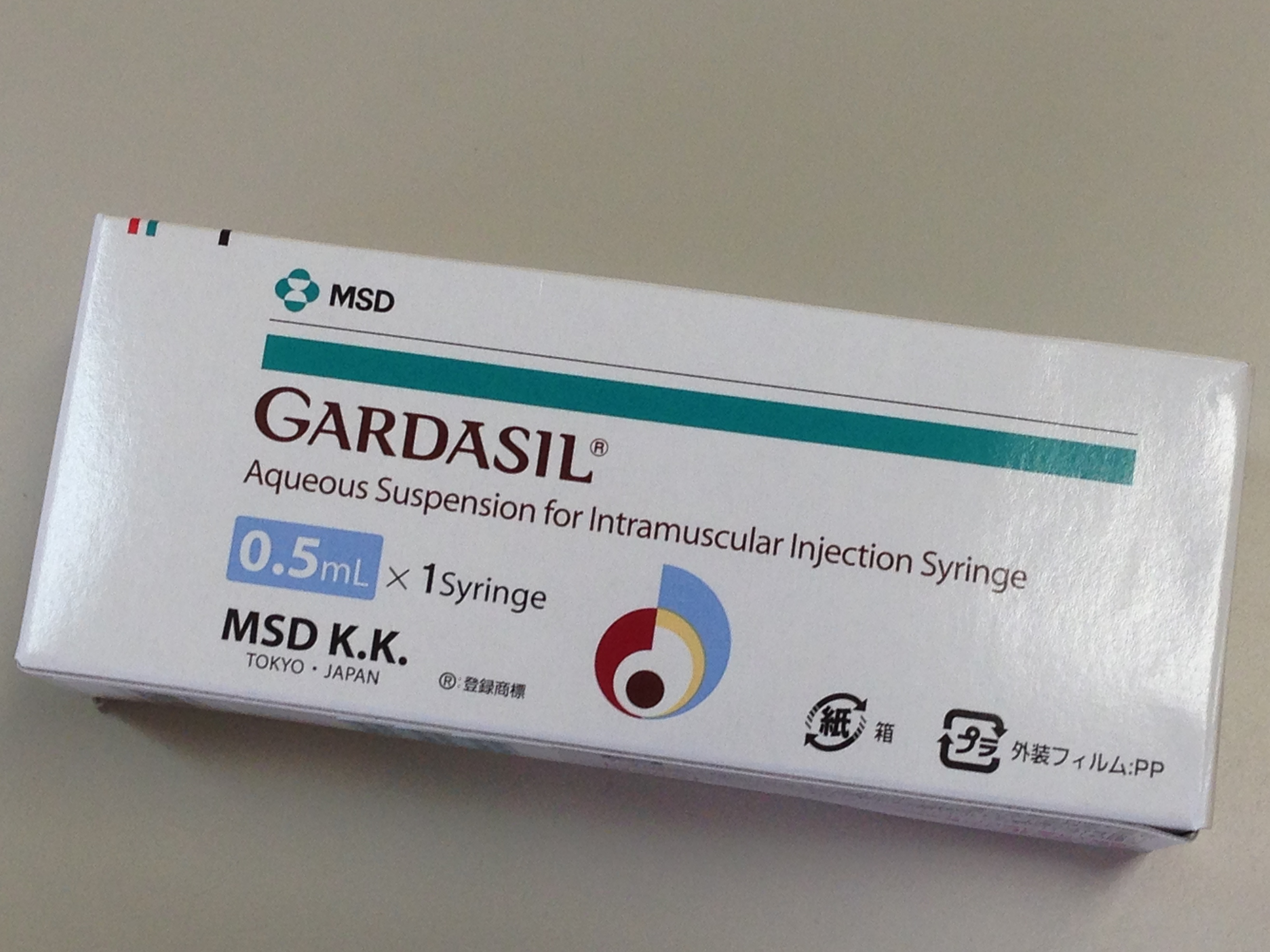
ガーダシル

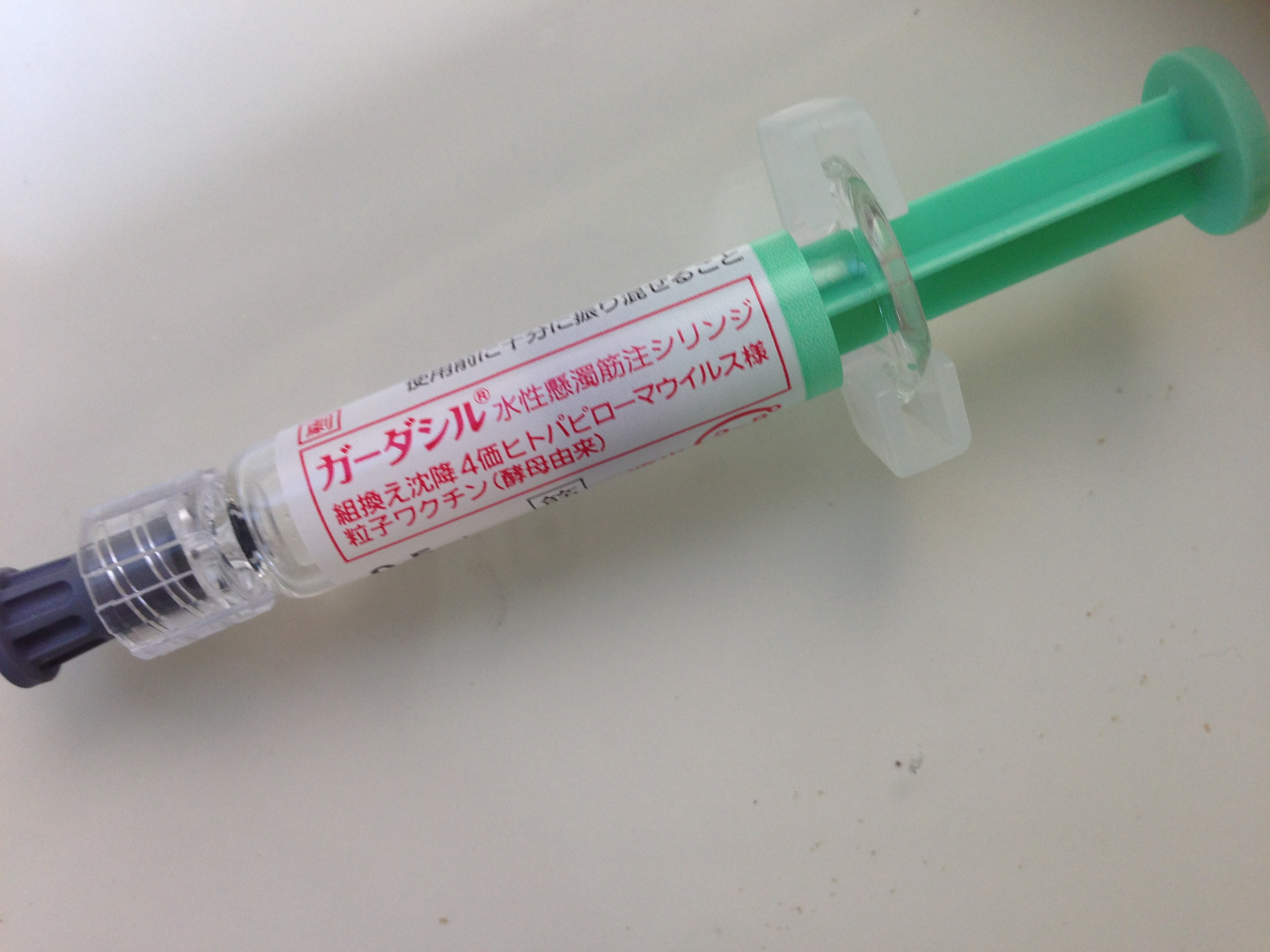
注射器

2006年に、米国メルク社による、HPV 6・11・16・18型に対する4価ワクチン「ガーダシル」 (Gardasil)が、アメリカ合衆国で6月、欧州で9月に発売された。
日本では、2011年（平成23年）7月1日薬事承認、同年8月販売開始した。
このほか、2022年7月現在、インドではインド血清研究所(SII)が製造したインド初の4価ヒトパピローマウイルスワクチン(qHPV)を2022年末までに国内で展開する予定にしている。

### 2価ワクチン
4価ワクチン発売の翌年2007年5月に、競合他社であるフランス・グラクソスミスクラインのHPV 16・18型に対する2価のワクチンの「サーバリックス」 (Cervarix)が、オーストラリアで初めて承認され、同年ヨーロッパでの承認が続いた。両社の製剤は、いずれも世界約130か国で承認されている。
日本では、2009年（平成21年）10月16日薬事承認、同年12月販売開始した。

### シルガード9（9価ワクチン）
2014年9月には、HPV 31・33・45・52・58型に追加対応とした9価ワクチンの「ガーダシル9」が、アメリカ合衆国で9-26歳の男女への接種が認可された。ガーダシル9によって、HPVの原因となるウイルス型の90%がカバーされる。なお、がん研有明病院によると日本ではHPV52型、58型ががん組織から高率に見つかる傾向がありこれらをハイリスクHPVととらえる見解がある。HPV16型、33型、52型、58型のハイリスク型と考えられるHPVが見つかった異形成ではがん化するのは6-7人に1人となっている。
シルガード9（9価ワクチン）は2015年カナダ、EU、オーストラリアで承認され、2018年までに世界77か国で承認された。2016年以降、米国では9価ワクチンのみが使われている。
日本ではMSDによって、2015年7月3日付で9価HPVワクチンの承認申請が行われ、5年後の2020年7月21日、「シルガード9水性懸濁筋注シリンジ」として製造販売承認を取得した。適応対象となってもシルガード9は自費接種であるが、これを無料化する定期接種の検討も行われている。2023年4月からは女性の定期接種及び令和7(2025)年3月まで限定のキャッチアップ接種において公費で無料となった。
2015年のHPVワクチンのシルガード9の認可を待たず海外から個人輸入して接種する診療所が現れた。
9価ワクチンへの需要は世界的に増加しているため、MSDによると日本での供給が安定するのは2023年ごろを想定していると報道されている
。自らも子宮頸がんに罹患し子宮摘出の経験を機に政治家になった三原じゅん子参議院議員は、HPVワクチンの積極的再開に尽力しその再開決定に喜びつつも、9価ワクチンの定期接種化については世界中で奪い合いになっているため容易ではないことを表明している。
本剤は、高度に精製した4価の組換えヒトパピローマウイルス（HPV）6、11、16及び18型L1たん白質ウイルス様粒子（virus-like	
particles: VLP）からなる無菌の懸濁液である。L1たん白質は遺伝子組換え技術から得られた酵母（Saccharomyces cerevisiae CANADE 3C-5、菌株1895）を培養して製造され、自己集合によりVLPを構築する。各型のVLPは精製後、アルミニウムを含有するアジュバント（アルミニウムヒドロキシホスフェイト硫酸塩）に吸着させ、緩衝液と混合、製剤化して本剤とする。また本剤は製造工程で、ウシの乳由来成分（カザミノ酸）を使用している。
これらのワクチンは、HPV の外郭蛋白（Capsid protein）である L1 遺伝子を酵母菌や昆虫細胞に発現させ人工的に作られたウイルス様粒子を用いた遺伝子組換え型ワクチンであり、このウイルス様粒子には発癌に働く遺伝子E6・E7 由来の蛋白は含まれていないため腫瘍形成能はない。 ノンエンベロープ型 VLP ワクチンである。
2022年3月、「9価ワクチン」を定期接種化する方針が厚生労働省の専門家部会で了承された。

## ワクチンの接種回数
接種回数は当初3回が推奨されていたが、2回接種でも十分な効果があることが確認されたために、世界では2回接種が主流になっている。例えばイギリスでは女子の接種時期は12歳と13歳の2回であり、義務教育中に受けられなくても、25歳まで国民保健サービスで無料で接種可能となっている。ノルウェーの研究では2回接種を受けた9-14歳男女でのHPV抗体反応は、3回接種を受けた16-26歳女性に非劣性であった。また、国際がん研究機関（IRAC）の研究では、2010年4月にインド政府がHPVワクチンを用いる臨床試験の中止を行ったが参加者の追跡調査ではワクチンを1回接種の者も16型18型の感染予防効果は劣っていなかった。
厚生科学審議会予防接種・ワクチン分科会予防接種基本方針部会ワクチン評価に関する小委員会において、0と1回では非常に差が大きく、1回の接種が受けられるようになるということは科学的に見ても非常に大きな有益性があると審議されている。
HPVワクチンは1回の接種で高い効果が得られたと報告され、コスタリカでの成果はJournal of the National CancerInstituteで、ケニヤでの成果は2011年国際パピローマウイルス会議で発表があった。接種回数が少なくなればコストのワクチン供給の問題解決となることが報道されている。
アイルランドで娘のガーダシルの副反応被害を訴える保護者団体は、2015年国内でアメリカに先駆けて推奨回数を3回から2回に減らしたことについて、娘たちが3回目の接種で最も影響を受けていたため世界中で同様の変更が行われないことに怒りと疑問を感じた。アメリカでもその後2017年に全面的な変更が行われた。
日本においても、本ワクチンによる接種被害を訴える女性について多様な症状を「HPVワクチン関連神経免疫異常症候群（HANS）」ととらえ、診察する元日本小児科学会長・横田俊平医師は、ワクチンの接種回数が1回目、2回目、3回目と増えるたびに、症状の種類や頻度も増えると語っている。
ところで、日本では処方箋医薬品として認可されている2価ワクチンのサーバリックスは、10歳以上の女性に3回接種、4価ワクチンのガーダシルは9歳以上の女性に3回接種と記載しているが、2021年11月の厚生科学審議会の部会でも接種回数の減数が安全性につながるのではとの意見が呈されている。「シルガード9」だけが14歳までに接種した場合のみ2回接種となる。
イギリスでは、15歳以上の人に3回の投与を続けるやむを得ない理由はないと判断し3回から2回に変更した経緯があり、ワクチン接種と免疫化に関する合同委員会は2018年までさかのぼって1回の投与の可能性を確認していたが、同委員会は、HPVワクチンの2回接種から1回接種へのスケジュールの変更を助言する十分な証拠があることに同意している。9価ワクチンへの移行は2022年から開始される予定である。2022年8月には、同委員会は青年のためのHPVワクチンの1用量への移行を提言した。オーストラリアとスコットランドに続きイギリスも2023年9月に単回接種となる
世界保健機関（WHO）は2022年、ワクチンの単回接種は、2回接種と同等の有効性があると発表したが、本公表はワクチン供給の限られる低・中所得国を念頭にしたものであり全ての国を対象として単回接種を推奨するわけではないこと、最終的に単回接種は子宮頸がんの予防効果があるかどうかは未判明との見解がある。1回での接種が有効であるとの検証も行われている。2023年2月現在、日本を含む3か国は3回接種を主体としているが、大半の国は主な対象集団に対して2回接種を実施している。
オーストラリアは2023年2月をもって、9価ワクチン定期接種を2回から単回に変更した。
2023年2月厚生労働省専門部会で2023年4月から開始される定期接種（シルガード9）では15歳未満は2回とする方針が了承された。
医師の村中璃子は女子学生、日本産婦人科医会会長らからなる「守れる命を守る会」の2023年国際女性デーの記者会見で、WHOの推奨接種回数変更を受け、ワクチンの接種可能年齢になれば性交渉の前に種類に関係なくまずは1回、1日も早く接種すべきと訴えた。
なお、厚生労働省は、1回目、2回目に気になる症状が現れた場合、それ以降の接種をやめることができるとしている。
2013年の第2回厚生科学審議会予防接種・ワクチン分科会副反応検討部会において、複数回接種ワクチンでは回数別と副反応の関係性についての言及があり、症例を見ると初回から慢性疼痛化するものが出ているというよりも、2回目ないし3回目を打ったときからそういうほうに移行しているという症例がかなりたくさんあるように思えるとし、初回の時点で何か兆候があった可能性についての発言も出ている。また種類についても検討すべきで、その時点での未回復の接種は全てサーバリックスだと話題になった。
2017年9月22日 厚生労働省第30回副反応検討部会での牛田班の分析では、愛知医科大学痛みセンターを受診した46名のうちサーバリックスが約6割ガーダシルが3割、その他不明約1割となっていた。接種回数は3回が最多の76％、1回と2回が共に11％だった。発症時期は全受診では3割が3ヶ月を超えて最多だが、ワクチンとの因果関係が否定できない23件限定では、1ヶ月以内発症が78％であった。
2024年7月、カナダの連邦ワクチン諮問機関である全米予防接種委員会(NACI)は、現在、子供と若者にHPVワクチンの単回接種を推奨し始めた。イングランド、アイルランド、スコットランド、ウェールズ、オーストラリアなど複数の国がWHOの国際基準に従い、すでに1回接種に切り替えていると報道されている。

## 接種方法
上腕への筋肉注射による。橈骨神経や腋窩神経損傷による麻痺や、SIRVAを起こさないようにHPVマニュアル接種後に生じた症例に関する診療マニュアルの手順を遵守する必要がある。三角筋周囲の橈骨神経（運動神経）と上外側上腕皮神経（腋窩神経の枝－知覚神経）、肩峰下滑液包への穿刺を回避することが大切と指摘されている。
2024年1月現在、シルガード9では15歳未満での接種では1回目から6ヶ月を開けて2回接種する。15歳以上は3回となり、2回目に初回から2ヶ月後の接種が加わる。
ガーダシルでは2回目が2ヶ月後、3回目は初回から6ヶ月後接種する。
サーバリックスでは2回目が1ヶ月後、3回目は初回から6ヶ月後接種する。

## 日本における接種対象者
定期接種
- 小学校6年〜高校1年相当の女性[82]

2025年3月までのキャッチアップ接種(初回を期限に済ませた場合、2026年3月まで）
- 1997～2007年度に出生した女性[232]

任意接種
- 定期接種以外の女性
- 男性[233]

小学校6年〜高校1年相当の男性に対して4価ワクチンの任意接種費用を助成する自治体もある。なお、男性への接種が既に承認されている4価ワクチンとは異なり、男性への接種がまだ承認されていない9価ワクチンを男性が接種した場合には、医薬品副作用被害救済制度や生物由来製品感染等被害救済制度の対象外であるとの指摘もある。

## 日本におけるキャッチアップ接種
厚生労働省の積極的勧奨定の中止を受け、定期接種を逃した者へのキャッチアップ接種は、平成9年度生まれ〜平成18年度生まれ（誕生日が1997年4月2日〜2007年4月1日）までの女性。ただし、2022年（令和4年）4月〜2025年(令和7年)3月の3年間の限定実施。なお2024年9月に接種を開始しなければ3回接種は終了しない。
キャッチアップ接種の場合は、同法の保護者同意は16歳未満に限るため保護者の同意は不要である。
2022年度には30万人が第1回接種を受けた。
原則として同じ種類のワクチンを接種することが推奨されるが、医師と相談のうえ、途中からシルガード9に変更し、残りの接種を完了させることも認められている。
2024年10月、厚生労働省は初回の接種を11月末までに受ければ、期限内に間に合うという見解を自治体に示した。
宮崎市では、2026年1月までに1回目の接種を受ければ3回目の接種まで無料で受けられるように、HPVワクチンのキャッチアップ接種費用助成を3回目のみ令和7年度まで独自に延長することを決定した。
2025年1月、厚労省は夏以降の大幅な需要増で供給不足の影響がでたことから2025年3月末までに接種を開始した場合、全3回の接種を公費で完了できる方針を公表した。

### 過去の接種歴について
過去の接種歴については、厚生労働省は次のような見解を持っている。
- 予防接種台帳等により接種完了者であることが判明している者に周知・勧奨を行わないこと。
- 任意接種を受けた場合や接種完了後に転居した等により、現在住民票が登録されている市区町村では予防接種台帳等により接種歴を確認できない場合には、周知・勧奨の対象から除外することが困難なため、医療機関において、予診時に確実に過去の接種歴を確認すること。

ただし、予防接種法施行令により予防接種台帳は自治体で5年間保存期間となっているが、短期間のためマイナンバーカードの活用も含め検討が加えられ接種歴の保存期間延長方針が示された。

## 適応と効能
すでに感染しているHPVの排除や、すでに進行しているHPV関連の病変を抑制する効果はないため、初めての性行為の前までに接種することが推奨される。しかし、HPVに既に感染した既往がある人でも新たな型のHPVウイルスの感染を防ぐメリットや、別の部位の感染を予防する効果がある。アメリカ合衆国では26歳までの未接種の人々に予防接種を推奨していたものを、2018年には45歳までの男女への接種推奨に切り替えた。
他の多くのワクチンと同様、妊婦また妊娠中および授乳中の接種は避けるべきであると、添付書に明記されている。
4価HPVワクチンは、遺伝子組み換えされたパン酵母(baker`s yeast ; Saccharomyces cerevisiae )を使用して製造されているため、イーストに対して過敏性のある人は接種できないが、2価HPVワクチンについては、製造にあたってイーストは使用されていない。2価HPVワクチンは、製造にあたって遺伝子組み換えされたバキュロウイルス(baculovirus)が使用され、イラクサギンウワバ(Trichoplusia ni )という蛾の細胞でバキュロウイルスは増殖されている。

## 男性への接種の適応と公費助成

### 国際的な状況
HPVワクチンは、中咽頭癌、肛門癌、陰茎癌、尖圭コンジローマなどの抑制効果も明らかになっているため、世界的に男性への導入も進んでいる。子宮頸がんだけでなく、HPVに起因する中咽頭癌が増加する中、男性自身にも接種メリットがある上、男女ともに接種することで集団免疫が促進される。2020年12月現在、男性への接種を認める国と地域は100以上におよび、40以上の国と地域では男性も公費助成の対象となっている。イギリス政府は、ゲイ、バイセクシャル、男性と性行為をする45歳までの男性に対し、HPVワクチンを推奨している。中咽頭癌などHPVに起因する癌を防ぐため、特にHIVに罹患する人々に有用だと訴えている。
HPVによる中咽頭がん増加による経済的な損失も問題であり、イギリスでは、2016年には生産性損失が5億3,100万ポンドとなり、広範な社会的コストは2025年から2039年の間に143億ポンドに達すると予想されている。また、2021年のHPVおよび中咽頭がんとの関連性の認知度は英国（47.9%）の方が米国（62.3%）よりも有意に低い。これらは情報伝達の不平等、社会経済的障壁、そして医療格差が要因と考えられている。
HPVワクチンはスイス、ポルトガル、カナダ、オーストラリア、アイルランド、韓国、香港、イギリス、ニュージーランド、オランダ、アメリカなど複数の国で男性に承認されている。オーストラリア、アメリカ、カナダ、ドイツ、フランスでは男女ともに定期接種となっている。
アメリカの大学の研究では、4価のワクチンを男性同性愛者に接種すると、ワクチンがカバーしている4タイプのHPVの感染に関連する肛門上皮内腫瘍のリスクが有意に低下した。
2019年アメリカの女優マーシャ・クロスは自身の肛門癌がHPV由来だと明らかにした。夫トム・マホーニーはそれ以前に中咽頭癌に罹患したため、彼女は自身の肛門がんはHPVと夫の咽頭がんに関連していると取材に答え、娘たちにはワクチンを受けさせるつもりだと語っている。

### 国内の動向
2020年12月4日、厚生労働省は4価ワクチンのガーダシルの男性への適応を了承した。日本における4価ワクチンの男性への接種では、肛門がん及びその前駆病変と尖圭コンジローマの予防が効果・効能として薬事承認されている。一方、海外では中咽頭癌を含む効能を承認しており、かつジェンダーニュートラルの視点からもＧ7において男性接種を導入している。
お笑いタレントであるワッキーこと脇田 寧人は48歳で中咽頭癌HPV陽性ステージ1を発症した。日本耳鼻咽喉科頭頸部外科学会の公式youtubeにて主治医と対談で詳細な病名と味覚を失った強い痛みを伴う放射線での闘病記を明かした。
子宮頸がんによって子宮摘出に至った夫婦では、妊娠能力の欠如によって子供が持てない絶望感を持ちつつ、妻も夫からHPVを移された、夫も妻に移したのではと思い悩み、術後も性行為をしなくなるケースもある。また、日本においても男性自身の健康の問題としてHPV関連の中咽頭がんは、40〜50代の男性で増えている状況にある。
青森県平川市では2022年6月現在、市長が男性も接種助成対象に加える検討をすることを表明した。東京都中野区では、小学校6年生から高校1年生の任意接種の男子を対象に、令和5年8月からの4価ワクチンの予防接種費用の無料助成を行うことを決定した。
男性の接種可能な病院については、HPV9価ワクチン 医療機関リストとして一般社団法人 予防医療普及協会が国内医院をリスト化している。2023年7月現在、日本では男性の場合は4価HPVワクチンのみ適用が承認されており、また年齢にかかわらず3回で5〜6万円と全額自費となる。北野泰斗医師による2022年の男性へのHPVワクチン接種の便益分析では、利益が勝ると報告されている。
2023年9月、小池百合子東京都知事は議会質問に対し、男性接種について、男性のがん予防や男女ともに接種することによる集団免疫の効果が期待できることを挙げ、東京都が区市町村への支援を検討することを述べた。東京都では、国に対し定期接種化への検討促進化を働きかけるほか、それと同時に既に支援（助成）を行っている自治体への支援を検討すると語っている。令和6年（2024年）度の東京都保健医療局予算要求では新規事業として3億8千万余をHPVワクチン男性接種への市区町村費用補助に計上している。3月都議会議決後確定する。2024年1月、令和6年度予算知事査定を実施した東京都は、小6から高1の男子に対して自治体が接種の費用を補助する場合について、半分を都が負担する方針を決めた。

都内では、令和6年度から、千代田区、品川区、文京区、目黒区、新宿区、足立区、江東区、豊島区、渋谷区、荒川区、葛飾区、大田区、板橋区、練馬区、町田市、小金井市がHPVの男性接種助成を開始とした。港区も2024年第3号補正予算から実施した。2025年度からは杉並区及び中央区 (東京都)で予算化される。
茨城県でも、水戸市と龍ケ崎市が費用支援を表明している。2025年度より、宮崎市は、HPVワクチンについて、これまでの女性に加え、来年度から男性の接種費用も全額助成の開始を行う。医師でもある清山知憲市長はG7に限って見ても、男性接種をしていないのは日本だけであり、宮崎市の子どもたちのためにはやるべきと語った。滑川市でも2025年度より男性のHPVワクチンを小学6年生から高校1年生までの男子を対象に、市がワクチン接種3回分を全額負担することとした。
一方で2023年9月21日、全国子宮頸がんワクチン被害者連絡会関係者は中野区役所が男子への接種助成を始めたことにより、役所近辺で抗議のビラ活動配布などを行った。
男性では参議院議員音喜多駿、実業家堀江貴文、みんパピ！副代表医師でHPVワクチンの普及活動によって2020年度ハーバード公衆衛生大学院卒業賞"Gareth M. Green Award"を受賞した木下喬弘、同グループに参加する産婦人科医師の重見大介、藤沢市議会議員の町田輝佳は自費でHPVワクチンを接種している。AV男優しみけんも忽那賢志医師の手でHPVワクチンを打っていることを明らかにしている。
2024年3月、厚生労働省の専門家委員会は男性接種の定期化について、費用対効果に課題があるとの見方を示し、検討は継続されるが、男性の定期接種は当面見送られる見込みとなった。
2024年3月、予防接種推進専門協議会は日本小児学会など24学術参加団体及び3不参加団体を包括して、厚生労働省に対しHPVワクチンの男性に対する定期接種化に関する要望を発出した。
慶應義塾大学名誉教授、福島県立医科大学副学長の吉村泰典医師は、株式会社エムティーアイが行った2025年3月公表「子宮頸がんとHPVワクチンに関する意識調査」の10年前との比較を見て、産婦人科医として命を救えなかった、出産の希望を叶えられなかった事態に何度も向き合ったことから、ワクチンの理解の深まりを喜んだ。政府に対し、HPVワクチンの男性定期接種化と新羅できる情報発信に努めることを望んでいるコメントをした。

## 禁忌
4価HPVワクチンは、遺伝子組み換えされたパン酵母(baker`s yeast ; Saccharomyces cerevisiae )を使用して製造されているため、イーストに対して過敏性のある人は接種できない。
米国の疾病予防管理センター（CDC）は、新型コロナワクチンについて、ワクチンに含まれるポリエチレングリコール（PEG）に対して重いアレルギー反応を起こしたことがある者への接種は推奨しておらず、PEGに似た構造を持つポリソルベートに対して重いアレルギー反応を起こしたことがある者への接種は以前は禁忌としていたが、現在は、専門医による適切な評価と重度の過敏症発症時の十分な対応ができる体制のもとに限り考慮できるとしている（2021年3月3日時点）。ポリソルベートはガーダシルにも含まれる。

## ヒトパピローマウイルスと子宮頸癌の関係
子宮頸癌の最大の特徴は、予防可能な癌であるという点である。日本では、子宮頸癌の人々の87.4%に、あらゆる型のヒトパピローマウイルス（Human papillomavirus：HPV）感染が確認されている。以下、特に断りのない限り本記事では子宮頸部扁平上皮癌について述べる。
HPVには100種類以上の種類があり、そのうち16型と18型のHPVが、子宮頸癌の約60-70%に関係しているとされる。感染頻度の低い、他に高リスクとされる型には全てではないが31、39、51、52、56、58、59などがある。信頼性の高いPCR/シークエンス法による日本での調査では、16型18型は子宮頸癌のほぼ50%から検出されている。
HPVによる感染の大部分は一過性で自覚症状がない。新たに感染したHPVは、1年以内に70%が、2年以内に約90%が自然消失するので、HPVの感染自体が必ずしも致命的な事態ではない。発癌性のある高リスクのHPVによる感染から前癌病変である異形成組織の形成まで1-5年とされ、子宮頸癌の発生までは通常10年以上、平均で20年以上かかるとされる。前癌病変も軽度なCIN2と呼ばれる状態では、24歳までの若年女性で、1年で38%、2年で63%が自然軽快し、CIN2では確率は低いが、CIN3まで進んだ場合には12-30%が癌に進行すると推定されている。結局HPV感染者の0.15%が癌に至るとされる。

### 感染率
HPVの感染率は、アメリカ合衆国での約2,500人を対象とした調査で、14-19歳で24.5%、20-24歳で44.8%が感染し、多くの女性が既にHPVに感染していることがわかっている。また別の調査では、性交渉を持ったことがある女性のうち、50-80%がHPVに一度は感染する。アメリカ疾病予防管理センター (CDC) は全米で79万人がHPVに感染し、さらに毎年1,400万人の女性が新たにHPVに感染している。
5ヵ国における子宮頸部上皮内癌と子宮頸癌に関する7つの症例対照研究の1つに登録された 1,913組のカップルに関するデータの分析によると、男性の包皮環状切除は、陰茎のHPV感染リスクの減少と関連し、複数の性的パートナーをもったことのある男性においては、現在の女性パートナーにおける子宮頸癌のリスク減少と関連していることが明らかになっている。なお、日本人男性の7割前後が仮性包茎と言われる。

### 子宮頸癌による死亡者数
世界で年間52万9,000人が子宮頸癌を発症し、27万5,000人が死亡していると推計されている。子宮頸癌の85%、子宮頸癌による死亡の80%は、発展途上国で発生する。
かつて日本において、年齢別死亡者数では、子宮頸癌による主な死亡層は高齢者であり、2008年時点で24歳までの死亡はほとんどなく、30代の10万人あたり1人から50代の同5人前後へと上昇していったまま推移し、80代近くになると急激に10人に達していた。
しかし2018年1年間で10978人が子宮頸癌と診断され、2020年には2887人が死亡している。現在罹患ピークが若年化しており、罹患状況内訳は、10.20代で181人、30代で1618人、40代で2643人、50代で1998人、60代で1842人、70代で1510人、80代以上で1186人となっている。また、死亡者の内訳は20代8人、30代127人、40代402人、50代530人、60代462人、70代574人、80代以上で784人となっている。
1958年の統計開始時には死亡者1583人であったものが年々増加し、2019年には15歳以上の2,921人が死亡している。2018年の診断数は10,978例である。。ほかの癌とは異なり、20歳代から高い発生頻度を示すのも、子宮頸癌の特徴である。また一方で、再発や転移のリスクの高い癌とは異なり、治療による生存率が高い。しかし特に20-30歳代で罹患数が増加しており、若い女性や子育て世代の女性が子宮頸がんに罹患し、妊娠能力や命を失う深刻な問題が発生している。
18歳で初体験をして21歳で死亡した急進行した事例もある。
アルゼンチン大統領フアン・ペロンの夫人だったエバ・ペロンは33歳で子宮頸がんにより死亡した。彼の前妻もまた同じ病で28歳の若さで死亡しているため、彼が高リスクHPV保有者であったと指摘されている。
子宮頸癌については罹患影響は本人だけに留まらない。2021年1月、国立研究開発法人国立がん研究センターは、出産時に母から子供に癌が移行することを公表した。出産直後の赤子が母親の子宮頸がんのがん細胞が混じった羊水を肺に吸い込むことによって、母親の子宮頸癌の癌細胞が子どもの肺に移行して小児での肺癌を発症した2事例を発表した。1組目の男児は免疫療法薬で治療できたが、2組目の男児は手術で肺癌を切除した。母親2人は出産後や出産時に癌と診断され出産後に死亡した。
岡山県知事伊原木隆太はその現状を飛行機が30代、40代の母親を200人弱定員満席で乗せ毎月墜落しているのと同様と例え、独自にワクチン勧奨策を取り2020年接種率を23.4%に上昇させた。
産婦人科医の本間進は2013年の毎日新聞の取材に答え、患者だった子宮頸がんによる腸閉塞で闘病した30代の女性が大量に吐血し、その小学校低学年の娘がベッドの傍らで震える様子が忘れられないとして、HPVワクチンが日本で承認された直後に妻に接種させた。接種も健診も両方必要と思うと語っている。産婦人科医の門間美佳も、妊娠中に子宮頸がんを発症し子宮摘出した事例や、子育て中に死亡するような末期癌を日常的に診ている一方で、2019年現在ではワクチン接種するため来院するのは医療従事関係者か癌患者の子供、中国人などだとし、知識や情報の差が健康格差に直結している現状を憂い、科学的に正しい中立的な情報の提供したいと望んでいると言及している。料理人笠原将弘の妻も子宮頸がんのため子宮摘出するが肺に転移し、2012年3児を残し39歳の若さで逝去した。

アイルランドでHPVワクチンの推奨キャンペーンに参加したローラ・ブレナンは、中学生の時HPVワクチンの対象年齢外であったため未接種となり、2017年に25歳で子宮頸がんを発症して2019年に26歳でその病により逝去した。アイルランドのHPVワクチンの摂取量は、2017年の過去最低の50％から2019年3月の70％に増加し当時の保健相は、ワクチンを接種する人の増加は、彼女のキャンペーンの証だと話した。彼女は生前、アイルランド中の両親に接種を促す呼びかけを希望し、次のように語った。また、彼女の死後の2022年、アイルランドではHPVワクチンを受けていない若者のためのキャッチアッププログラムが決定し、保健相は摂取率の回復しについて彼女と彼女の家族に多大な借りがあると表明した。

この病気は壊滅的で、私の命を奪うでしょうが、いいニュースとして、それを防ぐために入手できるワクチンがあります。HPVは私の癌を引き起こしました。代わりの方法があることを両親に知ってもらいたいのです。
日本では、芸能事務所社長の井出智は、30代半ばに子宮頸がんに罹患し、所属芸能人とともに子宮頸がんの予防について最後の日まで訴えたが2023年4月に逝去した。
2023年10月、2015年にミスワールド大会でウルグアイを代表したシェリカ・デ・アルマスは、2年間の闘病の末、子宮頸がんにより26歳で逝去した。実業家であり、小児がん組織ペレス・スクレミニ財団の支援も行っていた。
2023年11月、神経内分泌がんの子宮頸がん発症後に全身転移し緩和ケアとなり、スイスで安楽死を選択した女性（享年44歳）は、その最後の日々を取材に応じた。生前、自身Xにて2023年10月15日に同がんが検診で発見困難でありワクチンが有効、いやワクチンでしか防げないと発言しており、また2023年8月12日には甲府市議会議員 村松ひろみが市民に対し、同病で死ぬのは50歳以上であるため病院でHPVワクチンを受けることに反対の説得をしたことについてそれを取り締まる法律がないのか、若くして死亡する直前までワクチン啓発活動をしていた人々への冒涜だと言及していた。同議員は、故人の声を届けたポストに対し、HPV関係者が一斉にわいてきたと評した。

### 子宮頸癌検診
日本での子宮頚癌検診の受診率は40%程度と、他先進午後3:04 国の70-80%と比較すると低率であり、特にも特に20歳代を含めた若年層の検診受診率が低い。また、既に子宮頸癌や前癌病変に進行した人が検診を受診しても、陽性と判断される確率（検診の感度）は、50-70%に過ぎない。より感度の高い細胞診・HPV-DNA検査併用検診は、日本では臨床研究段階であり、特定の地域でのみ実施されているため普及していない。
定期的な検診で、子宮頸癌による死亡率は最大80%減少するとされているが、現実には日本の子宮頚癌患者は年々増加しており、子宮癌検診による患者削減は成功していない。20-39歳の癌患者の約8割が女性で、特に25歳から飛躍的に癌になる可能性が増える。これは子宮頸癌と乳癌の増加によるものである。
東京都医師会の見解では、がんや前がん状態の被験者が検診で陽性を示す割合（感度）は 50%から70%であり、一定数偽陰性が出ることが知られ、特に妊婦や腺がんに多い。また検診でがんや前がん状態が発見されても子宮摘出や円錐切除術を受けるため女性のQOLが低下する。接種で集団免疫が向上する効果もある。これらのため、HPVワクチン接種と検診の両方を推奨している。なお厚労省によると円錐切除術の件数は年間1.1万件を超え、かつ妊孕性を失う手術や放射線治療を要する20代・30代は、年間約1,200人に上る。
妊娠中の細胞診は脱落膜細胞や異型化生細胞など鑑別を要する細胞がしばしば出現すること、採取の際の出血を避けるため十分な細胞採取が行われないことなどにより正確な診断が困難となることが専門医師により指摘されている。
双子の子どもの母であった女性(享年47歳)は検診を欠かさず受けていたが、子宮頸がんの末期がんと診断されてから2年たたずして亡くなった。その配偶者はワクチン普及の重要性を訴える活動を行っている。
女性医師の居原田麗は人間ドックを毎年受け、不正出血で即時に病院に行くも38歳で子宮頸がんのうち小細胞がんに罹患し子宮全摘出したが再発、転移して闘病記を公表していた。4人の子供を遺し2024年1月に闘病の末42歳で他界した。生前、2023年10月の滋賀医大の学園祭で、HPVワクチン普及活動学生団体Vcanと啓発講演を行い、「ワクチンがあれば私も打ちたかった」と心情を吐露し、女性達に接種でがんを予防して欲しいと心から願うと話した。また異形成はがんになる待ち状態であり、早期発見してもがんになれば子宮摘出するため、女性として生まれたのに子供を産めることがなくなるのは不幸であり絶対に減らしたいと述べた。学生時代に実習でこれらの患者達の苦しむ姿を見たことから産婦人科医師の道を諦めたことを語った。また、2022年の取材に対し、HPVワクチンの低接種率に危機感を持ち、女児の母としても自分と同じ苦しみを味合わせないために、子宮頸がんワクチン接種の重要性は声を大にして発信したい、自分の命は子宮頸がんワクチンのことや代替医療のことのように、社会や人に役立てるためにあると思うと語っていた。
東京都荒川区区議会議員の夏目亜季はアイドル活動をしていた23歳時にHPV16型陽性の子宮頸がんを宣告され、比較的初期に発見されたもののリンパ節にも転移があり、放射線治療を受け子どもができない体となったことから、母校などでHPVワクチンと子宮頸がん検診の啓発活動を行っている。
衆議院議員で助産師の酒井菜摘は28歳で子宮頸がんに罹患し、第1子を出産後に子宮を摘出した。HPVワクチン議員連盟として行動し、ワクチン接種と検診について啓発活動を行った。
女優の古村比呂は子宮頸がんの闘病を明らかにしており、予防はワクチンで予防、検診は早期発見と語っている。

## 有効性

### 有効性の研究
2013年の厚生労働省の資料では、ワクチンの予防効果はまだ明確には見出されていないとされるが、日本での解析では、ワクチン接種によって、子宮癌の年間累積罹患率を半減できるとする推計が出ており、また世界での解析モデルによる推測でも、子宮頚癌罹患と死亡を70-80%程減らすという結果が出ている。
2017頃より、非接種群と比較して、子宮頸癌の発癌率に差が出てきたことが報告され始めている。効果の判定を慎重にしているのは、予防効果を検出するには、大規模で長期間の試験が必要なためである。前癌病変であるCIN2については、2018年5月に感染予防を確認したとされる報告書が公開されている。
しかし前述のとおり、CIN2が癌へと進行する確率は低い。ランダム化比較試験のシステマティック・レビューでは、最長7年の研究を含む26研究から、子宮頸癌について評価するには十分な研究規模、また期間ではない。16型・18型に未感染であることを確認した15-26歳女性では、種類を問わず前癌病変が生じるリスクは、ワクチン接種群で10,000人中106人に病変があり、偽薬では287人であった。
感染不明では、同リスクは、ワクチン接種群で391人、偽薬では559人である。CIN2の指標は、診断の一致率の低さや、自然退行率が高いため、CIN2をワクチンの有効性を図る指標として使用することを疑問視する声もある。
宮城県での20-24歳の女性で、細胞診による異常が未接種で約5%、ワクチン接種群では約2.4%。秋田県での同じく未接種約2%、ワクチン接種群で0.24%。
2017年12月に大阪大学産婦人科などのOcean Studyが日本ワクチン学会で報告した中間解析では、16型と18型の感染を抑制したことで、あらゆる型を含めた感染率はワクチン接種群12.9%、対照群19.7%と差が見られたが（約35%減少）、細胞診の異常率には差がなかった。
2019年4月、英国エディンバラ大学のTim Palmerらは、1988-96年にスコットランドで生まれた女性を対象に、20歳時点の子宮頸部病変スクリーニング検査の結果を調べ、12-13歳時点でHPVワクチンの定期接種を受けた1995-96年生まれの女性では、ワクチンの接種機会がなかった1988年生まれの女性に比べ、グレード3以上の子宮頸部上皮異形成が89%減少していたと『ブリティッシュ・メディカル・ジャーナル』で報告した。
2019年6月、「HPVワクチンの影響の共同研究（HPV Vaccination Impact Study Group)」が2014年から4年間の14カ国の研究を総評するレビューを『ランセット』誌に掲載し、このなかで子宮頸癌ワクチンの効果が明らかになったとした。
同レビューでは、ワクチン接種が始まる前と8年後を比べた際に、以下のような結果が出た。
- 16型と18型のHPV感染件数は、15-19歳の女性で83%、20-24歳の女性で66%減少
- 尖圭コンジローマの発症件数は、15-19歳の女性で67%、20-24歳の女性で54%減少
- CIN2+（前癌病変である子宮頸部上皮内腫瘍）の発症件数は、15-19歳の女性で51%、20-24歳の女性で31%減少
- ワクチンを受けていない15-19歳の男子の尖圭コンジローマ発症件数は50%近く減り、同じく30歳以上の女性の発症件数も大きく下がった。
- より幅広い年齢層がHPVワクチンを接種し、接種率が高い国ほど、減少率は高かった。

共同著者のカナダ・ラヴァル大学Marc Brisson教授は「向こう10年で、20-30代の女性の子宮頸癌罹患率が下がっていくだろう」と指摘し、子宮頸癌撲滅の可能性にも触れた。英国・ジョーズ子宮頸癌基金（Jo's Cervical Cancer Trust）会長は「この研究は、ワクチンの効果を信じない人に対する反証をさらに強めるもので、とても勇気付けられる」と評した。BBCは「'Real-world' evidence（「現実世界」での証拠）と題して報じた。
2021年11月、医学誌「ランセット」に公費によるHPVワクチン接種プログラムを2008年9月から導入しているイギリスでは12-13歳でワクチン（2価ワクチン）を接種した学年は、子宮頸癌を87%減少させる報告が掲載された。
2023年9月、昭和大学医学部産婦人科の研究グループは、同ワクチンの接種率の高い世代が含まれる20代女性でのみ、子宮頸がん罹患が減少していることを明らかにした。また浸潤性子宮頸がんの罹患率低下など、ICC予防に対するワクチンの効果を日本で初めて確認した。
2024年10月、新たな効能として、Merck社のAlhaji Cherif氏らは、グレード2以上の子宮頸部上皮内腫瘍（CIN）の円錐切除術患者に対し、9価ワクチンを接種することで、経過観察のみの場合に比べ質調整生存年当たりの費用が少なく、ワクチン接種は推奨されるとの結論を研究誌に公表した。

### 有効期間
2017年時点で、サーバリックスで最長9.4年、ガーダシルで最長12年のHPVの感染予防効果の持続が確認されている。計算によるシミュレーションでは、20-30年以上有効性を保つと予測される。1回のみ接種したケースでは、抗体価の上昇が3回接種した群と比較して低かったが、少なくとも4年間は安定した抗体価を保つとされる。

### 対象とする型のHPVの感染防止
咽頭癌（HPV陽性口腔咽頭癌）の70%、2009年の分析で子宮頸癌の70%、肛門癌の80%、膣癌の60%、外陰癌の40%の原因となっていた16型・18型の、感染を予防するとされる。ガーダシルについては、尖圭コンジローマの90%の原因である2種類の低リスク型HPV（HPV6およびHPV11）も予防する。
海外の疫学調査ではHPVワクチンの導入によって、ワクチンの対象とする型のHPV感染者が減少している。アメリカ疾病予防管理センター (CDC) は2013年に、14歳-19歳の女性のあらゆるHPV感染が56%減少したことを報告した。他の年齢層、アメリカの20-24歳の女性では、ワクチン対象型の感染率は低下したが、そのことで全体的な感染率に影響はなかったという2016年の分析。
他の部位、口腔のHPV感染では、他の型では差はないが、16型・18型の感染が93%減少した。
| 子宮頸部の異形成病変抑制 | HPVワクチンによって、子宮頚癌の発生前段階となる高度異形成病変についての抑制効果は、国際的な前向き研究(コホートスタディ）で既に確認されている。子宮頚癌は異形成病変から発生するので、HPVワクチンの有効性が期待できる根拠になっている。 |
| 子宮頸癌の抑制           | フィンランドでのワクチン接種者と非接種者を、2007年6-2015年12月の7年間経過を追う診療研究で、HPVに関連した子宮頚癌の発生を比較したところ、非接種群では8人（発症率 6.4/100,000 人年）の発生を認めたが接種群は0人であった。他に外陰癌 1 人（0.8/100,000人年）、口腔咽頭癌 1 人（0.8/100,000 人年）の計 10 人（8.0/100,000 人年）にHPVに関連した癌が認められたのに対して、接種群はいずれも癌も0人だった。なお、HPVに関係しない癌の発生頻度には差が無かった。 |
| その他の癌抑制           | HPV感染の予防により、HPVが原因となる様々な癌が抑制され、少なくとも腟癌・外陰部癌・肛門癌については、無作為比較試験によって75-100%の高い抑制効果が証明されている。FDAは2008年に、膣癌および外陰部癌の予防について、ガーダシルを追加承認した。 |
| 生殖器疾患の抑制         | 4価ワクチンは HPV 6・11・16・18型の4抗原が原因となる生殖器疾患（子宮頸部、腟又は外陰の上皮内腫瘍又はこれらに関連した癌、上皮内腺癌及び尖圭コンジローマ）の予防に関する日本の試験成績は、419例中100%の予防効果が確認されている（プラセボは422例中5件発症）。 |

HPVに既に感染した既往がある人でも、その後の新たなHPVウイルスの感染を防ぐメリットや、別の部位の感染を予防する効果がある。
子宮頸部、口腔、肛門の3か所だけで比較しても、HPVに既に暴露された女性の91%にHPVワクチン接種によって、3つの場所のうち1か所で感染の予防効果が認められ、58%の女性が3か所ともに感染の予防効果が確認されている。また、既にHPVに感染した既往がある女性の抗体価と比較すると、HPVワクチン接種者の抗体価は5-24倍であった。
CDCの報告では、アメリカにおけるHPV由来の疾病状況女性では、子宮頸部(90%)、膣(75%)および外陰部(70.5%)のがんで、男性では、陰茎(65%)、肛門(90%)および喉の奥(70%)のがん(男女ともに舌の付け根および扁桃腺を含む)となっている。米国疾病管理予防センター(CDC)によると、約8,000万人の米国人がHPVに感染しており、さらに毎年1,400万人がHPVに感染しており、その多くは10代から20代前半である。年間300，000件子宮頸部の高度異形成が発生している。スコットランドのストラスクライド大学が関与した研究では、約10年前にスコットランドの学校でHPVワクチン接種プログラムを開始して以来、HPVワクチンが子宮頸部前がんの減少に寄与し、がんウイルスが約90%減少したことが報告されている。また、女性はHPV癌発症の際もスクリーニングによる二次予防の機会があるが、男性の場合、HPVウイルスの存在と状態を検出するための推奨されるスクリーニング検査は現在のところ存在しないことが識者により指摘されている。
人種差・地域差の影響はない
世界5大陸から26,000名が参加した臨床試験と、部分集団解析によってによって、人種や地域が異なっていても、HPVワクチンの有効性、免疫原性、安全性は影響を受けない。

## 副反応

### 副作用と副反応・有害事象の定義
日本における副作用とは薬剤が原因となる目的以外の作用のことで、副反応は予防接種が原因の目的以外の生体反応のことである。
有害事象という用語は、原因がなんであれ投薬や予防接種の後に起こる、体にとって有害な出来事のことである。このため有害事象には「紛れ込み」が含まれる。例えば予防接種の後に、風邪が原因で熱がでても、交通事故に遭っても、その発熱や受傷は『予防接種の有害事象』となる。有害事象は、因果関係の有無に問わず、医療機関は厚生労働省へ予防接種後副反応報告書を報告しなければならない。
添付文書に記載される副作用や副反応（一般的に言われる「副作用」や「副反応」は、こちらである）は、医薬品規制調和国際会議（ICH E2A）ガイドラインにより「有害事象のうち、当該医薬品・ワクチンとの因果関係が否定できないもの」となっている。
このように集計して、発症率に差があった場合にワクチンが影響していることが判明する。副反応の被害が認められた際は、予防接種健康被害救済制度の対象となる。
2023年4月の第93回厚生科学審議会予防接種・ワクチン分科会副反応検討部会、令和5年度第1回薬事・食品衛生審議会薬事分科会医薬品等安全対策部会安全対策調査会（合同開催）及び令和5年7月28日　第94回厚生科学審議会予防接種・ワクチン分科会副反応検討部会、令和5年度第5回薬事・食品衛生審議会薬事分科会医薬品等安全対策部会安全対策調査会（合同開催）において、販売開始からの累計副反応疑い報告によると、HPVワクチン別の重篤報告は次の通り。
- サーバリックス　医療機関からの報告（重篤）555件のうち製造販売業者からも重複して報告されたもの544件、医療機関からのみ報告（重篤）があったもの11件。
- ガーダシル　接種可能延べ人数は約32万人、製造販売業者からの報告は25件、医療機関からの報告は16件、うち重篤なものが5件。製造販売業者からの報告頻度は0.0078％、医療機関からの報告頻度は0.0050％。なお、2023年に男性1件死亡No.21として厚生労働省に報告があったものは、2023年7月28日開催の第94回厚生科学審議会予防接種・ワクチン分科会副反応検討部会、令和5年度第5回薬事・食品衛生審議会薬事分科会医薬品等安全対策部会安全対策調査会（合同開催）の場において、現在は取り下げとなっている症例となっていることが説明されている[394]。
- シルガード9　接種可能延べ人数は9万6564人、製造販売業者からの報告が11件、医療機関からの報告は1件、うち重篤なものが1件。製造販売業者から報告頻度は0.0114％、医療機関からの報告頻度は0.0010％となっている。

一方、アメリカのワクチン有害事象報告システム(VAERS)ではサーバリクスは72万回接種中有害事象に関する米国のVAERS報告は245件、うち96%は重大ではなく4%が重篤。ガーダシルは8,000万回接種分中有害事象に報告は36,142件、うち93%は重大でなく7%が重篤。シルガード9は2,800万回接種分以上中、有害事象報告は7,244件、うち97%は重大でなく3%が重篤となっている。

### 急性期の副反応
HPVワクチン接種時の、頻度の高い副反応（報告数の20%以上）としては急性期のショック、アナフィラキシーが知られる。多くは、局所の疼痛、発赤、腫脹、全身性の疲労、筋痛、頭痛、胃腸症状（悪心、嘔吐、下痢、腹痛等）、関節痛がある。頻度の低い副反応（20%以下）としては発疹、発熱、蕁麻疹が見られている（いずれもサーバリックスの日本報告による）。
重度の疼痛は接種者の6%が経験する。疼痛は2価ワクチンで強い。海外で行われている予防接種は筋肉注射が一般的であるのに対し、日本で行われている予防接種の多くは注射時疼痛が強い皮下注射である。皮下注射は疼痛面で不利であるが、薬剤が緩徐に吸収されるメリットがある。HPVワクチンは、水痘ワクチン、肺炎球菌ワクチンなどと共に、筋肉内注射で投与される。筋肉注射は、刺激の強い薬物でも注入でき、皮下注射より薬物の吸収が速いという特徴がある。
HPVワクチンのpHと、食塩に対する浸透圧比はそれぞれ、2価サーバリックスはpH 6.0-7.0、約1.0、4価ガーダシルはpH 5.7-6.7、約2.0である。
その他に、どのワクチンも接種後に、注射による一時的な心因性反応を含む血管迷走神経反射性失神が現れることがある。失神による転倒を避けるため、予防接種後30分程度は座らせた上で、被接種者の状態を観察することが望ましい。
アメリカ合衆国では、どのワクチンでも予防接種後15分間は、座位を保つことが推奨されている。
サーバリックスの初期の製品にある、シリンジキャップ及びプランジャーには、天然ゴム（ラテックス）が含有されていたため、ラテックス過敏症のある被接種者において、ラテックスアレルギーが出現する可能性があった。同様の容器を使ったワクチンに共通した問題であったが、2011年までに天然ゴムが含まない素材に変更された。

### 重大な副作用と対応
ガーダシルまたはシルガード9の添付文書では次の項目が掲げられている。
1. 過敏症反応（アナフィラキシー（頻度不明) ）、気管支痙攣（頻度不明) ）、蕁麻疹（頻度不明) ）等）、ギラン・バレー症候群（頻度不明 注1) 。四肢遠位から始まる弛緩性麻痺、腱反射の減弱ないし消失等の症状があらわれた場合には適切な処置を行うこと。
2. 血小板減少性紫斑病（頻度不明)）。紫斑、鼻出血、口腔粘膜出血等の異常が認められた場合には、血液検査等を実施し、適切な処置を行うこと。
3. 急性散在性脳脊髄炎（ADEM）（頻度不明)。　接種後数日から2週間程度で発熱、頭痛、痙攣、運動障害、意識障害等があらわれることがある。本症が疑われる場合には、MRI等で診断し、適切な処置を行うこと[406]。

### 慢性期の副反応
慢性期のものとしては急性散在性脳脊髄炎（ADEM）が挙げられるが、HPVワクチンに特有の副反応ではなく、どのワクチンにも普遍的に存在する、よく知られた副反応である。

### 議論されている副反応
厚生労働省によると、HPVワクチン接種後、医療機関から報告された発熱やアナフィラキシーショックなどの副反応疑いが、2010年11月-2013年3月に計1,196件あり、うち106件は障害が残る重篤なケースだった。重篤な障害が発生したケースでは、接種当日から局所反応・強い疼痛等のため入院となり、接種64日たって夜間就寝時に手足をばたつかせる痙攣のような動きが出現(脳波、SPECT等で睡眠時の行動ではなく覚醒時に生じていると診断)し、接種81日後には計算障害を起こしたとする例が報告された。
日本で接種による副反応疑いの報告頻度は、100万接種あたりサーバリックスで170人超、ガーダシルで同150人と、他のワクチンでも報告の多い麻疹ワクチンの同50人を上回る。痙攣、意識障害めまい、内分泌異常、疲労、麻痺、筋力低下、などなど多彩な症状が複合的に長期にわたる症状が見られ、国外の報告と共通している。日本では、1年以上歩行困難となった事例、また日本の別の少女らでは、身体の痛み、脱力感、寝たきりになる例、一時的な記憶障害を繰り返すようになったといった報道がされた。
医薬品承認以前の5700人超のランダム化比較試験において、2価ワクチンを接種した群は、アルミニウムの偽薬を摂取した群より死亡が多く、また各7000人の比較では4価ワクチンより、9価ワクチンの方が重篤な全身症状を示した数が多かったが、ワクチン関連であるとされておらず、市販後の重篤な症例にもこれらの重篤な有害事象と同様のものがみられるとの報告がある。
2017年の取りまとめでは、日本での接種回数のうち0.03%にそのような症状があったが、約90%が回復または軽快して治療が不要となり、症状が回復しなかったのは、186人（のべ接種回数の0.002%）であった。つまり、10万回接種された中で、2人だけ回復しない症状の発現がみられる頻度であった。
2013年1回厚生科学審議会予防接種・ワクチン分科会副反応検討部会において、当時の副反応報告では、24件中接種の回数は、1回3名、2回8名、3回が12名で、不明が1名であり、種類はサーバリックスが16名、ガーダシルが5名、不明が3名となっていた。第2回の審議において、副反応については未回復の者が全てサーバリックスであったことへの言及があり、接種回数や種類についても検討すべきとの見解が出ていた。
なお、厚生労働省の2024年1月の審議会では、積極的勧奨再開前の2022年3月時点と比べて、再開後はワクチン接種数の増加にあわせて新規患者数の増加は認めたが、全体を通して、新規・継続受診者数のいずれにも顕著な変化は認められていないと報告されている。

### 妊娠への影響
妊婦への投与は推奨されていないが、過去に誤って妊婦に投与されたケースの集計により、2価-4価-9価の全てのワクチンにおいて、胎児奇形、胎児死亡、自然流産の発生頻度が、ワクチンを妊娠中の接種していない群と比較して上昇しないことが分かっている。妊娠30日以内の妊娠早期であっても、先天異常の増加は認められなかった。不妊となるリスクについても否定されている。サーバリックスを販売するグラクソ・スミスクラインは、ワクチンに不妊を誘発させる成分は含有されず、不妊の報告例もないと記載している。
2024年10月25日開催の、第102回厚生科学審議会予防接種・ワクチン分科会副反応検討部会、令和6年度第4回薬事審議会医薬品等安全対策部会安全対策調査会（合同開催）において、製造販売業者より報告された症例として、HPVワクチンに対するアレルギーの既往を持つ女性がHPVワクチンの治験に参加していたパートナーの男性との間で妊娠しアナフィラキシーを発症したとされる症例の報告があった。これは入手できる情報からはアナフィラキシーか否かの評価は困難としつつ、父親の接種後、少なくとも１年以上経過後と考えられる、接種していない母体の妊娠で胎児にアナフィラキシーが発現したとする点に関しては、ワクチン接種と認められた事象との関連性は考えにくいと専門家より評価されている。

### 接種後長期体調不良と識別を要する疾病
マクロファージ筋膜炎、慢性疲労症候群、線維筋痛症、神経障害性疼痛、複合性局所疼痛症候群、緊張性頭痛、起立性調整障害、体位性頻脈性症候群、自己免疫性自律神経ガングリオノパチー、身体表現性障害、心的外傷性ストレス症候群が接種後長期体調不良と識別を要する疾病として挙げられている。

ただしガーダシル83％、サーバリックスは99％が疼痛を感じており、長期の体調不良は強い疼痛がきっかけになることも否定できないとされている。しかし局所疼痛や不安が体調不良を惹起する可能性は否定的できないが、接種後1 ヶ月以上経過してから発症している症例は、接種との因果関係を疑う根拠に乏しいと評価されている。

### 死亡リスクはない
死亡リスクは、ワクチン接種群と非接種群で有意差は無い。死亡例は報告されているが、因果関係が認められたケースはない。
- アメリカ食品医薬品局（FDA)とアメリカ疾病予防管理センター（CDC)の2009年の発表によれば、メルク社のガーダシルを接種した2300万例のうち、接種後に32例の死亡報告があるが、死因は糖尿病性ケトアシドーシス2例、薬物乱用1例、若年型筋萎縮性側索硬化症（ALS）1例、髄膜脳炎1例、肺塞栓3例、循環器関連疾患6例、インフルエンザ菌による敗血症1例、痙攣発作2例など多彩で、ワクチンが原因であるとされるものはなかった[424]。
- 2007年にはオーストリアで19歳の女性が、ドイツで18歳の女性が、米・メルク社の「ガーダシル」接種後に死亡したが薬剤との因果関係は判明していないと伝えている[425]。
- 2009年9月にイギリスでグラクソ・スミスクライン社の「サーバリックス」接種後に14歳の少女が死亡し[426]、一時同国でワクチンの使用が中断されたが、その後の調査で死因は患っていた胸部の悪性腫瘍によるものと報告され、使用が再開された[427]。
- 日本国内で、2011年に14歳の女子中学生がサーバリックス接種の2日後に死亡した事例が厚生労働省の専門調査会で報告されたが、心臓の持病（心室頻拍の発作）からの致死性不整脈で亡くなったとみられ「接種と直接の因果関係はない」と判断された[428][429][430]。
- 令和５年７月28日　第94回厚生科学審議会予防接種・ワクチン分科会副反応検討部会、令和５年度第５回薬事・食品衛生審議会薬事分科会医薬品等安全対策部会安全対策調査会（合同開催）の資料でガーダシルまたはシルガード接種の年齢不明男性が死亡と副反応報告資料に掲載があったが、本部会でより下げされたとの報告があった[431]。

### 諸外国の安全性に関する研究
厚生労働省のホームページでは、安全性と効果について資料開示をしている。

#### デンマーク及びスウェーデンの有害事象の研究
2006年10月から2010年12月までにかけてスウェーデンとデンマークのHPVワクチン接種者に対し、180日以内に起こった有害事象の研究が行われた。両国は人口ベースの医療登録があり、個別の医療情報把握が可能となっている。認可後最初の 4 年間に4価ワクチンを受けたデンマークとスウェーデンの10歳から 17 歳の思春期の少女全員が含まれ、約100万人の女児と70万回のワクチン接種に基づいたこの研究の結果は、HPVワクチン接種後のHPVワクチンへの曝露と自己免疫性、神経性、静脈血栓塞栓性の有害事象との関連性を裏付ける証拠は見つからず、安心できるものであったと結論づけられた。
2000年から2014年の間のデンマークでの実績に基づく分析では、HPVワクチンを接種した女児314,017人と、HPVワクチンを接種していない年齢の女児314,017人について行われ、腹痛、非特異的疼痛、頭痛、低血圧/失神、頻脈(姿勢性起立性頻脈症候群を含む)、倦怠感/疲労(慢性疲労症候群を含む)の発生率比は1.0に近いことが示された。またHPVワクチン接種と病院接触につながるびまん性自律神経症状との因果関係を示すエビデンスは示されなかった。

#### 米国における4価HPVワクチンの市販後調査による安全性評価究
VAERSに報告された4価HPVワクチン接種後の有害事象報告の解析により、10万接種あたりの報告数は53.9件だった。米国における4価HPVワクチン接種率（2007～12）と安全性評価（MMWR）は安全性モニタリングによれば、4価HPVワクチンは安全であると結論づけた。

#### 英国における2価HPVワクチンと慢性疲労症候群の検討
UK Yellow Card Scheme（受動的医薬品副反応報告システム）に報告された慢性疲労症候群の報告数と臨床実践リサーチデータリンク（CPRD）によって推計された背景発症率を比較し、サーバリックス接種と慢性疲労症候群のリスク増加との間には、関連性が認められなかったとした。
上記の他、米国、英国、スウェーデン、デンマークとの各種疾患との関係性の研究が行われた。いずれもリスク増加のエビデンスはなく、ワクチン政策の変更は行われなかった。

#### 韓国におけるコホート分析と自己対照リスク間隔分析
韓国でワクチン接種を受けた11〜14歳の女子において、コホート分析では33種の重篤な有害事象のうち片頭痛との関連のみが示唆されたが、コホート分析と自己対照リスク間隔分析でワクチンとの関連が認められた有害事象はないことが、成均館大学校のDongwon Yoonらの2021年1月に調査で示された。44万1,399人のデータが解析に含まれ、うち38万2,020人が42万9,377回のHPVワクチン接種を受け（HPVワクチン接種群）、残りの5万9,379人はHPVワクチン接種を受けず、8万7,099回の日本脳炎ワクチンまたは破傷風・ジフテリア・無細胞性百日咳混合ワクチンの接種を受けた。

#### 台湾におけるHPVワクチン接種による有害事象分析
台湾の国家予防接種情報システムにある 2013 年から 2018 年までの 12 歳から 15 歳の思春期の女子中学生の HPV ワクチン接種記録を使用し、それらを台湾の国民健康保険データベース (NHID) の受給者登録簿にリンクし19 の重篤な疾患について分析した。19の重篤な有害事象のうち、研究期間中に最も高い発生率を示した疾患は線維筋痛症（人口100万人当たり73.23人）で、研究期間中に最も発生率が低かった疾患はクローン病（人口100万人当たり0.15人） ）であった。結論として選択された 19 件の重篤な有害事象のリスクに統計的に有意な増加は示されず、HPV ワクチン接種と重篤な有害事象との間に関連性がないことが示されたと公表されている。

### 日米間の有害事象の比較
2014年5月16日に開催された第1回厚生科学審議会予防接種・ワクチン分科会副反応検討部会では、以下が報告された。
- 日本はサーバリクス、アメリカはガーダシルの使用が優勢で、報告制度も同一ではない。
- 米国の方が報告頻度が高い一方、重篤とされた副反応疑いについての報告頻度は日本の方が高い（医療機関からの報告のうち重篤なものと、製造販売業者からの合計。両者の重複がある）。
- 重篤な副反応疑いの内訳としては、局所反応、過敏症反応、失神等の占める割合が高い。本来「重篤な副反応」とは、死亡、障害、それらに繋がる恐れのあるもの、入院相当以上のものが報告対象とされるが、重篤でないのに「重篤」として報告されるケースがある。規則上それらはそのまま集計されている[439]。

| ワクチン接種数合計                         | 約830万        | 約2300万  |
| 副反応                                     | 日本(2価、4価) | 米国(4価) |
| 全ての報告                                 | 23.2           | 53.9      |
| 重篤な報告                                 | 10.4           | 3.3       |
| 副反応の例 ( )内は報告に占めるパーセント   |                |           |
| 局所反応(疼痛、硬結等)                     | 1.1 (12%)      | 0.2 (5%)  |
| 蕁麻疹                                     | 0.3(3%)        | 0.1 (3%)  |
| 失神、めまい、嘔気                         | 3.2 (62%)      | 1.3 (40%) |
| 過敏症反応(蕁麻疹、アナフィラキシー様反応) | 0.4 (12%)      | 0.2 (6%)  |
| アナフィラキシー                           | 0.2 (2%)       | 0.03 (1%) |
| ギラン・バレー症候群                       | 0.07 (0.7%)    | 0.1 (4%)  |
| 横断性脊髄炎                               | 0              | 0.04(1%)  |
| 静脈血栓症                                 | 0              | 0.2 (5%)  |
| 死亡                                       | 0.01 (0.1%)    | 0.1 (4%)  |

### 治療
ワクチン接種後に、何らかの症状が現れた方のための診療相談窓口が全国85施設（全ての都道府県）に設置され、症状によって適切な指導がなされる体制が整えられた。
起立性低血圧にはドロキシドパやアメジニウムが使用される。疼痛や痺れにはプレガバリンやミロガバリンベシルが投与される。過眠症状には、ナルコレプシー治療薬のモダフィニルが使われる。理学療法士、整形外科医、麻酔科医、精神科医、心療内科医、臨床心理士、社会福祉士、歯科医などの多職種治療チームによって、身体的および心理的な診療体制を整備し、理学療法や認知行動療法、対症療法を実施したところ、64%の症例で疼痛などの症状が改善したとする研究結果が報告されている。
なお、一部の病院では、独自の特殊な治療が行われている。信州大学医学部附属病院では、学習障害、記銘力障害、過睡眠、意識障害などの症状は『高次機能障害である』として、認知症治療薬であるドネペジル、メマンチン、向精神病薬であるメチルフェニデート、その他としてビタミンB12の少量投与を行っている。鹿児島大学病院では「免疫調節療法」として、ステロイドパルス療法、免疫グロブリン大量静注、免疫吸着療法、免疫抑制剤（アザチオプリン）投与などを積極的に行っており、効果が得られた症例もあるとされている。
上記の治療方法は『自由診療の実験的治療』であり、日本医師会や産婦人科学会や神経学会のガイドラインや手引書、医学的エビデンスに沿った確立された標準治療ではない。ステロイドパルス療法、免疫グロブリン大量静注については、無効であったと報告されている。

### 被害補償と影響

#### 日本
新聞やテレビなどが、「けいれんや痛みに苦しむ女の子」を報じる「副反応報道」が連日流されたが、2022年時点では症状とワクチンの成分との因果関係は否定されている。2013年3月8日の朝日新聞、翌日に読売新聞が「杉並区による副反応認定」報道以降、日本のマスメディアは以前のHPVワクチン報道から危険と見なす姿勢に傾き出すこととなる。朝日新聞の「被害者団体」の記者会見報道を社会面で報じたことを受けて、ワクチンに肯定的だった毎日新聞までもが、読売・朝日に歩調を合わせ、朝日の報道翌日の解説面にHPVワクチンを批判する大学教授の寄稿を掲載以降は、日本のマスメディアはHPVワクチン危険視報道に傾いた。
HPVワクチン接種後の体調不良に対して、2014年時点で日本国政府は「任意接種であること」等を理由に補償には応じなかった。しかし、2019年9月、厚生労働省は、「積極的な接種勧奨の差し控え」の間であっても、健康被害救済の対象になる、としている。アメリカでは2018年時点の罹患率が10万人に対し6.5人という、地域から該当の病が排除されたと国際的にみなされている罹患率が対10万人で4人近くまで下落しているが、HPVワクチンの「積極的勧奨の差し控え」が続いている日本の2018年の子宮頸がん罹患率は10万人中14.7人である。2021年5月現在、健康被害が生じた際には定期接種の場合には厚生労働省の予防接種健康被害救済制度による救済となる一方、該当年齢外の女性及び男性、定期外の9価ワクチンによる任意接種の場合には独立行政法人医薬品医療機器総合機構による救済となる。両者の救済内容は同一ではなく、障害児養育年金では定期では1級 （年額）1,581,600円に対し、任意では878,400円。介護加算が定期で支給があるのに対し、任意ではないなど、定期の方が手厚い制度となっている。

##### 医薬品副作用被害救済制度
医薬品を適正に使用したにもかかわらず、その副作用により入院治療が必要になるほど重篤な健康被害が生じた場合に、医療費や年金などの給付を行う公的な制度として医薬品副作用被害救済制度がある。なお、予防接種法に基づく予防接種は別の救済措置になるため除かれる。2011年から2017年度までの本ワクチンの医薬品副作用被害救済制度の支給状況についての昭和薬科大学在籍者の研究によると、決定総数641件、内訳は支給285件、不支給356件となっている。HPVワクチンの不支給理由は判定不能が最多とされ、それらはHANSやワクチン副作用の疑いの病名が多く記載されている。被害を訴える者は、サーバリックス3回接種後にめまい、耳鳴りがあったが治癒し8ヶ月後に激しい痛みと脱力により車椅子生活になったためワクチン被害を訴え訴訟に至った事例もある。また、接種前より車椅子で身体障害者一級手帳を持っている娘に対し、母親はワクチン被害を受けなければ普通に就労できていたと不支給の不当性を述べている。接種後11ヶ月まで症状記録がないため因果関係が認められず審査請求をしたが却下との事例もある。
2011年7月～2017年4月の期間に申請結果が決定されたHPVワクチンによる副反応被害者についての片平洌彦ほかの報告では、次の状況であった。
- サーバリックス：（PMDA審査）389人申請、うち給付決定は178人(45.8%)給付内容は殆どが医療費・医療手当。障害年金が25人、一方では、不支給決定は211人（54.2%）であった。
- ガーダシル：（PMDA審査）93人申請、うち給付決定は44人（47.3%）殆どが「医療費・医療手当」で、「障害年金2級」が2人。一方、不支給決定が49人（52.7%)であった。

#### アメリカ
アメリカ合衆国では保健福祉省のアメリカ疾病予防管理センター（CDC）が、HPVから保護するために9〜26歳のすべての女性にMerckPharmaceuticals製のGardasilワクチンを推奨している。2007年に初めてHPVワクチンが認可された。それは4つのHPV型を予防する4価ワクチンだったが、2014年には上記のがんに加え、性器いぼを起こすタイプを含んだ9つの型に対応するHPV9価ワクチン（ガーダシル9）も承認された。2016年以降、米国では9価ワクチンのみが使われている。2005年には10万人に対し8人だった米国の子宮頸がん罹患率も、HPVワクチンの導入と子宮頸がん検診により、2018年では10万人に対し6.5人まで下がっている。罹患率が対10万人で4人まで下がれば、その病気は地域から排除されたと国際的にみなされている。全米接種調査によれば、2018年の接種率（2回完了）が51.1%、2019年には54.2%にアップした。男子の接種率は51.8%と、女子の接種率56.8%より低いが、年々上昇傾向にある。また10代のうちに少なくとも1回はHPVワクチンを受けた人の率は71.5%に上昇した。米国がん協会は80%を目指すことを表明している。統一教会メディアのワシントン・タイムズによると2013年4月までに、副反応を訴える49人の被害者に対して、全国ワクチン傷害補償プログラム（VICP）による588万ドルの補償を決定した。

## 重篤副反応と解説
HPVワクチンの重度な副反応として主張された中には、複合性局所疼痛症候群(CRPS)、体位性頻脈症候群(POTS, 起立性調節障害を参照)、HPVワクチン関連神経免疫異常症候群(HANS)、慢性疲労症候群(CFS)などを含む。これらは日本でHPV「副反応」で騒がれた翌2014年にWHOが安全性の再確認を報告、2015年には欧州医薬品庁がHPVワクチンは複合性局所疼痛症候群(CRPS)及び体位性頻脈症候群(POTS)を起こさないと発表し、HPVワクチンとの関連否定されている。
これらの副反応の原因について、主に2つの解説がなされている。1つ目は、これらの症状の本体は、心因反応・接種の痛みと痛みに対する恐怖心が惹起する心身の反応・機能性身体症状(血管迷走神経反射など)であるというものである（以下 機能性身体症状説と表現する）。もう1つは、ワクチンにアジュバントとして添加されているアルミニウム化合物による免疫反応であるというものである。HPVワクチン(サーバリックス)3回接種後に筋萎縮性側索硬化症(ALS)を発症し、15歳で死亡した事例がある。京都大学の研究により、ワクチン接種が引き金となったことを完全に排除はできないものの、死因分析結果は「家族性のFUS遺伝子変異を伴う筋萎縮性側索硬化症」と結論づけられている。

### 機能性身体症状説
機能性身体症状説は、厚生労働省や多くの団体が支持する仮説であり、その根拠として日本および世界中で数多く実施された大規模臨床試験で、接種群と非接種群で、重篤な副反応の発生頻度に差がないことが挙げられている。国立養育医療研究センター理事長の五十嵐隆は、これによってマスコミ等が問題にする「接種後の多彩な症状」はワクチン接種とは無関係に発生しうることが示されているとしている。
全国子宮頸がんワクチン被害者連絡会によると国立精神・神経医療研究センター病院の集団検診でワクチンの影響が考えられると初めて診断された。診察医師は、抜歯や高熱などを契機として痛みやしびれが起こることがあり、HPVワクチンは痛みが強いことから仮に心因性でもワクチンと症状を切り離せないと語っている。
2016年12月の厚労省の副反応検討部会の全国疫学調査の中間報告では、実際にこうした患者を診療している医師や、中毒学、免疫学、認知行動科学、産婦人科学の専門家らが集まって審議を行い、これらの多彩な症状は神経学的疾患や中毒、免疫学的疾患では説明がつかないとして、これらの多彩な症状は機能性身体症状と考えられるとしている。また、HPVワクチンの接種後に出現したという多彩な症状については、HPVワクチンを接種していない人でも同様に見られることも確認されているとしており、接種後1か月以上経過して出現した症状は接種との因果関係を疑う根拠に乏しいと指摘した。
医師で医療ジャーナリストの村中璃子は、HPVワクチンが登場する以前から精神医学には身体表現性障害という概念があり、これがHPVワクチン関連神経免疫異常症候群(HANS)の症状と重複が多く、HPVワクチン接種が開始される以前よりそのような患者が存在していたと指摘している。
なお、身体表現性障害は、厚生労働省の機能性身体症状の定義とは異なる。注記すると、身体表現性障害はDSMにおける分類名であり、診断名ではない。ある患者の医師へのインタビューでは、過剰適応や心因性の偽発作（心因性発作)とされる。偽発作は、脳波にてんかんに特徴的な波形が観察されないことで鑑別される。村中璃子は、同様のインタビューによって、症状だけを精神科や小児科医師らに説明した場合、CRPSや、POTS、CFSに似た症状を呈する子供たちをたくさん診察・治療してきたという回答が得られたとして、思春期の少女にはそのような症状が観察されることは珍しくなかったと考えるが、これらの症状がHPVワクチンの副反応だという報道が大きくなされてからは、そうした意見は「弱者への暴力」とされる雰囲気が蔓延したと述べている。
なお、心因反応はHPVワクチンに特有の副反応ではなく、2009年のインフルエンザの大流行の時には、中華民国でインフルエンザワクチン接種後の心因反応が23例報告された。イランでは破傷風ワクチンのあとに26人の女子クラスのうち10人が心因反応を起こして、パニックを起こしたとされる。
しかし、ワクチン接種後の多彩な症状を全て「心身の反応」で説明するのは難しいと指摘する医師もいる。HANSの提唱者である西岡久寿樹は、オーストラリアの副作用報告から、例えば男子の失神は約15%、女子では約12%と男女のそれぞれの症状の頻度には大差がなく思春期の女性特有の心因反応だとは考えられない。また、信州大学医学部の医師である池田修一によれば、これらの症状を訴える患者の中には複合性局所疼痛症候群の診断基準を満たしているものがある。鹿児島大学神経内科の高嶋博は、心因性と診断したほうが治療しやすいわけでもないという。
また日本医師会と日本医学会は、「心因」という言葉について、2015年の手引きで以下のように述べている。
予防接種ストレス関連反応 (ISRR)の高発症リスク群は、10代である、注射への恐怖心がある、医学的処置への恐怖、痛みへの恐怖を持ち、迷走神経反射の既往症がある、自閉スペクトラム症である、不安障害、発達障害が指摘されている。

### 解離性神経症状反応説
解離性神経症状反応説（DNSR=== ：dissociative neurological symptom reactions）は、神経学的に明らかな責任病巣を同定できない種々の症状の発症を糸口として器質的な疾患を除外したのちに診断され、このような反応は予防接種以外のストレス要因によっても惹起される。2018年に実施された ISRR の集団発生についての検討では発生は地域や所得に関係なく、ワクチンの種類も様々であり集団の大きさは7名から806名まであった。

### アジュバント原因説
ワクチンの効果を強める目的で添加される、アジュバント（抗原性補強剤）を問題視する仮説が提唱されている。サーバリックスには水酸化アルミニウム、ガーダシルにはアルミニウムヒドロキシホスフェイト硫酸塩が、アジュバントとして添加されている。
2014年2月に行われた子宮頸癌ワクチン国際シンポジウムにおいて、パリ大学のフランソワ・オーシエ教授（神経筋肉病理学）や、元エール大学元准教授・シン・ハン・リー（病理学）らは、抗原性補強剤として添加されているアルミニウム化合物が、神経障害などの副作用を引き起こしていると発表し、ワクチン接種後に急死した少女3人の脳を調べた、カナダのブリティッシュコロンビア大学の研究助手、ルチジャ・トムルジェノビックは「すべての国で接種を即刻中止すべきだ」と主張した。
2016年のイスラエル、テルアビブ大学 Rotem Inbarらは、HPVワクチン（ガーダシル）の人体相当量を生後6週目の雌マウスに注射し、対照群と比較する実験を行った。その結果、大脳の免疫組織化学分析で、海馬CA1領域のミクログリア活性化が明らかとなった。またうつ病に類似した行動変化も観察され、アジュバントとして添加されるアルミニウム化合物によって神経炎症および自己免疫反応が誘発されるものと示唆した。
アジュバントは安全であるが、HPVワクチンの臨床試験の偽薬群には、アルミニウムのアジュバントを使用しているため、アジュバントの有害な影響が隠されてしまうとも指摘されており、新しいタイプのアジュバントAS-04を含めたシステマティック・レビューは2017年時点で存在せず、利益と害についての適切な評価はできないため、システマティック・レビューが予定され、事前にその評価方法が公開された。Autoimmune Syndrome Induced by Adjuvants（ASIA、アジュバント誘発性自己免疫/炎症性症候群）が提唱されており、HANSはそのひとつであるという意見もある。
2014年、日本線維筋痛症学会・理事長で東京医科大学医学総合研究所の西岡久寿樹らは、HPVワクチン接種後の様々な症候群に、HANS（英語: HPV Vaccine Associated Neuropathic Syndrome, ハンズ、HPVワクチン関連神経免疫異常症候群）という概念を提唱し、その原因はやはりアジュバントと使用されるアルミニウム化合物であるとし、アルミニウム化合物によって脳内のミクログリアが活性化することがHANSの原因であるという仮説を提唱している。
HPVワクチン接種後の症状が、マクロファージ性筋膜炎 (MMF) と呼ばれる疾患概念に似ているという意見もある。MMFはフランスでの報告が多い疾患概念で、同じ水酸化アルミニウムをアジュバントとして含有する、A型肝炎ワクチン・B型肝炎ワクチンによって起こる可能性があることが指摘されており、全身筋肉痛や倦怠感、発熱など。記憶障害や集中力の低下などの症候群を呈するとされる。
このような概念で提唱されている症候群としては、MMFの他にも、湾岸戦争症候群 (GWS)、「ワクチン接種後の各種自己免疫疾患」などがあり、これらは同一疾患である可能性も指摘されている。

#### アジュバント原因説への反論
厚生労働省の専門家会合は、これらアジュバント原因説に対して「科学的根拠に乏しい」として、否定する見解を示している。出席した複数の部会委員らが、根拠となる症例データに対照群が設定されていないなど調査手法に問題があることや、既にアルミニウムを含むワクチンが、世界で80年以上使用され続けており、事実にそぐわないなどの意見が出された。
アルミニウム化合物は、アジュバントとして1926年に認可され、今日まで使用されてきた。アジュバントはHPVワクチンの固有成分ではなく、多くのワクチンに使用されている。
2014年、WHOはHPVワクチンのアルミニウムアジュバントまたはワクチン成分、MMFの関与などの危険性や影響についての研究報告や論文を検討した結果、それら主張には科学的エビデンスが存在しないと判定し、これらの主張はワクチンを接種する機会を脅かし、有害であると非難した。

### HANS（HPVワクチン関連神経免疫異常症候群）仮説
難病治療研究振興財団理事長・西岡久寿樹、横浜市立大学名誉教授の黒岩義之、横浜市立大学名誉教授の横田俊平、東京医科大学教授の中島利博らは、ハンズ（HANS、HPVワクチン関連神経免疫異常症候群）という概念を提唱した。このグループは、アルミニウム化合物に疑念を持っているとされるが、一方でHANSはHPVワクチンの特有の全く新しい疾患だとしている。
2016年7月の産婦人科感染症学会で開催されたHPVワクチンの安全性を議論するシンポジウムでは、HPVワクチンの成分かアジュバントか、ワクチンのどこに問題があるのかという質問に同グループの東京医大小児科の横田俊平は「（HPVワクチン）全体に不備がある」と答えるに留まった。
HANS提唱グループは、2016年11月11日にイギリスの科学誌『サイエンティフィック・リポーツ』に、マウスを用いたHPVワクチンの安全性を問う実験結果の論文でHPVワクチン薬害を主張したが、この論文は各国の研究者から「研究の欠陥や不一致にも関わらず、注射されたマウスで観察された症状は『HANS』とされる患者と重なっていると結論付けてしまっている」と批判を受けた。
2018年5月11日に『サイエンティフィック・リポーツ』誌は「大量のHPVワクチンと百日咳毒素の同時投与は、HPVワクチンが単独で神経学的な損傷を与えることを判定するためには適切な手法ではない」として論文の撤回を発表した。論文を批判する医師らは、「この論文が予防接種プログラムに与えたダメージによって、日本や世界の現世代の女子たちが被った将来の健康リスクは重大で致命的だ」として批判した。
なお、B型肝炎ワクチンについて、MMFとされる症状との間の因果関係についても既に否定されている。WHOも1999年、2002年、2004年にアジュバントの安全声明を出している。
ワクチンの副作用は接種後6週間から8週間内に起こることが歴史的に知られているのに対し、HANSではHPVワクチン接種後から発症まで平均194日と半年以上経過した例が多数含まれる。また接種者と非接種者との頻度の比較が行われていないとの指摘がある。
池田修一の所属した信州大学医学部医学部では、HPVワクチン接種後の疑いのある症候群の検査中に患者がXXXX症候群と診断された症例を『サイエンティフィック・リポーツ』で報告している。HPV免疫後の疑わしい副作用は、特定の障害が原因である可能性のある複雑な状態だとしている。
また産婦人科医師の衣笠万里は、医療ガバナンス学会において、本疾病疾患概念はHPVワクチン接種から症状発現までの期間の長さは問わず接種の数年後に発症しても、その多くがHANSと診断され、「免疫異常」を裏づける共通の検査データは確認されていないことを指摘し、その診断基準案では若年性線維筋痛症（Juvenile Fibromyalgia：JFM）の混入が避けられないことに言及している。この疾患はHPVワクチン以前より存在している。厚生労働省のホームページで公開されている子宮頸がん予防ワクチン副反応報告一覧（平成21〜26年8月末）厚生労働省から公開されているHPVワクチン副反応報告に6例が線維筋痛症 (JFM)、1例が慢性疲労症候群 (JCFS)の診断名がなされていたが、副反応報告の症例ごとに、HPVワクチン接種後に出現した副反応症状・徴候を検討した研究ではHPVワクチン接種者全体（340万人）でその頻度は過去のわが国におけるFM/CFSの有病率と比較したところ、接種者数約340万人の集団におけるFMCFSの有病率は、いずれも明らかに低い数値でしかなかった。若年性線維筋痛症とは、原因不明で10歳頃の女児に好発し、いわゆる「良い子」とされる柔軟性が欠如する特有の性格傾向があり、母親との葛藤が多くの例で認められる。

### その他の仮説
- 鹿児島県の研究者は自己免疫性脳症との関連を挙げており[510]、静岡や岐阜の研究者も32の症例で髄液中のサイトカインと自己抗体が増加している傾向があることを報告している[511]。自己免疫性脳症の原因は急性散在性脳脊髄炎が最も多く[512]、急性散在性脳脊髄炎は、HPVワクチンの有害事象の1つとして、既に挙げられているものである。
- ただし、HPVワクチンに特有の有害事象ではなく、予防接種後ADEMとして、インフルエンザワクチンや麻疹ワクチンなど、どのワクチンでも確認されている。
- シン・ハン・リー博士はオーストラリア・ブルガリア・フランス・インド・ニュージーランド・ポーランド・ロシア・スペイン・アメリカからの未開封のガーダシルのバイアルを使いHPV16L1が混入していることを発見した。FDAもDNA断片を含むことを認めている。博士はまた3回のガーダシル接種の受けて3か月後に死亡した18歳の少女の遺体組織の血中からは、遺伝子組み換えHPV-DNAが存在し、メルク社の遺伝子データベースと一致したと報告している。非B型のコンフォメーションHPV16DNAを分解できない人々は免疫系を長期にわたり刺激される可能性を示唆している[513][514]。

## 副反応に関する研究及び見解

### 世界保健機関(WHO)の見解
2015年12月の世界保健機関(WHO)専門委員会GACVSの声明では、複合性局所疼痛症候群(CRPS)や体位性頻脈症候群(POTS)については、医薬品の承認前と後のデータの検討からは関連するとの証拠はなく、慢性疲労症候群(CFS)については、イギリスでの観察研究によって関連が見られていないとされた。重篤な患者はこれらの症候群に精通した医師への紹介が推奨される。
また、フランス医薬品庁が実施した200万人の若い女性を対象とした、自己免疫疾患についての後ろ向きコホート研究では、接種後3カ月以内のギランバレー症候群の発症が10万人に1人程度の頻度で増加することが見出されたが、他の小規模な研究では報告されていないとした。
2017年5月にWHO（GACVSではない)が声明を公表し、ギランバレーなど自己免疫疾患を含めて承認後の集団ベースの研究、および承認後レビューにおいても関連は見られず、CRPSやPOTSについて承認前後のデータからワクチンの影響は見いだせなかった。
7月にGACVSの報告では、イギリスでの1040万回分、アメリカで6000万回分の母集団による研究からギランバレーのリスク上昇はなく、アメリカとデンマーク、日本から新たにCRPS、POTSなどが報告されたが以前から因果関係の証拠がないとしており、またシステマティックレビューを依頼し、73,697人からなるその結果草案から重篤な有害事象に接種群と非接種群とに差を見出さなかったとした。
そのシステマティックレビューには、26研究のランダム化比較試験が含まれ、重篤な有害事象についての定義はないため個々の研究でその数に変動があるが、個々にはワクチン群と偽薬群と差はみられず、また、すべての研究のコメント欄に他のバイアスのリスクについて、ほぼ製薬会社資金の研究でリスク高と記され（リスク低1件でそれ以外の資金、不明確1件）、それ以外の多くの要素ではリスク低が多い。

### 欧州医薬品局 (EMA)の見解
2015年12月の『ネイチャー』に、「The world must accept that the HPV vaccine is safe」と題したコラムが掲載され、デンマークから疼痛、湿疹、めまいなどの報告があったが、EMAが安全性を確認したとし、HPVワクチンの安全性を世界的に認めるべきであるとした。2015年の8-11月にEMAが実施した大規模な安全性プロファイルの再調査では、マスコミなどで問題であるとして報道されていたCRPSおよびPOTSの発生頻度は、HPVワクチン接種群と一般集団との間で差がなく、共に10万人あたり15人ほどの頻度で観察されることが報告され、CRPSとPOTSの発症とHPVワクチンとの因果関係を否定した。翌年5月、北欧コクランのピーター・ゲッチェらは、EMAの調査について、データのチェリーピッキング（選り好み）があるなどといった苦情の申し立てを行った。7月、EMAはバイアスのリスクは最小限になっているとする回答を公表した。

### コクラン共同計画
コクラン共同計画では2018年1月に、北欧コクランのピーター・ゲッチェらは、すべての研究が公開されないことで多くの場合研究結果は誇張されているとし、偏りのできないよう全研究のシステマティック・レビューを実施するためにバイアスへの対処を指摘した。その時点ではGSKのみが提出し、ClinicalTrials.govに登録された試験の半分しか試験成績が公開されていなかったが、研究の索引は既に主な監督庁が保有するよりも大きなものとなり、例えばEMAによるCRPSとPOTSの評価にはその索引の48%の試験のみが含まれており、引き続き臨床試験の登録と公開を推奨している。製薬会社資金のランダム化比較試験が96研究、それ以外の資金での研究が40研究存在し、一部はまだ結果の出ていない進行中の研究である。
2018年5月にはベルギーのコクランによるシステマティックレビューが報告され、HPVワクチンと偽薬のアジュバントあるいは、ほかのワクチンとを比較した26研究からなるランダム化比較試験の計73,428人では、重大な副作用のリスクは共に約7%であり、HPVワクチン接種群と対照群との間に重大な副作用リスクの発生頻度に差が無いと報告した。1つの研究を除き製薬会社資金の研究であった。HPVワクチンによる流産または妊娠中断のリスク上昇も認められなかった。死産リスクおよび新生児の先天性障害リスクについては、集めたデータが不十分であり確実なエビデンスを示すに至らなかった。

### 厚生労働省の見解
2014年1月20日、厚生労働省の厚生科学審議会の予防接種・ワクチン分科会副反応検討部会と、薬事・食品衛生審議会医薬品等安全対策部会安全調査会が合同会議を開き、接種後に発生した広範な疼痛または運動障害は、ワクチンの成分ではなく「注射針による痛みや不安から起こされた心身の反応（機能性身体症状）と結論付けた。議事録に忠実に記せば「針を刺した痛みや薬液による局所の腫れなどをきっかけとして、心身の反応が惹起され、慢性の症状が続く病態〔ママ〕」である。症状としては「失神、頭痛、腹痛、発汗、睡眠障害、月経不整、学習意欲の低下、計算障害、記憶障害等」が挙げられた。心身の反応、または機能性身体症状では、原因に心理的要因が、身体に病理学的所見がなく、身体症状の増悪また慢性化に心理・社会的な要因が関与する。以前のDSM-IV第4版の身体表現性障害の定義による、精神が中心となっているとするには違和感があり、機能性身体症状ではむしろ身体と精神とが一体となって症状が生じるということである。

### 日本産科婦人科学会の見解
日本産科婦人科学会は、2015年に、日本においてみられるような慢性疼痛等の様々な症状はワクチン接種とは関係なく発症することもあるとした。2016年4月、日本小児科学会など国内17の学術団体は、接種再開を求めるその声明において、障害を残す副反応は0.002%に過ぎず、ヨーロッパでの調査でもワクチン接種群と非接種群で副反応とされる症状の発生頻度に差が見られないとした。

### 名古屋スタディ
2015年12月、「全国子宮頸がんワクチン被害者連絡会愛知支部」からの要望で、愛知県名古屋市は市内在住の7万人の若い女性を対象に、ワクチンの副反応が考えられる症状についてのアンケート調査を行った（名古屋スタディ）。これは日本初のワクチンの安全性を確かめる大規模調査となった。
名古屋市立大学医学部公衆衛生学分野の鈴木貞夫教授が調査を行った。接種・症状の有無にかかわらず全員を調査する分析疫学手法で調査は実施され、患者会から提示された24症状（月経不順、関節痛、光過敏、簡単な計算ができない、簡単な漢字が書けない、不随意運動など）を使ってアンケートを作成し、7学年の女生徒全員に調査票を郵送し、ハガキで回答する形式で行われ、約3万人の回答が得られた。
解析によれば、年齢補正前の統計でワクチン接種群には月経量の異常、記憶障害、不随意運動、手足の脱力の4つの症状が多くみられ、ワクチン非接種群には体や関節の疼痛、集中できない、視力低下、めまい、皮膚の荒れなどが、多く見られた。また24の症状に関与する要素についても検討された。ワクチンの種類や病院受診の有無、など様々なクロス集計も実施された。
その結果、症状間に強い関連性があったのは、ワクチン接種の有無ではなく、年齢のみであった。年齢補正後、接種群が非接種群より有意に多い症状は1種類もなかった。むしろ、年齢補正後の接種群は有意に少ない症状が目立った。名古屋スタディでは、ワクチンと症状の因果関係を示すオッズ比（相対危険度）を示すことが目的とされた。オッズ比が大きければ薬害だと判断され、サリドマイドのオッズ比は100を超え、薬害エイズや結核と結核菌の関係では、理論上無限大になる（結核菌以外が原因で結核にはならない）。しかし、名古屋市の調査ではオッズ比は2を下回り、低く、薬害と判断するのは無理があった。
2015年12月、これらを元に名古屋市は「接種者と非接種者で統計的に明確な差は確認できない」との速報を発表した。12月17日に薬害オンブズパースン会議は、名古屋スタディに対して「実態調査であることの限界から、分析疫学の解析手法を適用して、接種群と非接種群の統計学的有意性の検定を行い、因果関係を推論するには適さない」という意見書を提出した。
2016年6月、名古屋市の最終報告書では、生データの公開と数値の集計にとどめ、因果関係に言及することを避けた。また最終報告では、鈴木が24症状全てで、接種者に発症の多い症状は見られなかったことを、オッズ比を含めて報告したにも関わらず、非接種者を1とした場合に、接種者はどれぐらい症状が起こっているのかを比較するオッズ比を削除した。削除の理由として名古屋市健康医療課は、被害者連絡会や薬害オンブズパースン会議からの圧力を踏まえたことを認め、「集団訴訟の被告となっている製薬会社が、名古屋市の調査速報をワクチンとの因果関係を否定する証拠として、訴訟に利用していることも知り、公正中立の立場から、市としては最終解析までは公表しないことを決めた」と説明した。

#### 鈴木貞夫論文への批判と反論
2018年に名古屋市の報告は、名古屋市立大学の鈴木貞夫教授らによって、英文論文として出版され「HPVワクチンと症状との間に因果関係がないことを示唆するような結果が得られた」と結論した。
研究では、症状の最多は「生理不順」(回答者26.3%)で、次に「足が冷たい」（12.3%）が続き、「頭痛」「だるい」「疲労」「めまい」「皮膚荒れ」が回答者の1割以上で、24症状のいずれもワクチン接種者と非接種者との間で統計的に意味のある差はなかった。一方、薬害オンブズパースン会議は病院への受診に条件を変えて解析すると、うった方がリスクが高く見える傾向があったと主張している。
鈴木教授は結果について以下のように説明した。
この鈴木論文について薬害オンブズパースン会議が、年齢調整が不適切であったなど批判した。薬害オンブズパースン会議の批判について、鈴木は査読論文に反論があるときには、レターを当該雑誌に投稿するのが、医科学分野では一般的であり、レターは出版社が査読する。査読を経ていない反論に対し，科学者は答える必要はないとしたうえで、「因果関係を推論するには適さない」というなら、結果公表前にするのが科学的態度で、指摘は可能であったのに、速報の公表時点までに指摘はなかったと反論した。さらに、「選択バイアス」について会議は根拠を示すことなくオッズ比が低くなる方への可能性を述べているが、数学的な意味でのバイアスの方向性は決まっておらず、鈴木論文でも特定方向への可能性については述べていないし、記入者のばらつきは、結果と交絡しておらず調整も行っていないとした。また利益相反との指摘について、名古屋市から研究費約20万円は受け取ったが、論文校正等の費用として全て使い、いかなる意味でも「報酬」は一切受け取っておらず、利益相反はないと反論した。
この批判論文は、元薬害オンブズパースン会議メンバーの八重ゆかり及び椿広計によるもので、日本看護科学学会の「日本看護科学学会誌」（JJNS）に、2019年掲載の「日本におけるHPVワクチンの安全性に関する懸念：名古屋市による有害事象データの解析と評価」であるが、鈴木貞夫は日本看護科学学会に加入して2022年12月に学術総会の場で改めて反対派の論拠となっている同論文を撤回するように求めた。年齢を交絡とせず、調整をしなかった点などに問題があることを指摘し、学会や学会誌の不作為が非科学に加担しており社会に悪影響を及ぼすことを危惧していることを述べた。一方、日本看護科学学会はJJNS編集長のホルツマ―博士及び学会としても内容等について見解を出す予定はないとしている。
また、2018年に特定非営利活動法人医薬ビジランスセンターの浜六郎は、13症状に現れた統計的なバイアスの影響が無視されているが、認知機能や運動機能の異常が高率であると指摘した。しかし、2019年6月時点で鈴木教授への反論レターは出版社に提出されていない。
鈴木教授は「現在の状況は、正義感や価値観が動きすぎていて、根底にある科学性が無視されている」とし、「HPVワクチンを接種した世代だけ子宮頸癌による死亡率が下がり、その後の世代はそれ以前と同じように、毎年3000人死亡する状況に戻るだろう」と、2019年に警鐘を鳴らした。

### 厚生労働省　祖父江班研究
厚生労働省は、HPVワクチンの積極的な接種勧奨の一時差し控えに大阪大学の祖父江医師を班長として、全国疫学調査を実施し2016年に成果報告をした。

全国疫学調査(祖父江班)結論　
1. HPVワクチン接種歴のない者においても、HPVワクチン接種後に報告されている症状と同様の「多様な症状」を呈する者が、一定数存在した。
2. 本調査によって、HPVワクチン接種と接種後に生じた症状との因果関係は言及できない[543]。

### NIIGATAスタディ
2022年5月、新潟大学大学院医歯学総合研究科産科婦人科学分野の医師らは、HPVワクチンがどの程度長期の予防効果を示すかを検討し、接種から約9年経過した25歳の時点でHPV16/18型の感染者を認めておらず、長期の予防効果が実証されたことを国内で初めて報告した。さらに、HPV31/45/52型の感染率も、非接種群に比べて接種群では有意に低かった。

### 高橋幸利らによるワクチン接種後にみられる中枢神経系関連症状に関する研究
国立病院機構静岡てんかん・神経医療センターの高橋幸利医師は、ワクチン接種後に中枢神経系関連症状を呈した32例の髄液を検討した。それらの患者の背景には、長期に亘るいじめ，スポーツ等のスパルタ指導，厳しいしつけや両親の離婚といった精神的なストレス体験が18例（46％）に認められている。さらに、一部の症例は1年以上経過してから，親族の死亡等の強いストレスを契機に症状が顕在化した症例もあった。これらの強度のストレスの体験の有無の聴取は，神経免疫病態の関与を疑うきっかけとなると筆者は指摘する。GluN1-NTペプチドで免疫した家兎抗体によって実験し、マウス海馬に投与することで長期記憶の低下等が起こり、接種と非接種群を比較した際に、HPV群髄液で増加しているNMDA型GluRのサブユニットであるGluN2BやGluN1 に対する抗体は，HPV群の種々の中枢神経系関連症状に関与している可能性が明らかとなったとしている．

## WHOによる推奨と世界的普及
2009年4月、世界保健機関（WHO）は、HPVワクチンに関する方針説明書（ポジション・ペーパー）において、先進国だけでなく、発展途上国を含めた世界全体でHPVワクチンの使用を推奨し、ワクチン接種プログラムに導入すること、およびその財政的基盤を作ることの重要性を強調している。開発途上国では、革新的な民間セクターであるGAVIアライアンスと協力して、先進国で100ドル以上するHPVワクチンを、4.5ドルで供給している。
またWHOは、各国の政策立案者に向けた、HPVワクチン導入のためのガイドラインを示した。

### 接種率
2014年までに、世界中で4000万回のHPVワクチン接種が実施され、2013-2014年までにオーストラリア、スコットランド、ルワンダでは、ワクチンの接種率は約80%となった。
- インドでは、2州で2010年よりワクチンの接種を2015年時点で中断している[519]。
- フランスでは2016年に16%の女子がワクチンを接種しており、45%であったアメリカよりはるかに低い[554]。

接種率が高い国は、80%近いオーストラリア、イギリス、スペインであり、40-50%と中間はアメリカとドイツである。デンマークやアイルランドでも接種率の低下は確認され、日本は約70%であった接種率が1%を下回った。しかしながら積極的勧奨再開後の生まれ年別接種率は厚生労働省より公表されておらず、医師による「みんパピ！みんなで知ろうHPVプロジェクト」は2021年11月、高校1年生の女子のHPVワクチンの接種率についてアンケートの結果14.4％と推定を発表した。その後、2024年1月の厚生労働省の厚生科学審議会予防接種・ワクチン分科会副反応検討部会・令和５年度第15回薬事・食品衛生審議会医薬品
等安全対策部会安全対策調査会において、大阪大学大学院医学系研究科 産科学婦人科学 上田 豊が累積初回接種率研究を発表した。2025年1月、日本対がん協会はHPVワクチンに関する独自調査を2024年10月に行い、2008年度生まれのワクチン接種率は57.1％となったことを公表した。
中華人民共和国上海市松江区の疾病予防管理センター（CDC）によれば、2019年に住民の8割以上が、日本円で10万円ほど必要となるHPVワクチン接種を希望している。
| 生まれ年度ごとの日本のHPVワクチンの累積初回接種率（推計） |
|                                                           |

## 日本での導入及び経緯

### タイムライン
- 2008年11月に推進団体の「子宮頸がん征圧をめざす専門家会議」は、ワクチン承認前に設立された[注 12]。12月に、「ワクチンを活用して疾病の予防、罹患率の減少を目指し、国民の健康増進を推進する議員の会」（通称:ワクチン予防議連）が発足した[566]。
- 2009年10月に日本で、女性へのサーバリックスの使用が承認され、同年12月から販売が開始された。2010年に接種費用が公費によって負担されるようになり、2011年7月にガーダシルが承認され、8月に販売が開始された。しかし、いずれも3回接種の費用が4-5万円程度の費用負担があり、普及を妨げた[注 13]。
- 2010年5月13日に、栃木県大田原市にて、小学校6年生女子を対象とした集団接種が全国で初めて実施された[567]。8月4日に、長妻昭厚生労働大臣が、ヒトパピローマウイルスワクチン接種の公費助成について、予算要求を行う考えを表明した[568]。10月に、予防接種制度について継続的に評価・検討し、全ての年代に必要な予防接種を国内で適切・安全に実施できる体制整備に貢献することを目的に、予防接種推進専門協議会が発足された[569]。10月6日に、厚生科学審議会感染症分科会予防接種部会は、Hib ワクチン、 小児用肺炎球菌ワクチン、HPV ワクチンは、予防接種法上の定期接種に位置づ ける方向で急ぎ検討すべきであると提唱した[570]。11月26日に、厚生労働省は「ワクチン接種緊急促進事業」を実施し、Hibワクチンと小児用肺炎球菌ワクチンにHPVワクチンを追加し、市区町村が行う接種事業を助成した[571]。
- 2011年1月1日、公費負担による子宮頸がん予防ワクチン接種促進事業が開始された[572]。2月、サーバリックス接種後の失神多発を受けて、添付文書が改訂された[401]。7月、ガーダシルの製造販売が承認され、8月から販売された[573]。
- 女子大生からなる一般社団法人「リボンムーブメント」（2009年設立）は 2012年から若い女性の発症率が増加している子宮頸がんの予防啓発を中心に講演会出席などの啓発活動を行った[574][575]。
- 2012年（平成24年）10月の調査では、接種率（接種事業対象者に対する接種済みの者の割合）は67.2%となっていた[576]。
- 2013年（平成25年）3月31日までは、事業の対象者（おおむね中学1年生から高校3年生相当の女子）は無料もしくは低額で接種を受けられるようになった。4月1日以降「積極的な接種勧奨の差し控え」が出ているが、予防接種法に基づく定期接種は続けられている。
- 2013年3月、日本消費者連盟はワクチン副作用との被害訴えの声を聞き、定期接種化に反対の声明を出した[577]。
- 2013年3月25日に、全国子宮頸がんワクチン被害者連絡会が組織され、2016年に集団訴訟が行われた[578]。
- 2013年4月1日に、予防接種法に基づき小学校6年生から高校1年生までの女子を対象に無料で受けられる定期予防接種が制度化された[116]。4月9日に、「子宮頸がん征圧をめざす専門家会議」が「子宮頸がんワクチン（HPVワクチン）適正接種の促進に関する考え方」を発信し、さらなるワクチンの適正接種を提唱した[579]。5月16日、厚生科学審議会令第5条に基づき、予防接種施策全般について、中長期的な課題設定の下、科学的な知見に基づき、総合的・ 継続的に評価・検討を行うことを趣旨として、厚生労働大臣に提言する機能を有する予防接種・ ワクチン分科会を設置された[580]。 6月14日に、平成25年度第2回厚生科学審議会予防接種・ワクチン分科会副反応検討部会にて、ワクチンとの因果関係を否定できない持続的な疼痛がヒトパピローマウイルス様粒子ワクチン接種後に特異的に見られた[581]。同日、厚生労働省は「積極的な接種勧奨の差し控え」を通達し、同副反応の発生頻度等がより明らかになり、国民に適切な情報提供ができるまでの間、定期接種を積極的に勧奨すべきではないとした[450][582]。通達では、市町村長は、接種の積極的な勧奨とならないよう留意するとされたが、定期接種を中止するものではないので、 予防接種法施行令第5条の規定による公告及び同令第6条の規定による対象者等への周知等を行うとともに、対象者のうち希望者が定期接種を受けることができるよう、接種機会の確保を図ることとした[583]。その後、接種者が1%に激減した。
- 2013年7月5日に、世界保健機関のワクチンの安全性に関する諮問委員会（Global Advisory Committee on Vaccine Safety, GAVCS）が「慢性疼痛の症例は他国で見られないものであり、HPVワクチンを原因とする根拠に乏しい」という意見を公表した[584]。
- 2014年に厚生労働省審議会は、注射針の痛みや不安から起こされた心身の反応（機能性身体症状[526]）との見解を示した（精神障害ではない[469]）[526][321]。
- 2015年、世界保健機関が選出したワクチンの安全性に関する諮問委員会 (GACVS) が、日本の「接種差し控え」の対応を指摘し、WHOなど専門家による報告書では、「ワクチン接種と副反応の因果関係は無い」と日本に勧告した[515][585]。しかし、厚生労働省元職員はワクチンへの不安を煽るマスコミの報道などによる世論がある以上、「積極的な接種勧奨」を再開することは難しいと述べている[586]。
- 2015年8月19日に、日本医師会・日本医学会が「HPVワクチン接種後に生じた症状に対する診察の手引き」を発行した[587]。8月29日に、日本産婦人科学会が早期の接種勧奨再開を要望する声明を発表したものの、9月17日、厚生労働省予防接種・ワクチン分科会副反応検討部会にて、副反応継続調査の結果が公表され、「現時点では積極的勧奨の一時差し控えは継続することが適当」であるとされた[588][589]。9月30日、厚生労働省と文部科学省は「ヒトパピローマウイルス感染症の予防接種後に生じた方に対する相談・支援体制の充実について」を通達し、相談窓口の設置などを勧めた[590]。通達では、9月17日の合同会議において、委員から「患者の学習支援や教育現場との連携等、患者の生活を支えるための、相談体制を拡充すべきである」という意見が出されたことを踏まえて、これらの相談に一元的に対応する相談窓口を各都道府県に設置することとした。都道府県では、衛生部局及び教育部局に1箇所ずつ相談窓口を設置すること、指定都市、中核市では、設置は任意とするが、都道府県と相談し、区域内に居住する者の相談窓口が明確になるように配慮すること、既に相談窓口を設置している場合は、既存の窓口を活用することで差し支えないが、改めて担当者を明確にすることとした。

### 積極的勧奨の中止
2013年6月14日の専門家会議では、接種後原因不明の体中の痛みを訴えるケースが30例以上報告され、回復していない例もあるとして、厚生労働省は定期接種としての公費接種は継続するものの、全国の自治体に対して積極的な接種の呼びかけを中止するよう求めた。接種を希望する場合は、市区町村の担当部署に自ら連絡し書類の交付を受ける必要があり、呼びかけ中止により、70%程度あった接種率は1%未満に激減した。この判断は、医学的統計的根拠に基づかず、世論に寄り添う日本の政策決定であるとして、世界から非難されることになった。
日本の産婦人科医が、自分の娘にワクチンを接種したかについては、50人超の調査から、2014年では0だったが2017年には16.1%であった。2017年9月までに295人が、HPVワクチン接種との因果関係が否定できないとして、予防接種健康被害救済制度の対象となった。
MSDの広報部門を統括する執行役員は2014年に取材で子宮頚がんの死亡者は高齢者である一方、ワクチンで人生を台無しにされる少女を比較した質問に対し、多様な症状に苦しむ少女に大変なことと共感を示しながら、子宮頸がんにより女性には子宮切除や不妊、後遺症の問題があるため予防手段として個人判断になるが接種の機会が与えられるべきではないかと答えている。
2019年9月現在、定期接種対象者は16歳の女性までとなっている。9月中に接種を開始しないと、当該年度中に3回接種が完了せず任意接種（自費）となってしまうため、注意喚起がなされている。2013年6月の厚生労働省勧告を受けて、地方公共団体は積極的に接種を薦めることを控えているため、他の定期接種ワクチンとは異なり、郵送による一斉通知をしていない。接種を希望する者は、住民票のある区市町村役場に問い合わせ、接種券・予診票を入手する必要がある。2021年1月現在、厚生労働省は定期接種の対象者及びその保護者へ個別送付による情報提供を実施するよう自治体に周知している。東京都港区では令和2年度から、高校1年生相当年齢の女子及び保護者に厚生労働省作成のリーフレット等の個別通知を送っている。
接触的勧奨中止について、世論に押されて判断した厚生労働省のことを勧奨を続けた他国と比較し、「ガッツがなかった」と医師岩田健太郎は岩永直子との対談著書で評している。

### 積極的勧奨の中止時における地方自治体による不適切対応
接種は推奨していない、副作用もあるので、0.01％も受ける人はいないが本当に予診票が要るのかなど聞かれ、希望者にためらいを抱かせる地方自治体の対応があった。副作用を強く言われ本当に打つのか、など迷惑のような対応があった、接種期限に間に合うよう友人宅への送付も依頼したのに間に合わないタイミングで送付されたなど医師に経験談が寄せられている。
一方で、富山県医師会では、種部恭子医師などの活動により、自治体での接種券発行時の「脅し」禁止や独特のリーフレット、個別通知を全県に発送、学校の性教育との連携などの施策を通じて、令和3年度に富山県で52.65％、富山市で70.71％の実施率を達成した。このほか栃木県小山地区の医師会も行政・地方議員と協働して草の根運動を広げ、接種数を伸ばしている。

### WHOの接種勧告
2013年7月5日、世界保健機関 (WHO) は公式声明の中で、「日本が報告する慢性疼痛の症例は、同様の徴候が他国で認められないことにより、2013年時点ではHPVワクチンを原因として疑う根拠に乏しい」とコメントし、日本の方針転換を疑問視した。
WHOに独立した科学的助言を提供するために、WHOが委員を選出した『ワクチンの安全に関する国際委員会（GACVS）』の2014年3月の声明では、日本の複合性局所疼痛症候群（CRPS）等の報告について言及し、「2013年に検討したが、因果関係は認められなかった」と結論を出した。
GACVSによる2015年12月22日の声明では、日本だけが接種中止の勧告を出していることを名指して、
と日本の対応を批判した。
日本国内で報告されている有害事象について、日本の専門部会でも関連性を否定しているのに、ワクチン接種推奨再開についての合意に至っていないとして、日本国政府として科学的エビデンスに従った判断を行い、予防接種計画を遂行する必要性を強調した。村中璃子によれば、WHOが1国のみを名指しで非難することは異例だという。日本小児科学会理事は「恥ずかしい限り」と語り、日本産科婦人科学会理事も、2015年の声明全体が、日本への呼びかけのように読めるとして声明への理解を示した。

### 日本医師会、各種学会のワクチン積極的勧奨に関する要望
- 日本医師会は2015年8月19日に『HPVワクチン接種後に生じた症状に対する診療の手引き』を発行、47都道府県に協力医療機関を設置し、HPVワクチン接種後の症状に対する診療体制を整えたなど、接種希望者がより安心してワクチン接種を受けられる診療環境が整ってきたことを指摘した。
- 日本産科婦人科学会は、2015年にHPVワクチン早期再開を訴えた[604]。さらに、2017年12月9日の声明で、ワクチン接種を導入した国々では、接種世代におけるHPV感染率の劇的な減少と前癌病変の有意な減少が示され、9価ワクチンは子宮頸癌の原因となるHPV型の90%以上をブロックしている。日本では「一部の研究者の科学的根拠のないデータや報道等により、国民の正しい理解を得られないまま、長期にわたり勧奨が再開されないままとなっている」が、現在女性の74人に1人が罹患し、340人に1人が子宮頸癌で死亡している[116]。日本でもワクチン接種により子宮頸癌罹患者数は10万人あたり859人から595人、死亡者数は10万人あたり209人から144人の減少が期待され[605]、「このまま勧奨を再開せず、接種率がゼロに近い世代が拡大し続ければ、将来、ワクチン接種を勧奨しなかったことに対して、不作為責任を問われることも危惧される」として、接種再開を訴えた[116]。2017年12月までに4度にわたって、接種推奨の再開を求めた[606]。
- 日本小児科学会など17の学術団体は2016年4月、子宮頸癌予防ワクチンの積極的な接種を推奨する共同声明を発表した[528]。既に世界130か国で使用されているが[180]、障害を残す副反応は0.002%に過ぎず、ヨーロッパでの調査でもワクチン接種群と非接種群で副反応とされる症状の発生頻度に差が見られないことを根拠として、これ以上の積極勧奨中止の継続は「極めて憂慮すべき事態だ」と表明した[528]。
- 2016年8月、日本医学会会長、日本産婦人科医会会長ら学識経験者の有志が、厚生労働省健康局長に書簡を提出した。書簡には「EUROGIN 2016」（ヨーロッパ生殖器感染および腫瘍に関する専門家研究会議）に参加した、世界50カ国以上341人の研究者の署名が添えられ、「日本で問題になっている諸症状は、HPVワクチンとの因果関係が認められておらず、日本の不適切な政策決定が、世界中に与えている悪影響を承知されるべきである」という、世界中の研究者の苦言が伝えられた[607]。
- 日本プライマリ・ケア連合学会は2018年12月「ワクチンの情報が知らされず接種機会を失うことは、自らの体に対して極めて大切な予防医療の取り組みの機会が奪われることを意味します。」と厚生労働省に積極的再開をすることを通じ、市町村が対象者やその保護者に対して、問診票やハガキ等を各家庭に送る、さまざまな媒体を通じて接種する機会があることを伝える、といった取り組みを再び行うことを訴えた。また学会としてワクチンによる影響を長期にわたって調査する情報システムの構築、といった社会的な側面にも真剣に取り組む意向であることを述べた[608]。
- 一般社団法人日本リウマチ学会は、2024年6月、全身性エリテマトーデスの患者さんにおける子宮頸がんの発症する危険性が、一般の人よりも2-3倍高いことから、膠原病リウマチ患者HPVワクチンの重要性についての声明を発表した[609]。

### 日本のマスコミ報道への批判
- 村中璃子は、いずれも雑誌『Wedge』で、センセーショナルな発言でメディアに露出したがる専門家や圧力団体の主張に大きく紙面を割く一方で、日本だけが名指しで非難されたWHOの接種勧告を一切取り上げないという日本のメディアは嘆かわしいと主張した[592][531]。また『Wedge』で名古屋市が実施した調査に論理的根拠も明示せず、調査方法が疑問であるとする、専門家や団体の主張を大きく取り上げる朝日新聞などは世界的に特異であると主張した[531]。村中が2017年にネイチャー等が主催するジョン・マドックス賞を、日本人として初めて受賞した[610][611]際、ネイチャーに掲載されたプレスリリースでは「HPVワクチンの信頼性を貶める誤った情報キャンペーンが、日本で繰り広げられた」と日本の状況を表現している[611]。この受賞において、本人は報道されたのは北海道新聞と産経新聞だけだったと取材に語っている[612]。ただ村中の『Wedge』での主張に関しては、信州大学の池田修一医学部長らが2016年に発表した副反応に関する研究に意図的な捏造行為があったと主張した件で、池田から名誉毀損だとして損害賠償を求める訴訟を起こされ、村中側が敗訴している[613]。ウェッジは控訴せず、村中は4月8日付で控訴した[614]。HPVワクチンをめぐる記事の名誉毀損訴訟で、東京高裁は10月30日、ウェッジが賠償金を全額支払ったため同記事を書いた控訴人である村中璃子の一審判決の敗訴部分を取り消すという判決を言い渡した。村中は上告受理申立てする方針を表明していた[615]。これに対しては信州大学は「予備実験でありながら断定的な発表をした責任は重い」と池田修一医師に対して再現実験の実施を求めるとともに、厳重注意処分を行っている[616][617]。
- 池田修一医師よりHPVワクチンをめぐる記事の名誉毀損訴訟が提起された際に、当時の日本産婦人科医会会長の石渡勇気を代表とする「守れる命を守る会」が2016年に発足し、科学的根拠に基づいた言論活動を支援する団体として裁判で村中を支援する広報活動を行った[618]。裁判では柳沢正史、吉川裕之、野田起一郎も池田氏の発表を「捏造」と評価する意見書を提出した[619]。また会員である本庶佑ほかの医師はHPVワクチンに対するマスコミの対応を批判している[620]。
- 2018年ノーベル賞受賞した本庶佑はストックホルムでの受賞者による記者会見の場でもHPVワクチンに言及し、「とんでもない、大変なこと」と訴えた[621]。厚生労働大臣にぜひにと接種再開を訴えた[622]。また取材に応じてワクチンの問題を説明するも、複数デスクで没にされた経験があるとも語っている[623]。
- 名古屋スタディを行った鈴木貞夫教授は、2019年の段階で、論文出版後に学術誌からの依頼原稿や医学系のネットなどからの取材が数件ずつあったが、テレビは2局（放送は1局）と少なく、新聞に至っては取材すらゼロであったと述べた。また新聞記者とのやりとりで個人の考えと新聞社の姿勢にはかなりの乖離があること、記者個人が従来の新聞の報道姿勢を疑問視していることを推察している[624]。
- 2020年3月、慶應義塾大学名誉教授で元日本産婦人科学会長吉村泰典は文藝春秋においてHPVワクチンについて意見を掲載し、一人の産婦人科医として低接種を座視してきた責任を痛感していることを述べ、本ワクチンはバッシングの対象とされてきた経緯より発言することが大きな批判を浴びる可能性につながる懸念があるものの、生涯最後の仕事として接種率の向上に取り組むとの心情を吐露している[625]。
- ロンドン大学熱帯医学研究所教授で元ユニセフワクチン接種グローバルコミュニケーション部門の責任者のハイジ・J・ラーソンは「海外から日本での騒ぎを2年ほど見守ってきたが日本で最も驚くのは、日本国政府も学会も薬害を否定する中で、主要なマスコミがこぞってHPVワクチンの危険性を吹聴することだ。このようなメディアは世界中には例外中の例外で特異である。」と日本のマスコミを非難した[531]。また、日本のマスコミの騒ぎがデンマークに飛び火して、一部の研究者が薬害説を唱え始める事態ともなり、欧州医薬品庁（EMA）も独自に調査をすることになったと語った[531]。後の展開は#重篤副反応と解説を参照。
- 産婦人科医らでつくる団体「HPV JAPAN」は2015年3月31日、「HPVワクチンの不安のみをあおる報道は、日本の将来に大きな禍根を残す」とする声明を発表した[626]。
- 帝京大学の医師（当時）津田健司は、2013年3月の朝日新聞の報道以降、HPVワクチンに関する日本のメディア報道が肯定から否定に転じ、科学的エビデンスを無視する一方で、感情を揺さぶるエピソードが重視される傾向にあると述べている[627]。また、ワクチンに対する否定的な論調が、一部のワクチン接種者の間でノセボ効果を発生させているのは否定できないとも述べた[627]。
- ジャーナリストの石戸諭によると、HPVワクチンの導入当初、日本ではワクチンに好意的な報道が占めていたが、2013年3月に朝日新聞が疼痛を訴える東京都杉並区在住の女子中学生を報じた報道を境に、「ワクチンをネガティブでリスクのあるように取り上げる記事が圧倒的に占めるようになった」と指摘している[627]。
- 2019年7月、HPVワクチンの政策決定に関わった元厚生労働省健康課長の正林督章は「科学的なことをよく把握せずに、ワクチンの危険性を煽った一部のマスコミによって、国民の中にワクチンに対する不安が大きくなり、HPVワクチンは危険である世論が形成されてしまった。積極的勧奨の再開のためには、世論が変わることが必要だ。今度はマスコミが接種推奨再開をせよというのなら、マスコミの側で責任を取って世論を元に戻すべきである。世論が変わらない以上、積極的推奨の再開は難しい」と答えている[586]。
- 2019年、堀江貴文は参議院選挙に立候補している政治家全員に、HPVワクチンの積極的な勧奨再開に対して賛成か反対かというアンケートをとってその結果を公表する会見を厚生労働省で行ったが、ニュースにならず、関係者はリスクを取らないと分析している[628]。
- 2020年以降、朝日新聞はHPVワクチン再評価の記事[629][630][631][632][633]を出している。
- 上記のようにHPVワクチンの賛成の立場から、積極的勧奨の中止につながったマスコミ報道を批判する意見は多様だが、実際に副反応に関して虚偽など報道倫理に反する報道があったかについては議論は低調で、放送倫理・番組向上機構でHPVワクチン報道が審議されたり、虚偽だとして新聞記事の撤回に追い込まれたり、司法が判決で虚偽報道と認定したような事例もない[634]。
- 積極的接種再開に際し、朝日新聞が「9年ぶりHPVワクチン勧奨再開　接種後の症状、医療者側の理解進む」とのタイトルの記事[635]と公式Twitterを2022年3月30日掲載したところ、千葉県知事の熊谷俊人及び産婦人科専門医が「目を疑った」「朝日新聞には言われたくない」など反駁を行った[636]。

### 積極的勧奨接種の再開に関する動き
- 2019年では新宿のクリニックでは9価ワクチンの接種者の半数は中国人という状態となっていた[637]。
- 漫画家西原理恵子は2020年1月、毎日新聞において、ワクチン批判が高まっていた時代に自分が誤った形で同ワクチンについて漫画にしたことを謝罪し、HPVワクチン接種を推奨する発言を行った。女性に対して産婦人科の新しい医学知識を得るように呼びかけている[638]。
- ランセットには、2020年4月、日本の子宮頸がんに対するHPVワクチンの忌避に対して、子宮頸がんだけで約5000人の死亡をもたらし、この数は、危機が続く毎年約700〜800人ずつ増加すると予想論文が掲載された[639]。
- HPVワクチンの積極的勧奨接種差し控えでワクチンを打たなかった女子大生の声を受け、2020年6月、医師が「HPVワクチンfor Me」のキャンペーンで、無料のキャッチアップ接種を求める署名活動をオンラインで立ち上げ1日で約1万3000人の署名が集まった[640]。
- 厚生労働省は、平成25年（2013年）6月14日健発 0614 第１号厚生労働省健康局長通知で発出した、接種対象者への「周知方法については、個別通知を求めるものではないこと。」とする勧告を、2020年10月09日の通知で当該表現を削除した[641]。
- 2020年8月に医療、公衆衛生、社会行動科学の専門家10名からなる「みんハピ！みんなで知ろうHPVプロジェクト」が発祥し、クラウドファンディングで集めた寄付により新聞広告やチラシ配布活動及びNHK出演などでHPVワクチンに関する啓発を行った[642][643]。8月30日には自民党の「HPVワクチンの積極的勧奨再開を目指す議員連盟」とともに、みんパピ！代表の稲葉加奈子医師が「積極的接種勧奨の再開」を求めるオンライン署名（55,616名分）を厚生労働省に提出している[644][645]。稲葉医師は署名提出後の会見で同ワクチンについて、「これが20〜40代で陰茎を失う人がたくさんいる病気だったら、ここまで国は放置したでしょうか」と強くメディアに再開を訴えた[646]。議員連盟の参加者、参議院議員自見はなこは政治に男性が多いため女性の健康を考えず男尊女卑の考えが根底にあると推察した上で、性交渉に対するタブーが激しすぎしわ寄せが全て女性に来ており、仮にこれが「前立腺がん予防ワクチン」であれば、差し控えがあっても、速やかに再開していたのではと問題視している[647][643]。
- 産婦人科医が主人公のコウノドリの漫画の子宮頸がんの回を「FRau」で無料期間限定公開したことにより、2000万回以上のPVがあった[648][643]。
- 日本においては、2021年10月現在、厚労省の積極的勧奨再開が延びた場合、日本を優先して確保したワクチンを廃棄する可能性があり、今後の確保に影響が出ることを製薬会社から警告されていた[649]。
- 日経メディカルの2021年ウェブ調査では8288人の医師の7割が積極的勧奨再開に賛成し、反対は3.9％だった[650]。また同紙調査では女性医師7665人では20歳代では7割強がHPVワクチン接種済みだったと2021年6月に報道されている[651]。
- 2021年11月、HPVワクチン接種推進自治体議員連盟が発足した。メンバーには23歳で子宮頸がんとなった荒川区議の夏目亜季と当時江東区議（2024年5月現在衆議院議員）であり、28歳で子宮頸がんとなり子宮を全摘出したことを明らかにしている看護師でもある酒井菜摘が参加しワクチンの重要性を訴えた[652][653]。

### 積極的勧奨接種の再開とキャッチアップ接種の決定
- 厚生労働省は2021年11月に、2022年4月からの積極的勧奨接種再開を決定した[654]。
- 2022年1月、厚生労働省は積極的な接種勧奨を中止していた期間に機会を逃した1997年度から2005年度生まれの女性に公費で接種する「キャッチアップ接種」の運用方法を決め、あわせて自己負担して接種した人には、費用助成も行う方針とした[655]。

### 積極的勧奨接種後の動き
- 厚生労働省の予防接種基本方針部会は2022年10月、2023年での9価ワクチンを定期接種化することを了承した[656]。しかし製薬会社MSD社は安定供給については明言できないと取材に回答している[657]。
- 2022年11月から100日間、大阪市では「大阪市×みんパピ　子宮頸がん啓発チャレンジ」としてTwitterとYoutubeを活用した啓発活動を実施した[658]。
- 2022年に設立された関西の医学生を中心に活動する学生団体「Vcan」は、「知で命を守るんや」を標語としてHPVワクチンについての正しい情報をもとに自分で接種するかどうかを判断する社会を目指している[659]。愛媛大医学部附属病院は、HPVワクチンを、2023年6月に医学部の職員と学生約100人を対象に接種した[660]。
- 日本耳鼻咽喉科頭頸部外科学会は、増加する早期発見が難しいHPV関連中咽頭がんについてはワクチンによる予防が特に重要だとして、関連学会と共にHPVワクチンの男性への定期接種化を国に要望している[661]。
- 厚生労働省は2023年8月の自治体説明会において、HPVワクチンに関する調査結果等を公表したが、子宮頸がんについては、接種対象者本人の69%、保護者の91%が認知している状態であるが、HPVワクチンは、子宮頸がんを予防するのに有効であるかについては5割前後の信頼率にとどまった。また本ワクチンの情報は、「国内のテレビ」(対象者本人34%、保護者55%)で得ている結果となった[662]。
- 積極的勧奨再開後の2023年、宮崎県では2019年の県の子宮頸がんの罹患率は全国ワーストであり、宮崎市でも若い女性のHPVワクチン接種が進まない状況にあった。医師である宮崎市長清山知憲は宮崎大学でのキャッチアップ集団接種を実現させTVインタビューで啓発活動を行った[663]。
- 次女が接種被害を訴える家庭では、積極的勧奨再開後に三女に対し個別接種の通知と案内が市より送付されてきたことに憤り、「被害者に対して、市で独自の救済を行ってください」など要望し、市から検討していない旨の返答を受けた。本件について、江戸川大学隈本邦彦教授は、積極的接種勧奨再開は新たな被害と迫害を生む危険性があるとしている[664]。
- 旭川市では、2024年1月に限定でHPVワクチン日曜接種を行う[665]。
- 東京大学は、本郷保健センター及び駒場保健センターにおいて、大学関係者で23区内に住民票がある者に対し、2025年3月（予定）まで接種を行うことを公表している[666]。
- 参議院議員三原じゅん子は、子宮頸がんによって子宮を摘出した経験からワクチンの積極的勧奨再開とワクチン普及啓発に力をいれており、2024年4月9日（子宮の日）に合わせて公表された、子供を持つ母親役で出演するHPVワクチン啓発動画「未来への選択」（一般社団法人 新時代戦略研究所作成）に出演した[667][668]。
- 2024年6月、接種率を向上させるため愛知県医師会では、正しい理解と接種を呼びかけるセミナーを名古屋大学病院で開催[669]し、愛知県内の小中学校や高校の養護教諭を対象とした研修会[670]も行った。愛知県小児科医会では2025年3月終了のキャッチアップ接種第1回の期限が9月中であることから、名古屋市中心部の栄でリーフレットを配るなどして若い女性に接種を呼びかけた[671]。
- 2024年7月、群馬県は啓発動画や資料を公表すると共に、9月に全国初となるショッピングモールでの接種会場開催を明らかにした。定期接種とキャッチアップ接種が対象となる[672]。
- 2024年7月、世田谷区医師会は、世田谷区医師会会におけるキャッチアップを対象とした日曜日接種事業を2024年8月から2025年3月まで行うことを公表した[673]。
- 2024年7月、目黒蓮が主演だったフジテレビ系7月期月9連続ドラマ「海のはじまり」では主人公のかつての恋人が20代で子宮頸がんで死亡した設定になり話題となった[674]。脚本家の生方美久は元助産師であり、避妊やHPVワクチンについて知るきっかけになって欲しいとの思いを取材で述べた[675]。
- 2024年8月、東京都港区保健所では港区民及びその他22区民を対象として2025年3月まで夜間の接種窓口を開設する[676]。
- 2024年8月、宮崎市では10月までの期間限定として、中心市街地の商業施設で日曜日の臨時接種を始めた。8月の予約枠250名分は全て埋まったという[677]。
- 2024年9月、東広島市では同月22.23日に連休を活用して子宮頸がんを予防するHPVワクチンの集団接種を市役所で行い400人以上が予約した[678][679]。
- 2024年10月、キャッチアップ駆け込み需要による急激な接種者数増加のため製薬会社では供給出荷制限が行われる事態となった[680][681]。
- 2024年11月、東京都千代田区保健所では、千代田区医師会と神田医師会の協力のもと、予約制で23区居住助成を対象に予約制で土曜と夜間にキャチアップ接種会を実施する[682]。
- 2024年11月、ワクチンの需要急増に対応できずメーカーが出荷制限を行い、一部の医療機関にワクチンが届かない状況になった背景から、厚生労働省はキャッチアップ接種を2025年3月までに1回以上接種した場合には、3回までの接種期限を2025年度まで延長する方針を決めた[683]。
- 盛岡市では2025年2月22日に市立病院にて、複数の医療機関医師に協力を得て100人を対象としたキャッチアップの集団的個別接種を行う[684]。
- 那覇市医師会と那覇市立病院は、公費で受けられる集団接種を2025年3月20日に200人を定員に実施。那覇市医師会は、県内で子宮頸がんと診断される割合が全国で2番目に多いことを挙げ、ワクチン接種と検診を推奨した[685]。

### 文部科学省及び各教育委員会の対応
2022年11月、文部科学省医学教育課が、大学の医学部や薬学部などに対してHPVワクチン接種後に訴えられた症状を「薬害」と主張する団体の要望書を添え、「薬害被害」について学ぶ授業を行うよう通知を送っていたことが報道された。文部科学省担当は今年度からHPVワクチンの位置付けが変わったことを厚労省から直接聞いていなかったと話している。自民党のHPVワクチン議連が訂正を申し入れるも、12月に文科省が発出した通知は、HPVワクチンで薬害が生じたとする団体の要望書自体を参考にとどめるよう補足したのみで、HPVワクチンによる薬害の主張の取り扱いを変更とするものではないことが報道されている。
しかしながら、接種率の回復傾向についての学術論文を執筆した慶應義塾大学の医学部生によると、全国で2023年現在も文部科学省の発出した文章の影響によりHPVワクチンによる薬害を主張する団体の要望書についての授業を実施しているため、接種に前向きであった医学部生達の意識を削いでいると語られている。
2023年9月、文部科学省は厚生労働省からの依頼を受け、「ヒトパピローマウイルス感染症の予防接種に関する相談支援・医療体制強化のための地域ブロック拠点病院整備事業」に基づく啓発活動への協力について」を文部科学省初等中等教育局健康教育・食育課で発出した。教職員がＨＰＶワクチンに関する正しい知識や情報を得ることができるに必要に応じ、教職員に対し情報提供資材の配布や講習会の周知などを行うよう本事業に基づく啓発活動への協力を各国公立大学法人担当等に呼びかけた。
一方、名古屋市立大学薬学部の特別講義では、2020年1月14日にHPVワクチン薬害問題を特別授業としてHPVワクチン薬害名古屋訴訟弁護団代表の弁護士及びサーバリックスを接種して被害を訴える女性を講師として招聘した。講義を企画した粂和彦教授は生徒のアンケートで接種者向けのリーフレットに被害を訴える女性の記憶や認知の障害について言及がないのはおかしいなどの意見を講評として発言している。
2024年7月、埼玉県教育委員会教育局県立学校部保健体育課では、キャッチアップ接種周知についての内容を課長名で各県立学校長及び特別支援学校長あてに通知したが、その内容にワクチンとの因果関係が認められていない、原因不明の慢性の疼痛症候群、不随意運動などの症状を「起こりえる」としていた。県感染症対策課よりキャッチアップ接種の期限を周知するよう依頼され発出したものであったが保健体育課で独自表現が加筆された。産婦人科医からは、子どもたちの将来の健康や命に影響を及ぼしかねないと懸念の声が上がっている。厚労省側は岩永直子の取材に対し埼玉県自ら撤回をする方針を受け、県に指導の予定はないと語っている。他方、厚生労働省健康・生活衛生局感染症対策部予防接種課からは2024年2月2日付けでHPVワクチンのキャッチアップ接種に係る周知等について（依頼）を発出し、文中で公益社団法人日本医師会等に対し、本件に係る周知協力を依頼していることをあわせて周知している。埼玉県は同月5日付けで医師監修の元訂正文を発出し、誤りは単純な知識欠如だったことを回答した。

### 9価ワクチンの無料接種
2022年11月8日、厚生労働省の第50回厚生科学審議会 (予防接種・ワクチン分科会 予防接種基本方針部会)にて、2023年4月1日から、小学6年生から高校2年生に相当する女性に向け、9価のHPVワクチンを全額公費負担で、計3回定期接種する方針を決めた。積極的な接種勧奨の中止から8年間に、ワクチンの接種を受けずに対象年齢を過ぎてしまった女性も、無料接種の対象とする。

## 日本における報道被害・反ワクチンキャンペーン
日本人女性の50～80％が生涯でHPV に感染し、毎年約3000人が子宮頸がんによって亡くなっている。そのため、2010年度からHPVワクチン接種の公費助成、2013年4月には小学6年生から高校1年生の女性を無料接種対象年齢とした積極的定期接種が始まったが、同年に騒がれ出した「副反応」を理由に同年6月には積極的勧奨が中止された。しかし、翌2014年にWHOが安全性の再確認を報告、2015年には欧州医薬品庁がHPVワクチンは複合性局所疼痛症候群(CRPS)及び体位性頻脈症候群(POTS)を起こさないと発表、2017年には医師で村中璃子が英科学誌「Nature」ら主催の「John Maddox賞」を受賞など、騒動後の肯定的研究結果発表で日本メディアにおけるマイナスな報道が激減していった。特に主な新聞における報道データベース調査によって朝日新聞は、最も反HPVワクチン報道をしていたことが判明しており、2013年1月から2021年8月までの間に235件の記事が記録されており、2020年にHPVワクチン報道記事が0、2021年から推奨的報道になるまで反ワクチンキャンペーンの報道姿勢であった。HPVワクチン報道姿勢を転換した一方で過去の報道内容検証や、自分達の報道の影響・未接種による健康被害に対する視点が欠けていたことへの批判がされている。中日新聞は関連記事数自体は朝日より少ないものの、2013年1月から2021年8月までで関連報道計93件で2018年には肯定的報道へ、読売新聞は2013年1月から2021年8月までで関連報道計212件で多いものの、2013年に副反応問題が注目を集めた際ワクチン接種に対する否定的な印象を読者に抱かせるものだったが、同年12月にはポジティブな報道自体あり、その後も「再開要望」を報じるなどワクチン接種に前向きな論調の記事が散見、2018年以降は接種前向きな記事が占めるようになった。2013年から2019年までの日本のマスメディアにおける反ワクチンキャンペーン・デマによって、若い日本人女性に未接種者が大量に発生し、「キャッチアップ接種世代」が生じることとなった。地方自治体からも日本のマスメディアが不安を煽り、起こしたHPVワクチンに対する風評被害への批判がなされている。
医療人類学者の磯野真穂による一連の報道の影響については、被害の訴え時には当初報道に慎重だった新聞各社が、杉並区の女子中学生が体調不良で不登校になったことについて区が副反応と認めたことから一斉に副反応被害報道に舵を切ったことが述べられている。また「被害者連絡会」が厚労省に接種中止を求めたことを報じた朝日新聞をはじめ、副反応報道中心となっていた指摘がある。ただし、岩永直子の取材では2013年4月以降に、けいれんする女の子の姿などを繰り返し流したでむしろテレビ報道で母親たちは不安を覚えたと聞き取りしている。
ノーベル医学生理学賞受賞の京都大特別教授本庶佑は、2020年5月の中日新聞「防ごう！子宮頸がん」シリーズの取材で、日本メディアを「使命忘れたワクチン報道」「メディアとしての使命を放棄している」と批判している。彼は過去に記者らにHPVワクチンについて話をしても「記事はできたけど、デスク（新聞社やテレビ局の取材のまとめ役）によって没になった」と言われてきたと明かしている。本庶から中日新聞はちゃんと自分への取材内容を掲載してくれるのを問われたインタビュー役の中日新聞記者は「取材相手からの突然の質問にひやっとした。」「私自身、この問題を手探りで取材し始めて、当時はまだ二カ月しかたっていなかった。本当に紙面に掲載できるかどうかもわからない。」と心情を明かしている 。
日本のように風評被害などでHPVワクチンの接種率が低下したものの草の根や国レベルのキャンペーンでデンマークやアイルランドでは、日本よりも早い段階で接種率が回復している。
2024年6月、松山市に対し、市民に送付しているHPVワクチン無料接種の案内はがきの内容表記について、田渕紀子、門田寛子、梶原時義の市議3名が発送停止と送付済みはがき回収を求める要請書を提出した。市議らは同ワクチン導入後も子宮頸がん死亡率が減ってないにも関わらずワクチン効果が9割あるように記載しているなど抗議をしている。

### 国内報道内容の変遷
最初の「副反応」事例として、東京都の中学生が「ワクチン接種後に1年以上歩行困難となり接種かとの因果関係を主張した件があり、2013年3月に無料接種を実施した東京都杉並区は、副反応の被害救済制度の適用の可能性を検討している。2013年4月に杉並区議会に議員が議題として取り上げられた後に、補償に応じない自治体として被害者団体により非難を受け、マスコミによる激しい取材を受けたため、杉並区では被害者とされる接種者に補償を行うことを決定した。これが日本国民は「自治体が誤りを認めた」と認識し、HPVワクチンに対する反感の転換点となった。
村中璃子によれば、HPVワクチンを過去に接種していれば医療費が無料になるという噂が広まり、それらしい症状が少しでもあれば「ワクチンとの関連性を疑うと診断書を書いてほしい」という求めが首都圏を中心に増える現象が報告されている。
また朝日新聞によって、「更に別の少女らが身体の痛みを覚えたり、脱力感、疲労感、四肢に力が入らなくなるなどで寝たきりになる例、修学旅行に行った記憶、学校からの帰り道、食事をしたことなどを忘れるなど著しい記憶障害が発生した」といった報道がされるようになった。
2013年5月、全国子宮頸がんワクチン被害者連絡会が発足し8月に田村憲久厚生労働大臣と少女6名とその保護者、事務局等が面会した。面会時少女6名は「一斉に症状を発症し、不随意運動、急な眠り込み、白目をむき乖離症状を起こす」などがあった報道された。その場で、出席した少女は「初めて不随意運動を起こした」「2時間症状が継続し、一斉に症状が出た」ため、大臣逆に疑われたと少女は主張した。発症前にMRワクチンや日本脳炎ワクチンの接種をしていたが、知人に「ワクチンの影響である」を示唆されたことで、家族が「本ワクチンの被害である」と確信した事例もある。また「痙攣を止める薬」として生理食塩水を点滴されただけで、止まったことで心因性疾患だと診断されたことが少女自身は明かしている。
平成26年12月のシンポジウムにおいて、国立感染症研究所　倉根一郎の発表では、本ワクチンの副反応と訴える症状について、器質性疾患ではないことを示唆する神経学的所見に言及し、筋力低下を来した場合に通常見られるはずの深部腱反射の低下等の異常が認められない。また、採血時には不随意運動様症状が収まる症例が見られる。他に注意を向けて診察すると筋力低下が検出されないとの指摘がある。四肢の不随意運動様症状が見られる症例においては、脳波・筋電図の検査の 結果が神経疾患による不随意運動で見れるものと異なるといった症状の被転導性があり、神経学的疾患では説明できない。さらに、被害を訴える女性の血液検査で炎症所見がないことが免疫反応では説明できないことから器質性疾患ではないことを示唆する神経学的所見であると言及している。そのほか、接種成分が異なるサーバリックス及びガーダシルの2剤接種後の報告頻度に有為な差はないことの指摘もあった。
駒沢大学の山口浩教授の研究では、朝日新聞では2013年1月から2021年8月までの間に子宮頸がんワクチンに関する235件の記事が記録されており、2017年までの記事のほとんど副反応や不安の声、被害者の訴訟に関するものになっているとの研究がある。しかし2017年にワクチン副反応に疑義を唱えた村中璃子が英科学誌「Nature」などが主催する「John Maddox賞」を受賞しワクチンの効果が検証されていくと記事が激減し、その後論調が変わったとの指摘がある。中日新聞でも同期間計93件報道があり、2018年にはワクチン効果への方向に転じている。読売新聞も同期間で212件の記事があり、2018年にワクチンに前向きに変化したと言う。
元東京大学医科学研究所特任教授の上昌広によると、2021年の積極的勧奨再開以前の2018年時点では、朝日新聞は副反応が話題となった2013年の58件の5分の1以下の記事しか掲載せず、否定的報道は村中璃子の受賞を報じたことで無かったことにされたとの内部の聞き取り意見も報じている。中でも、朝日新聞の斎藤智子記者について「子宮頸がんワクチン　重い副反応」、「（記者有論）子宮頸がんワクチン　国の推奨再開、納得できぬ　斎藤智子」といった記事を24本掲載し、WHOの見解には少ししか言及しないなど偏った報道内容であり、朝日新聞はそれらを「反省」したらどうだろうかと指摘している
2016年8月に読売新聞掲載された記者岩永直子取材による医療サイトyomi Dr.の「子どもにワクチンを打つ小児科医の立場から」という森内浩幸医師の記事は、クレームが殺到したことで読売新聞が記事を削除した。記事は接種の必要性を訴え、積極的勧奨再開について状況を無作為に放置することは大量殺りくに「不作為」という形で加担していると指摘するものだった。当時は学会の重鎮たちからはHPVワクチン問題に関わり合いになりたがらず取材は難航し、記事掲載後も寄稿医師が学内外から攻撃に遭い所属の長崎大学病院内からも記事を削除すべきとの意見があったと騒動が振り返られている。「ヨミドクター」の編集長だった岩永直子は記事削除事件をきっかけに読売新聞社を退社した。その後HPVワクチンに関する報道でnternet Media Awards選考委員特別賞を受賞している。2023年国際パピローマウイルス学会・日本産科婦人科学会合同メディアカンファレンスにおいて、岩永直子はこのワクチンに関する取材を行うことで、殺害予告を受けたことを総合討論で語っている。
堀江貴文が2021年6月ツイッターでHPVワクチンをめぐる朝日新聞の報道姿勢について、反省文を掲載するようにと批判したことが報道されている。
テレビ報道においても、2013年3月には全国子宮頸がんワクチン被害者連絡会がマスコミに販売した、少女がけいれんする映像などを1日80回以上という高頻度で繰り返し流したと言われている。また池田教授（当時）は同研究結果について、3月16日夜に放送されたTBSのニュース23で「明らかに脳に障害が起こっている」とコメントし接種と被害を結びつける発言を行い、後日厚生労働省と当時所属していた信州大学から世間を混乱させたことに猛反を促された。一方、2023年9月現在においても、TBSは新型コロナウイルスワクチンについて、副反応被害を訴える集会を単独報道している。また接種後の死亡例で「判定不能」との判断が出たことを批判し、接種中止を主張する遺族の声や摂食障害を発症したと話す被害の訴えを取り上げている。あわせて、高知大学 特任教授・佐野栄紀医師のワクチンが作り出したスパイクタンパクが血栓を作るとの86歳女性の症例に基づく論文について取り上げている。しかし同氏は2021年7月の段階では、コロナワクチン接種後の発疹は従前コロナ感染して免疫が働いたとの見解を示していた。
デンマークでも、2009年9月から2017年8月までの女児および若年女性におけるHPVワクチン接種後の重篤な有害事象報告のクラスター分析では、最も一般的な症状は倦怠感、めまい、頭痛であったが、その頻度はクラスターによって異なり、1つのクラスターの報告の大部分は、2015年12月の投稿の異常な急増など、メディア活動が高まった時期に提出された。メディアが刺激したと思われる報告のクラスターを特定し研究報告されている。
日本産科婦人科学会は2018年に、一刻も早い積極勧奨再開を求めて開催したプレスセミナーにおいて、大阪大学喜多村祐里より副反応被害者とされている患者からのアンケートからも、「ワクチン接種の積極勧奨は再開すべきだ」との意見も多く挙がっていると紹介された。

## 日本におけるSNS
- 2024年9月25日、「子宮頸がんワクチン」「HPVワクチン」がＸのトレンドに入り、その後、「子宮頸がん」もトレンド入りした。接種を報告し合い、褒め合うというポストが続々と投稿された。産婦人科医やHPVワクチン接種啓発活動者は接種について普通に語れる社会の到来を喜んだ[728]。
- 統一教会が行った純潔デモでHPVワクチン反対を耳にして興味を抱き取材を始めた鈴木エイトは、2024年8月、被害者団体からの訴訟傍聴記録をX(旧Twitter)で綴り、1800万回を超えるインプレッション（表示）数となり話題となった。裁判の過程で、製薬会社側弁護士の反対尋問によって、ワクチン接種前に原告が受診していた病院カルテなどから、原告女性たちは家庭内や学校で問題を抱え、様々な既往症があったことも指摘されたことがレポートされた。またHANSと診断され医薬品の健康被害救済を行う医薬品医療機器総合機構から認定を受けたことにより、ワクチン被害との認識を強めた結果、認知行動療法の受診を取りやめた者もいることが明らかにされた[729]。
- 京都大学大学院医学研究科 人間健康科学系専攻 青山研究在学者によるHPVワクチン関連の日本語によるSNSの10年分の分析では、ワクチンの安全性に関する議論は 2015年にピークに達してその後減少しているのに対し、ワクチンの有効性に関するトピックは逆の傾向を示していることが明らかになった。日本におけるワクチン接種への躊躇に対処するために、的を絞った公衆衛生介入が必要であるとの結論を得ている[730]。

## 被害者団体
イギリスにはAHVIDという団体があり、470人のメンバーのうち約400人はHPVワクチンの影響があると信じている。
2010年にはアメリカでジャーナリストを中心とした、HPVワクチンの安全性に異議を唱える市民団体セインヴァックス（Sane Vax)が立ち上げられた。同国では2017年に20歳で接種を開始して3回目の18日後に不整脈で死亡したクリスティーナ・ターセルに対し、全米ワクチン傷害補償プログラムは25万ドルを支給した。2015年アイルランドではガーダシルで起こった究極の被害（Reactions and Effects of Gadasil Resulting in Extreme Trauma,通称REGRET)という保護者の会が発足した。2014年コロンビアのエル・カルメン・デ・ボリバルの学校で接種を受けた保護者により「希望を取り戻す会」が立ち上げられた。。
2018年3月には、日本で国際シンポジウムが開催され、日本、コロンビア、スペイン、イギリス、アイルランドの被害者団体が集った。同年4月、上記5か国の被害者団体は接種中止の共同宣言を行った。

### コロンビア
ロンドン国立神経・脳神経外科病院勤務のスザンヌ・オサリバン医師は、2014年から始まったエル・カルメン・デ・ボリバル及びその周辺地区での少女達の気絶やけいれんなどの集団体調不良について現地調査を行った。関係者はＨＰＶワクチンを原因としていたが、数週間前に受けた接種を起因として50人も数分おきに倒れたことに疑問を呈すると、倒れた本人達も他の人が倒れ恐怖を感じ、神経が高ぶったせいだと認めた。解離性発作やパニック発作を発症したと診断し、「集団心因性疾患」だと結論づけた。なお、同人はワクチンの説明と同意が不十分だった問題も指摘している。話題になった当初に現地に来た医師を名乗りＨＰＶワクチン起因を説明した人物らはオランダの発達心理を研究する大学院生や反ワクチンジャーナリストであった。この人物らへの現地の信頼はオサリバン医師の警告にもかかわらず継続し、2019年時点でも新たな学校での集団発症が見られた。2015年にコロンビアの国立衛生研究所も詳細な疫学研究結果を公表し、かつて集団ヒステリーと呼ばれた集団心因性疾患（ＭＰＩ）に起因すると公表している。

### 日本
2013年（平成25年）3月25日、日本国政府にHPVワクチン予防接種の完全中止や、副反応患者の救済を求める「全国子宮頸がんワクチン被害者連絡会」が設立された。設立当初より被害者連絡会の事務局長は、日野市議会議員・新型コロナウイルスを考える会事務局長・チーム日本代表である池田利恵が務める。被害者連絡会の会員は、免疫吸着療法が「症状緩和の手段として有効である」と信じられており、厚生労働省に対しては、免疫吸着療法に関する成果を公表するように要求している。症状の原因は「HPVワクチンの固有成分による、脳内での免疫反応である」という仮説を支持している。
被害を訴える者には、12歳で3回接種し15歳で歩行障害などを発症した、13歳で3回接種して17歳からめまいなど出現したと話し治療を受ける者もいる
一方、2013年12月22と23日にHPVワクチン接種後に体調不良で14名の同様の症状を持つ少女達に対し、池田利恵がカイロプラクティックの柔道整体師を招き施術させ車椅子者も歩行に至るなど複数が完治に至った。その後も含め延べ95人を治療、中止と転医の13人を除く75人が回復した。施術師は、症状は自律神経系の問題によって引き起こされ、何らかのストレスを意識無意識に感じてその反応として身体に様々な症状を発現しているのだと考え、不安感や感情を聞き取り施術で不快症状をその場で改善することが多々ある中で信頼関係が構築されやすかったのであろうと語った。また手記である保護者は施術者の「子宮頸がんワクチン副反応説」の否定発言に対し、泣きながら矛先を何かに向けなかったら自分が参っていたとの回答があったと述べている。
2017年、厚労省研究班の「牛田班」（牛田享宏・愛知医科大学学際的痛みセンター教授代表）が「軽い運動や考え方の癖を前向きに変える認知行動療法によって、7割の被害者が症状の回復または改善をみた」と発表したことに対して、副反応とされる症状の原因が「心身の反応や機能性身体症状」という前提で研究している、会員は「改善したという自覚を持っていない」と不信感を募らせた。
一方で、食事療法で症状が改善したという会員の声を封殺した上で、事実上の除名処分にするなど「被害者そっちのけで、イデオロギー闘争に明け暮れている」と医師の上昌広による批判もある。
また、ワクチンの『副反応』とされる症状に疑問を呈し、厚労省研究班の「池田班」の研究発表に不備があると主張した、医師・ジャーナリストの村中璃子及び関係者に対しても、抗議活動を展開している。また厚生労働省への法的責任の確認や、日本での疫学調査の実施を要求している。
政界においては、日本共産党は2009年衆院選から2013年参院選ではHPVワクチンについて公費・定期接種化を掲げていたが、副反応問題騒動後の2014年衆院選から接種勧奨再開に反対に転じ、その後2021年10月に希望者への接種機会整備などを公約で示した。
堀江貴文は以前付き合っていた女性が子宮頸がんの前がん状態になり円錐切除手術をしたことをきっかけに、同ワクチンに興味を持ち9価のHPVワクチンを自ら接種して啓発も行っている。
2022年8月、近畿大学医学部の研究チームは、HPVワクチン薬害訴訟の原告弁護団がHPVワクチン接種後に神経運動症状が生じる理論的証拠として掲載する論文であるワクチン接種後にみられる「重篤な神経系の障害による多様な症状（副反応）」を実験的に再現したとして報告された基礎研究データを、専門家の立場から詳細に検討してそれらの科学的根拠を評価しCancer Scienceに掲載した。2つの動物実験論文の2つに示された研究方法と結果を詳細に検討した結果、データに論理的な合理性がなく、再現性の検討も不十分であると評価している。自己免疫の論文では、HPVワクチンと無関係なL1タンパク以外のHPVタンパク質も含めて解析している点などを問題視している。また後述する動物実験ではヒトのHPVワクチン接種に使用されていない百日咳毒素（PT）が実験に使用されていること、すべての組織学的所見は、わずか1枚の顕微鏡写真／染色／実験群によって示されており、定量化されていないこと、正常マウス脳のパラフィン切片では、しばしば第3脳室に隙間がなくなるため、本論文で示された第3脳室の狭窄は異常とは言えないなどを指摘している。科学的に不十分な実験データを、HPVワクチン接種後に生じる多様な症状の理論的な根拠とすることは、正しい解決策を提示するための障害となるとしている。2023年2月に同大学は、アルミニウムアジュバントを含んだワクチンの筋肉注射で、マクロファージ性筋膜炎（macrophagic myofasciitis; 以下MMF）という、全身性の筋肉痛、関節痛等が起こる事例がある言われているが、ワクチンに含まれるアジュバントによって自己免疫反応が誘導されるとする「autoimmune /autoinflammatory syndrome induced by adjuvants（以下ASIA）」も公議すぎてデータにも再現性がないと否定している。
旧統一教会問題で注目されているジャーナリスト鈴木エイトは村中璃子の訴訟事件から子宮頸がんワクチン反対運動に注目し取材を行っている。インタビューで同問題については、被害者の説得の手法と、適切な治療につなげていくかについてはカルトからの脱会問題との類似を指摘し、カルト問題と同様の構図が根底にあると語っている。

2023年11月、日本医学ジャーナリスト協会はHPVワクチンによる副反応被害を訴え、接種に反対するサイトを肯定的に紹介するサイトを紹介している。選考委員長である元朝日新聞論説委員の大熊由紀子が特別に紹介したことを、接種率が低迷する現状と共に岩永直子が報じている。
被告となったMSD製薬社は、2024年8月に声明を発表し、原告の中には接種後 1 年以上経ってから症状を訴人が多数存在することに言及し、時間的にも離れている症状及び時間的に近い時期についても接種と結び付ける科学的・医学的に信頼できる根拠がないと指摘している。また、同社は接種前から存在する既存の疾患として正しく診断され、適切な治療をすることが非常に重要だとの見解を示した。

### 集団訴訟
- 2016年3月30日、日本で「HPVワクチン薬害訴訟全国弁護団」が結成され、半身麻痺などが残った女性ら原告124人が、日本政府とグラクソ・スミスクライン社、MSD社に損害賠償を求める集団提訴を行うと発表し、東京、大阪、名古屋、福岡の4つの地方裁判所で1人あたり1500万円の賠償金を求める集団訴訟が起こされた[754][742][755]。HPVワクチン東京訴訟支援ネットワーク代表は、薬害オンブズパースン会議メンバーで江戸川大学教授・厚生労働省の看護学教育の在り方に関する検討会（平成13年度）委員・厚生労働省の脳死下での臓器提供事例に係る検証会議（平成27年）委員の隈本邦彦が務める[756][757][758]。2020年3月現在、係争中[136]。4地裁の原告総数は追加提訴のあった元年7月の132人から、2023年5月24日時点で117人に減少している。環境や体調の変化、今の生活に集中したい、裁判の負担感などの意見の結果だと弁護団が明らかにした[759]。内訳はMSD社（ガーダシル）25人、GSK社（サーバリックス）92人と鈴木エイトが明らかにしている[760]。

- 事務局長を務める池田利恵は、2013年6月6日の日野市議会の一般質問ではたともこ議員の国会答弁の影響により、子宮頸がんは併用検診でほぼ100％発見され、適切な治療でおおむね 100％治癒するとの見解を持っていることが示された[761]。

- 定期接種化する以前の緊急促進事業時代に接種した沖縄県在住の女性（2018年6月取材当時、18歳）は、中学校1年生の時に接種した同ワクチンについて、制度上の措置として症状がワクチンの副作用と疑われる対象者に対しての医療費を支給するなどの救済制度を2017年に適用された。この女性は全身脱力などの症状を2016年3月頃発症し高校を中退するほどだったが、ワクチン接種が原因としか考えられず、副作用の情報提供がない被害者であるとして上記訴訟に参加している[762]。

- 「全国子宮頸がんワクチン被害者連絡会」神奈川県支部設立発起人の女性[763]は、娘が中学3年生でサーバリックスを3回接種し、激しい頭痛 眼球痛 関節・筋肉の痛み、陸に上がった魚のような不随意運動を発症したと訴えている[764][765]。しかし同人のブログでは、2014年3月16日付けでキラーT細胞と言われる障害性自己抗体T細胞の数値が高値で出ており、亜急性脳炎や慢性脳炎の状態と医師より診断され、同人も亜急性硬化性全脳炎と認識したことが明らかにされている[766]。亜急性硬化性全脳炎とは、麻疹ウイルスによるゆっくりと進行する脳の炎症であり、麻疹に感染して数年の潜伏期間の後に発病する。記憶力低下、感情不安定、不随意運動、歩行障害といった症状が現れる[767][768]。

- 2024年9月に報じられた大阪地裁の原告への取材では、3人の原告はいずれも独立行政法人医薬品医療機器総合機構より、医療費・医療手当て支給決定していることが明らかにされた[769]。なお、厚生労働省所管の法に基づく予防接種の健康救済制度は、健康被害が生じた場合、その健康被害が接種を受けたことによるものであると厚生労働大臣が認定したときは、市町村により給付が行われる。認定に当たっては「厳密な医学的な因果関係までは必要とせず、接種後の症状が予防接種によって起こることを否定できない場合も対象とする」という方針で審査が行われている[770]。

- 名古屋地裁に出廷した実名で活動する三重県在住の原告女性（26）は、15歳の時にワクチンを3回接種し3回目の1ヶ月後にむくみがひどいなど発症し、17歳受診病院でワクチン副反応と診断された。19歳で倒れ記憶を全て失い、この症状もワクチン副反応と診断されたと語る。本人は記憶をなくしたことが一番悔しく、被告を許せないと言及している[771]。

- 2017年、コロンビアで700人以上からの政府と製薬会社に対する集団訴訟が行われた[772]。2014-2021間の文献の包括的分析によると、エル・カルメン・デ・ボルバルでの大規模な健康被害については、政府はワクチンと健康被害の因果関係を認めず、大規模な心因性反応の可能性に帰した。これに立腹した家族は訴訟を提起し、ワクチン接種率の大幅な低下を招いた。2017年に憲法裁判所はワクチン接種手続き時のインフォームド・コンセントの強制使用を裁定している。なおコロンビアでは性教育の不十分さとワクチンの意義の周知が不足していたことが研究で指摘されている[773]。

## 厚労省HPVワクチン副反応研究班「池田班」における副反応ミスリード騒動
2016年3月、厚生労働省のHPVワクチン副反応に関連する研究班（池田班；信州大学と鹿児島大学の共同研究グループ）は、脳機能障害が起きた患者の8割弱で、免疫システムに関わる遺伝子が同じ型だったと報告した（その遺伝子の型は、日本や中華人民共和国、オセアニアに多く、ヨーロッパや北アメリカに少ない）。33名の被験者のHLA-DPB1が調査され、通常日本人では4割程の頻度で存在する「0501」という型が、8割程度の頻度であることがわかった。ワクチンの成分と症状の因果関係は不明だが、接種前に遺伝子を調べることが、副反応を回避することができる可能性があると発表した。
また池田班は、マウスに複数のワクチンを接種する実験を行い、HPVワクチンを注射したマウスの脳のみに、神経細胞に対する抗体が産生されたとも報告した。
池田教授（当時）は同研究結果について、3月16日夜に放送されたTBSのニュース23で「明らかに脳に障害が起こっている」とコメントした。

村中璃子は、この調査には比較すべきでないものを比較しているなど様々な問題点があると述べた。調査対象が少なすぎることも指摘された。
厚生労働省は2016年4月16日に、池田班が示したデータによって特定の遺伝子多型を持つ人にHPVワクチンを接種した場合、記憶障害を起こす可能性が高いということは示せておらず、HPVワクチンと脳の症状との因果関係を示したものではないとし、HPVワクチン接種後脳障害などの発症者の8割に、特定の遺伝子多型が見つかるとの報道は誤りであると発表した。
6月、信州大学は、不正を疑う通報を受けて外部有識者による調査委員会を設置し、11月に「マウス実験の結果が科学的に証明されたような情報として社会に広まってしまったことは否定できない」と発表した。また実験はNFκ-βp50欠損マウスへの接種後の様子ではなく同接種マウスから血清を取り出し、これを無垢のマウス等の脳組織に反応させる手法だったこと、実験区ごとに各1匹のマウスから採取された血清のみの実験であったことが記載されている。更に再実験ではいずれの検体でも無垢のマウスの脳組織との反応を認められなかった。調査班は池田教授には、科学的な検証に耐えられる欠損マウスを用意したうえでHPVワクチン等接種の初段階からの検証実験とその結果公表を求めている。ほか、B特任教授についても複数のマウスより血清を検体を採取したにも関わらず実験結果をn=1にとどめていたことに研究姿勢の疑問が呈されている。以上から「混乱を招いたことについて猛省を求める」と評された。
厚生労働省は2016年11月24日、「池田氏の不適切な発表により、国民に対して誤解を招く事態となったことについての池田氏の社会的責任は大きく、大変遺憾に思っております」「この度の池田班の研究結果では、HPVワクチン接種後に生じた症状が、HPVワクチンによって生じたかどうかについては何も証明されていない」とコメントした。
池田は一連の問題提起のなかで研究内容を「捏造」とする記事を書かれたのは名誉が棄損されたとして、村中璃子に対し損害賠償のための訴訟を起こした。「捏造」と表現するに足る証拠があったか、それを裏付ける取材が十分になされたのかどうかが争われ、雑誌「Wedge」側が敗訴し謝罪広告掲載と、記事の一部が削除となり、損害賠償もウェッジが330万円を全額支払うこととなった。村中璃子は控訴を決めた。上告提起および上告受理申立てを受けて最高裁判所は2020年3月9日、いずれについても却下の決定を下した。
控訴審では、2018年ノーベル賞受賞者の京都大学特別教授の本庶佑は意見書を提出した。一例の実験結果に基づき、結論を出したなどという行為は、生命科学研究者の常識としては、作為の捏造と同等と強く批判した。また明確な因果関係がないということは科学的に考えて因果関係を否定するのが科学的常識と言及した。
日本における子宮頸癌ワクチン問題の真実を、医師でありジャーナリストである村中璃子は、科学的視点から追求したことへの功績として、2017年イギリスの科学誌「ネイチャー（Nature）」が主催する「ジョン・マドックス賞」を受賞した。そのスピーチの中で「医師として、守れる命や助かるはずの命を危険にさらす言説を見過ごすことはできない。書き手として、広く真実を伝えなければならない。」と語り、被害者団体からの抗議活動によって執筆活動が阻害され、本人や家族に多数の脅迫が届いたことを述べている。
なお、池田教授（当時）の信州大学病院を受診した123例報告では、ワクチンの副作用が否定できない98例のほかは、てんかん5例、全身性エリテマトーデス（SLE） 3例、若年性関節リウマチ（JRA）1例、精神疾患3例、麻疹ワクチン接種後小脳炎1例、成人ダウン症候群の脳症状1例などの25例が他疾患と診断されている。また、SLEと診断された14歳でサーバリックスを接種した事例については、池田修一教授は、他の疾患であるにも関わらず患者や両親などが病態について「ワクチン接種が（疾患を）誘発した！」と主張することに対し、医学的見地から専門医はこれについて“偶発合併症”としており、HPVワクチン接種には常にこうしたリスクがあると結んでいる'。
また、厚生労働科学研究費補助金 疾病・障害対策研究分野 新興・再興感染症及び予防接種政策推進研究の池田修一が代表者になった最後の令和1(2019)年度研究においても、考察としてHPVワクチン接種後の副反応と言われている病態については、これらの症状発現と同ワクチン接種との直接的な因果関係は証明されていないと公表している。

## その他の反ワクチン論
- Japan Skeptics監査委員の平岡厚は2014年の論文で副反応の検証を期待していた[792]。当初は、反対派には査読を通過した論文がないのでWHOを信頼することで良いのではと考えていたが、実際に文献を調査してみると推進派は都合の悪い論文を無視しているだけだということが2017年の二度目の調査も通して判明し、今では、査読を通過した論文によって検証を怠っていないのはワクチンの推進派ではなく反対派だと見ており、接種の中止が無難だと判断している[793]。
- 民主党のはたともこは、2010年にブログにて、HPVワクチンを接種しなくても、検診を怠らないことで子宮頸癌に対応できるとして、HPVワクチンの集団接種はワクチン接種のリスクにさらすだけの行為で、自治体が高額な予算をつけて推奨するような話ではないとして反対している[794]。2016年にはワクチン接種再開の圧力には、メルク社などアメリカの製薬会社の利益のために国民を犠牲にする構造が問題で、日本は「人体実験パラダイス」だと『月刊日本』発表文で主張した[795]。
- 政治家の山本太郎は2019年10月18日の街頭演説で、子宮頸癌ワクチンは重篤となる割合が高く、これを強制接種することに疑問を呈し、さらにワクチンによる癌の予防効果は証明されていないとする厚生労働省の資料を示した上で「人体実験」だと批判した[796]。これに対して産婦人科医らから批判の声が寄せられた[796]。厚労省は、予防と早期発見は全く別のものであると説明している[796]。日本産婦人科学会も、がん検診ではワクチンの代わりにならないことを説明している[352]。
- ナショナル・ワクチン情報センター（英語版）（NVIC：反ワクチンを掲げるアメリカの民間団体）は、2011年5月5日時点の報告で、全世界でHPVワクチン（ガーダシルおよびサーバリックス）接種後1年以内に94件の死亡事例と、21,722件の副作用の事例があったと主張している[797]。
- 薬害オンブズパースンの弁護士関口正人は、2014年に厚生省の審議会のメンバーの15人中11人に利益相反があり、金額が500万円を超える3名は決議に参加できなかったと指摘した[484]。2016年11月1日には、厚生労働省による副反応追跡調査の結果（10万接種あたり2人の症状）について、「医療機関に報告が届いていない症状がある可能性もある。また追跡不能例1/3が除外されているのも問題である。」として、17もの学術団体の委員たちが真剣に検討したとはとても考えられない、お粗末な内容と批判した[798]。
- 薬害オンブズパースンのメンバー江戸川大学教授・隈本邦彦は、ＨＰＶ感染は極めて普通にみられるものでまれに子宮頸がんを引き起こすが、その予防のために重篤な被害のおそれのあるワクチンを接種する必要があるのかと疑問視しており、公費を投入して被害を拡大させた国を批判している[799]。積極的推奨再開について反対の立場を取っていた[800]。
- 全国子宮頸がんワクチン被害者連絡会事務局長を発足時から務める日野市議会議員池田利恵は、子宮頸がんワクチン接種後の疼痛・不随意運動などについて接種被害の立場を取り、ワクチンの積極的勧奨に反対している。「子供に打っても死亡率に変化はありません」、「子宮頸がんにかかる方がまだ人間らしい暮らしを送れる」とHPVワクチンをうつよりましであると取れる発信をしていると報道されている[801]。また新型コロナウイルスを考える会事務局長、全国有志議員の会代表、「脱コロナ」「憲法改正反対」と掲げる「チーム日本」の代表者を務める。
- チーム日本戦略担当・ＮＰＯ法人薬害研究センター理事長・医師内海聡は2015年発行の著書において、アメリカのCDCが子宮頸がんの原因はHPVではないと認めていると述べている。また同ワクチンを打つと子宮頸がんの発症率が高まるとの見解を紹介している[802][803][804]。
- 田中康夫は子宮頸がんワクチンは荒手の公共事業と批判し、「33年後のなんとなくクリスタル」の中で登場人物にワクチンだけに頼ることについて疑問を発する台詞を描いた[805]。

## ワクチン忌避の類似例
HPVワクチンに限らず、ワクチン忌避は歴史的・世界中でも発生している。ワクチンの副反応に関する同様の話題は、過去に以下のようなものが知られている。
- MMR（はしか・おたふくかぜ・風疹）ワクチンに関して、医師アンドリュー・ウェイクフィールドが、MMRワクチンを接種すると自閉症になると主張した論文をイギリスの医学誌『ランセット』1998年2月に発表した[471][806]。子供の保護者らに懸念が広まり、イギリス、アメリカ合衆国、カナダ、オーストラリア、ニュージーランドでワクチン接種の差し控えが広がり、その結果、麻疹に感染する子供が増加していった[807][471][806]。日本でもムンプスワクチンの成分による無菌性髄膜炎が約500接種に1人の割合で発生し，1993年にMMRワクチンは中止された。この状況を受け，ワクチンの後遺症で苦しむ患者団体が国を相手取って訴訟を起こし，その結果，国は相次いで敗訴，賠償責任が問われ、任意接種化につながった[808]。
  - MMRワクチンによって自閉症になったとして訴訟も起こったが、巨額の費用を投入して実施された調査では、MMRワクチンと自閉症には因果関係が認められなかった[471][807]。医事委員会（General Medical Council、GMC）は2010年1月28日、ウェークフィールド医師らの研究は「倫理に反する方法」で行われていたとの裁定を下し、『ランセット』は2010年2月2日に論文を完全に撤回すると発表した[807][471]。さらに2010年5月、アンドリュー・ウェイクフィールドは、イギリスの医師免許を剥奪された[809]。
- 百日咳ワクチンについて、1970-80年代には接種に否定的な報道が、世界中のマスコミで行われ、日本・スウェーデン・イギリス・ソビエト社会主義共和国連邦で接種率が低下した[810]。日本でも国の予防接種事故救済制度が発足し、厚生省は1975年（昭和50年）に乳児への百日咳ワクチン接種を中止し、百日咳ワクチンを含む三種混合ワクチンの接種開始年齢を、2歳以上に引き上げた[811]。1975年，日本でワクチン接種後に死亡した2例が大きく取り上げられ、DPTワクチンの接種は中止された。3か月後に再開されたが接種率は大幅に低下した[808]。
  - その結果、百日咳の流行が起きてしまい、1979年（昭和54年）には年間1万3,000人の患者が発生し、うち20人以上が死亡した[811][810]。厚生省が百日咳ワクチンの接種開始年齢を3か月に戻したのは、14年後の1989年（平成元年）になってからであった[811]。1981年（昭和56年）ごろより感染者数が減少に転じるもの、1970年代前半のレベルに戻ったのは1995年（平成7年）であった[811]。
- 日本では、日本脳炎ワクチンは 2005年に接種後の急性散在性脳脊髄炎（ADEM）症例の報告があり，日本脳炎ワクチンの積極的接種推奨の中止（2011年に再開）している[808]。1995～2007年度に生まれは、20歳未満のうちであれば、日本脳炎ワクチンを定期接種として実施可能となっている[812]。
- 日本では、小児用肺炎球菌ワクチンおよびHibワクチンを含む同時接種後の死亡例の報告によって，2011年に両ワクチンが約3週間の接種中止している[808]。
- インフルエンザワクチン集団予防接種が、日本では1987年（昭和62年）度まで、小中学生を対象に行われていた[813]。この集団予防接種は、約300万人が感染し約8000人（推計）が死亡した、1957年（昭和32年）のアジアかぜ大流行の教訓から生まれたもので、1962年（昭和37年）から小児への接種が推奨され、1977年（昭和52年）に予防接種法で小中学生の接種が義務化された[813]。しかし、接種後に高熱を出して後遺症が残ったと国を訴えて、裁判で日本国政府が敗訴するケースも続出したため、1987年（昭和62年）に、保護者の同意を得た希望者に接種する方式に変更され､ 1994年（平成6年）には、学校での集団予防接種が廃止され、診療所や病院での任意接種に変わった[813]。また、インフルエンザワクチンの効果に対する疑念も世論に広まり、100%近かった小中学生の接種率は、1990年代には数%に低下した[813]。
  - その結果、インフルエンザ脳症によって死亡する児童が増加しただけではなく、インフルエンザに対する集団免疫の低下により、高齢者施設の入所者がインフルエンザで相次いで死亡することになった[813]。後に、日本での小中学生に対するインフルエンザワクチンの集団予防接種は、年間約3万7000-4万9000人の命を救っていたことが指摘された[813][814]。多くの犠牲者を生んだこの教訓は、ワクチンの集団免疫という概念を知らしめ、各国のワクチン政策に影響を与えた[813]。